# Operation Bagration
1941: Białystok-Minsk – Dubno-Luzk-Riwne – Smolensk – Uman – Kiew – Odessa – Leningrader Blockade – Wjasma-Brjansk – Charkow – Rostow – Moskau – Tula

1942: Rschew – Charkow – Ljuban/Wolchow – Kertsch/Sewastopol – Fall Blau – Kaukasus – Stalingrad – Operation Mars

1943: Woronesch-Charkow – Operation Iskra – Nordkaukasus – Charkow – Kursk – Orjol – Donez-Mius – Donbass – Belgorod-Charkow – Smolensk – Dnepr – Kiew

1944: Dnepr-Karpaten – Leningrad-Nowgorod – Krim – Wyborg–Petrosawodsk – Operation Bagration – Lwiw-Sandomierz – Jassy–Kischinew – Belgrad – Petsamo-Kirkenes – Baltikum – Karpaten – Ungarn

1945: Kurland  – Weichsel-Oder – Ostpreußen – Westkarpaten – Niederschlesien – Ostpommern – Plattensee – Oberschlesien – Wien – Oder – Berlin – Prag
Operation Bagration (russisch Операция Багратион Operazija Bagration; benannt nach General Pjotr Iwanowitsch Bagration) war der Deckname einer großen Offensive der Roten Armee während des Zweiten Weltkrieges an der deutsch-sowjetischen Front. Sie begann am 22. Juni 1944 mit dem Angriff von vier sowjetischen Fronten gegen die deutsche Heeresgruppe Mitte mit dem anfänglichen Ziel der Rückeroberung der belarussischen Hauptstadt Minsk. Sie weitete sich bald zu einem umfassenden operativen Erfolg der sowjetischen Truppen aus, der erst Ende August 1944 an der Weichsel, an den Grenzen Ostpreußens und bei Riga vorläufig aufgehalten wurde. Militärhistorisch gilt dieser „Sowjetische Blitzkrieg“ als die erfolgreiche Umsetzung der Militärstrategie Tiefe Operation.
Die Operation Bagration führte zum vollständigen Zusammenbruch der Heeresgruppe Mitte und dem Verlust von 28 Divisionen der Wehrmacht. Sie gilt als die schwerste und verlustreichste Niederlage der deutschen Militärgeschichte. Die während dieser Kämpfe erlittenen Verluste konnte die Wehrmacht nicht mehr ausgleichen. Eine Stabilisierung der deutschen Ostfront gelang fortan bis zum Kriegsende nur noch zeitweise und örtlich begrenzt. „Mit dem Zusammenbruch der Heeresgruppe Mitte im Sommer 1944 begann die Agonie der deutschen Kriegführung im Osten“, so der Militärhistoriker Hermann Gackenholz.
Die Operation Bagration trug nicht nur entscheidend zur deutschen Kriegsniederlage bei, sondern beeinflusste nachhaltig die politische Entwicklung. Die deutsche Niederlage wurde nun endgültig unausweichlich; die Hoffnungen der Wehrmacht, die Rote Armee wenigstens zu einem Verhandlungsfrieden zwingen zu können, zerstoben. Die sowjetischen Siege veranlassten die polnische Armia Krajowa (Heimatarmee) zu einem Aufstand mit dem Ziel, Polen eigenständig von der deutschen Besatzung zu befreien und einer Besetzung des Landes durch die Rote Armee zuvorzukommen. Des Weiteren entschieden sich die Angehörigen des deutschen militärischen Widerstandes unter dem Eindruck der katastrophalen Rückschläge an der Front, am 20. Juli 1944 einen Staatsstreich zu wagen. Von Bedeutung ist außerdem, dass während der sowjetischen Offensive erstmals in größerem Umfang deutsche Konzentrations- und Vernichtungslager befreit wurden, womit einer breiteren internationalen Öffentlichkeit umfangreiche Informationen über die Existenz des Holocaust zugänglich gemacht wurden.

## Vorgeschichte
Die in der Sowjetunion kämpfenden Heeresgruppen der deutschen Wehrmacht waren, nach dem Abbruch der Großoffensive Unternehmen Zitadelle im Juli 1943, bis zum Frühsommer 1944 permanent in der Defensive. Die deutschen Truppen hatten große Teile des sowjetischen Staatsgebiets räumen müssen; ein Sieg der Wehrmacht war längst unmöglich. Im Süden war bis zum 12. Mai der größte Teil der von den Heeresgruppen Nord- und Südukraine verteidigten Ukraine und die Halbinsel Krim verlorengegangen (→ Dnepr-Karpaten-Operation, Schlacht um die Krim). Die Truppen der Roten Armee hatten in Rumänien zum ersten Mal seit Beginn des Deutsch-Sowjetischen Krieges das Territorium der Sowjetunion verlassen. Im Norden war gegen den Widerstand der Heeresgruppe Nord im Januar 1944 die Leningrader Blockade endgültig aufgebrochen worden und die sowjetischen Truppen standen an der Grenze der ehemaligen baltischen Staaten (→ Leningrad-Nowgoroder Operation). Trotz der immer schwierigeren Lage war die Wehrmacht bis zum Sommer 1944 insgesamt noch zu geordneten Rückzugsbewegungen, effizienter Defensive und lokal begrenzten Gegenangriffen in der Lage.

### Lage der Heeresgruppe Mitte im Frühsommer 1944
Der Heeresgruppe Mitte war es gelungen, das Gebiet von Belarus bis zum späten Frühjahr 1944 im Großen und Ganzen zu halten. Dadurch war diese Heeresgruppe im Frühsommer 1944 allerdings der am weitesten ostwärts eingesetzte deutsche Großverband und befand sich in einer gefährlich exponierten Lage. Da überdies Mannschaften und Material verlegt wurden, um gegen die Anfang Juni in Frankreich gelandeten Westalliierten eingesetzt zu werden, wurden die Heeresgruppe und die gesamte deutsche Ostfront ausgerechnet zu diesem Zeitpunkt weiter geschwächt und ihr die für Gegenangriffe notwendigen Panzerverbände entzogen. Die Heeresgruppe Mitte bestand im Frühsommer 1944 fast nur noch aus Infanteriedivisionen in Unterstärke.

#### Pläne der Wehrmachtsführung
Die Wehrmachtsführung hatte im Grunde seit der Niederlage von Stalingrad – spätestens aber seit dem Scheitern des Unternehmens Zitadelle – keine Strategie mehr, die auf einen Sieg im Deutsch-Sowjetischen Krieg abzielte, auch wenn die NS-Propaganda anderes verbreitete. Das Ziel sämtlicher Bemühungen bestand seit dem Sommer 1943 vielmehr darin, zumindest eine totale Niederlage und damit das Ende des NS-Regimes abzuwenden, indem man der Roten Armee so hohe Verluste zufügte, dass Stalin einwilligen würde, den Krieg in einem Remisfrieden zu beenden. In der deutschen Führungsebene herrschte aber Uneinigkeit darüber, wie dieser Verhandlungsfrieden erreicht werden sollte.

##### Verkürzung der Hauptkampflinie

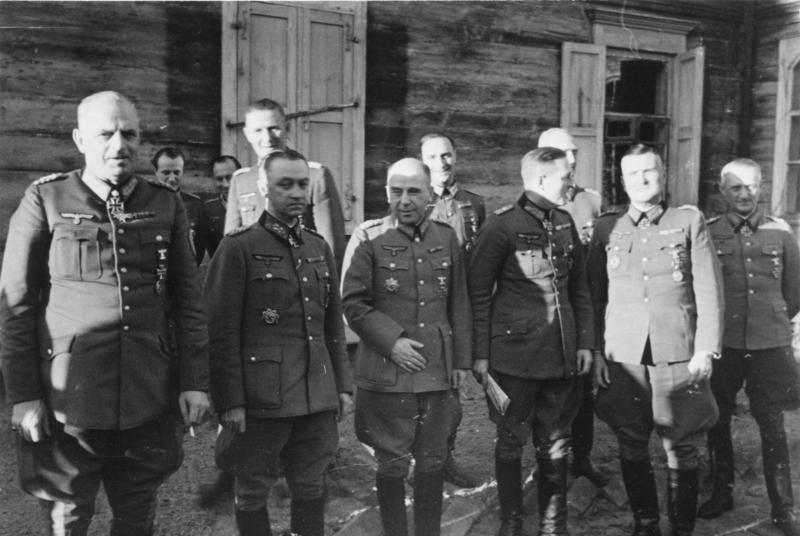
Generalfeldmarschall Ernst Busch (links) zusammen mit Befehlshabern der Heeresgruppe Mitte (Mai–Juni 1944)

Für die Befehlshaber der Heeresgruppe Mitte war klar, dass auch das Gebiet von Belarus auf Dauer nicht verteidigt werden konnte. Von den Stäben der Heeresgruppe wurden daher Pläne ausgearbeitet, die einen schrittweisen Rückzug auf eine Frontlinie beinhalteten, die den ungefähr 1000 Kilometer langen belarussischen Frontvorsprung stark verkürzte. Dadurch sollten eine stärkere Besetzung der so verkürzten Hauptkampflinie (HKL) ermöglicht, Reserven gewonnen und bessere Abwehrmöglichkeiten feindlicher Offensiven geschaffen werden. Heeresgruppenbefehlshaber Generalfeldmarschall Ernst Busch beantragte die Durchführung dieser Maßnahme bei den miteinander konkurrierenden Führungsstellen Oberkommando des Heeres (OKH) und Oberkommando der Wehrmacht (OKW).

##### „Feste Plätze“ als Wellenbrecher
Diese Pläne stießen jedoch auf den Widerstand Hitlers, der seit dem Dezember 1941 persönlich die Leitung des OKH übernommen hatte. Hitler war aus politischen und ideologischen Gründen nicht bereit, Rückzüge in größerem Umfang zuzulassen. Er hatte zwar erkannt, dass die Rote Armee viel stärker geworden war als zu Beginn des Krieges; mit dem von ihm selbst entwickelten Konzept der als Wellenbrecher gedachten „festen Plätze“ meinte er jedoch, die noch unter deutscher Kontrolle befindlichen sowjetischen Gebiete halten und den Kräftevorteil der Roten Armee, die hier „ausbluten“ sollte, wieder zu seinen Gunsten wenden zu können, und band damit nach einem Feindangriff für die Operationsführung notwendige Kräfte hinter den feindlichen Linien. Im Bereich der Heeresgruppe Mitte waren die Städte Witebsk, Orscha, Minsk, Mogilew und Bobruisk von Hitler am 8. März 1944 als „feste Plätze“ definiert worden. Sie sollten nach seinen Vorstellungen zu einem späteren Zeitpunkt überdies als Ausgangspunkte für eine erneute deutsche Offensive in Richtung Osten dienen; Hitler hielt einen Sieg über die Sowjetunion noch immer für möglich.

##### Entscheidung für die „festen Plätze“
Hitler warf auf der entscheidenden Stabsbesprechung am 20. Mai 1944 Generalfeldmarschall Busch vor, dass dieser nun auch zu jenen Generälen gehöre, „die nach hinten blicken“. Busch war in diesem Moment nicht in der Lage, die von ihm als richtig angesehene Rückzugslösung zu vertreten, und gab gegenüber Hitler klein bei. Trotz heftiger Proteste seitens der Busch unterstehenden Armeebefehlshaber wurde daher keine Verkürzung der HKL vorgenommen. Kurze Zeit nachdem Hitler seinen Willen durchgesetzt hatte, meldete sich der Befehlshaber der 4. Armee Generaloberst Gotthard Heinrici krank, denn Heinricis Ansichten über die zukünftige Kriegführung standen dem vom OKH realisierten Vorgehen diametral entgegen. Am 4. Juni übernahm vertretungsweise General der Infanterie Kurt von Tippelskirch das Kommando.
Zur Verteidigung der „festen Plätze“ wurde mit Ausnahme von Witebsk jeweils eine Frontdivision eingeteilt und sämtliche Ressourcen für den Bau zusätzlicher Defensivstellungen zur Verfügung gestellt. Der feste Platz Witebsk erhielt als besonders exponierter Ort drei Divisionen, obwohl der Befehlshaber der 3. Panzerarmee, Generaloberst Reinhardt, mehrfach dagegen protestierte. Für den Bau der Verteidigungsanlagen wurden beispielsweise im Bereich der 3. Panzerarmee zwischen 15.000 und 25.000 Einwohner zwangsrekrutiert und unter unmenschlichen Bedingungen, die unter anderem durch einen Mangel an Kleidung und Nahrung gekennzeichnet waren, eingesetzt. Die Befestigungsarbeiten wurden permanent bis zum Beginn der sowjetischen Offensive fortgesetzt.

#### Einschätzung der Absichten der Roten Armee
Das OKH rechnete im Sommer 1944 mit einer Offensive der Roten Armee. Die Abteilung Fremde Heere Ost unter Generalmajor Reinhard Gehlen erwartete die Hauptstoßrichtung dieses Angriffs aber im Bereich der Heeresgruppe Nordukraine in Richtung der polnischen Hauptstadt Warschau bis zur Weichselmündung. Die deutschen Generäle befürchteten, dass durch diesen Angriff die Heeresgruppen Nord und Mitte von der Nachschubzufuhr abgeschnitten würden. Dies hätte einen Zusammenbruch der gesamten deutschen Ostfront zur Folge gehabt. Insbesondere Generalfeldmarschall Walter Model verteidigte als Befehlshaber der Heeresgruppe Nordukraine diese These sehr energisch.
Diese deutsche Fehlanalyse der gegnerischen Truppenbewegungen im Vorfeld der sowjetischen Offensive war nach Einschätzung des Militärhistorikers Robert Stephan der schwerwiegendste Fehler, der von der Abteilung Fremde Heere Ost während des Deutsch-Sowjetischen Krieges begangen wurde.
Die Rote Armee sorgte mit massiver Geheimhaltung und Täuschung durch die Maskirowka für diesen Irrtum der Abteilung Fremde Heere Ost. So wurden die Laufzettel der Güterwagen mit Zielen fernab der eigentlichen Bestimmungsorte beschriftet, die tatsächliche Destination durch scheinbar zufällige Verschmutzungen mit Pünktchen codiert.

#### Allgemeiner Zustand der Heeresgruppe Mitte

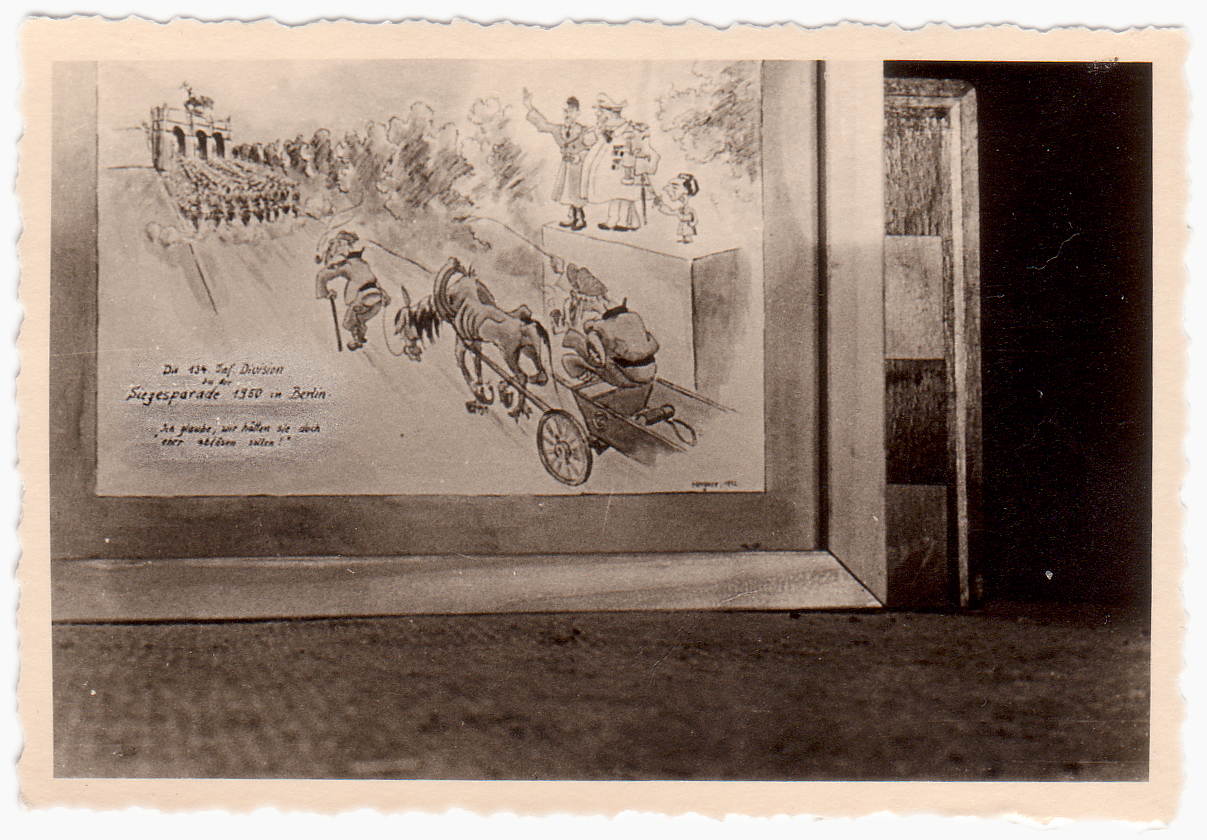
Foto einer Karikatur, die ein Soldat der 134. Infanterie-Division Ende 1943, Anfang 1944 angefertigt hat. Text im Bild: Die 134. Inf. Division auf der Siegesparade 1950 in Berlin. „Ich glaube wir hätten sie doch eher ablösen sollen!“ - Auf einem Podest sind Hitler, Göring und Goebbels zu sehen. Das Bild steht sinnbildlich für den Gesamtzustand der Heeresgruppe Mitte.

Die Heeresgruppe Mitte war bis zum Sommer 1944 der stärkste in der Sowjetunion stehende deutsche Großverband. Aufgrund der immer schlechteren strategischen Gesamtlage des Deutschen Reiches seit den alliierten Landungen in Italien (Juli 1943, Operation Husky) und in der Normandie (Juni 1944, Operation Overlord) in einen Mehrfrontenkrieg verschlimmerte sich auch der Zustand dieses Großverbands zunehmend. Es herrschte infolge unzureichenden Nachschubs Mangel an einsatzbereiten Soldaten, Fahrzeugen, Flugzeugen, Treibstoff und Munition. Nach den Worten des deutschen Militärhistorikers Karl-Heinz Frieser war die Heeresgruppe Mitte im Frühsommer 1944 daher ein „Kartenhaus vor dem Einsturz“.
Die Moral und die körperliche Verfassung der in der Heeresgruppe eingesetzten Soldaten waren aufgrund allgemeinen Stillstands, schlechter Nachrichten von anderen Kriegsschauplätzen und Versorgungsengpässen schlecht. Einige der deutschen Soldaten hegten die Hoffnung, dass der Krieg nach der Landung der Alliierten in der Normandie bald beendet werden würde.
Die Zahl der Desertationen häufte sich vor allem bei den aus dem Gebiet der Sowjetunion stammenden freiwilligen Hilfskräften der Wehrmacht, weil wegen der zunehmend kritischen Kriegslage des Dritten Reiches dessen bevorstehende Niederlage immer wahrscheinlicher wurde. Die Propaganda des von der Sowjetunion aufgebauten und geförderten Nationalkomitees Freies Deutschland wurde intensiviert, zeigte aber verhältnismäßig wenig Wirkung gegenüber den meist nationalsozialistisch indoktrinierten deutschen Soldaten.
Viele deutsche Soldaten waren bereits seit dem Winter 1941/42 chronisch unterernährt, da im Deutschen Reich aufgrund des lange andauernden Krieges kaum Nahrungsmittelreserven vorhanden waren und man nicht mehr in der Lage war, die vorgeschriebenen Kostsätze zu liefern. Daraus resultierende dauerhafte Vitaminmangelstörungen führten zusammen mit weiteren Mangelerscheinungen zu geringerer körperlicher Leistungsfähigkeit, sofern die Feldeinheiten nicht in der Lage waren, in den von ihnen besetzten Gebieten die eigenen Bedürfnisse an Nahrungsmitteln selbst durch Plünderung oder eine provisorische Zwangs-Landwirtschaft zu ergänzen bzw. zu decken. Alkohol und Aufputschmittel wie Methamphetamin waren hingegen reichlich verfügbar.
Grobe Verstöße gegen die Vorschriften oder Auflehnung gegen Vorgesetzte waren aber aufgrund der NS-Propaganda, der unnachgiebigen Aufrechterhaltung der Disziplin durch das deutsche Offizierskorps sowie wegen des gefürchteten Rufes der deutschen Feldgendarmerie („Kettenhunde“) und der immer härteren Urteile der Militärjustiz bis zum Sommer 1944 die Ausnahme.
| Heeresgruppe Mitte (Oberbefehlshaber Generalfeldmarschall Ernst Busch, Chef des Stabes Generalleutnant Hans Krebs) | Heeresgruppe Mitte (Oberbefehlshaber Generalfeldmarschall Ernst Busch, Chef des Stabes Generalleutnant Hans Krebs)                | Heeresgruppe Mitte (Oberbefehlshaber Generalfeldmarschall Ernst Busch, Chef des Stabes Generalleutnant Hans Krebs) | Heeresgruppe Mitte (Oberbefehlshaber Generalfeldmarschall Ernst Busch, Chef des Stabes Generalleutnant Hans Krebs) | Heeresgruppe Mitte (Oberbefehlshaber Generalfeldmarschall Ernst Busch, Chef des Stabes Generalleutnant Hans Krebs) |
| --- | --- | --- | --- | --- |
| | 3. Panzerarmee (Oberbefehlshaber Generaloberst Georg-Hans Reinhardt, Chef des Stabes Generalmajor Otto Heidkämper)                | | | |
| | | | 95. Infanterie-Division (Generalmajor Herbert Michaelis)                                                           | |
| | | | 201. Sicherungs-Division (Generalleutnant Alfred Jacobi)                                                           | |
| | | | Kampfgruppe von Gottberg (SS-Gruppenführer und Generalleutnant der Polizei Curt von Gottberg)                      | |
| | | IX. Armeekorps (General der Artillerie Rolf Wuthmann)                                                              | | |
| | | | 252. Infanterie-Division (Generalleutnant Walter Melzer)                                                           | |
| | | | Korps-Abteilung „D“ (Generalmajor Bernhard Pamberg)                                                                | |
| | | | Sturmgeschütz-Brigade 245 (Hauptmann Ludwig Knüpling)                                                              | |
| | | LIII. Armeekorps (General der Infanterie Friedrich Gollwitzer)                                                     | | |
| | | | 246. Infanterie-Division (Generalmajor Claus Mueller-Büllow)                                                       | |
| | | | 6. Felddivision (L) (Generalleutnant Rudolf Peschel)                                                               | |
| | | | 206. Infanterie-Division (Generalleutnant Alfons Hitter)                                                           | |
| | | | 4. Felddivision (L) (Generalleutnant Robert Pistorius)                                                             | |
| | | VI. Armeekorps (General der Artillerie Georg Pfeiffer)                                                             | | |
| | | | 197. Infanterie-Division (Oberst Hans Hahne)                                                                       | |
| | | | 299. Infanterie-Division (Generalleutnant Ralph Graf von Oriola)                                                   | |
| | | | 14. Infanterie-Division (Generalleutnant Hermann Emil Flörke)                                                      | |
| | | | 256. Infanterie-Division (Generalleutnant Albrecht Wüstenhagen)                                                    | |
| | | | Sturmgeschütz-Brigade 667 (Hauptmann Rudolf Ullmann)                                                               | |
| | | | Sturmgeschütz-Brigade 281 (Hauptmann Josef Fenkert)                                                                | |
| | 4. Armee (Oberbefehlshaber General der Infanterie Kurt von Tippelskirch, Chef des Stabes Oberst im Generalstab Erich Dethleffsen) | | | |
| | | | Panzergrenadier-Division Feldherrnhalle (Generalmajor Friedrich-Karl von Steinkeller)                              | |
| | | XXVII. Armeekorps (General der Infanterie Paul Völckers)                                                           | | |
| | | | 78. Sturm-Division (Generalleutnant Hans Traut)                                                                    | |
| | | | 25. Panzergrenadier-Division (Generalmajor Paul Schürmann)                                                         | |
| | | | 260. Infanterie-Division (Generalmajor Günther Klammt)                                                             | |
| | | | Schwere Panzerabteilung 501 (Major / Oberstleutnant von Legat)                                                     | |
| | | XXXIX. Panzerkorps (General der Artillerie Robert Martinek)                                                        | | |
| | | | 110. Infanterie-Division (Generalleutnant Eberhard von Kurowski)                                                   | |
| | | | 337. Infanterie-Division (Generalleutnant Otto Schünemann)                                                         | |
| | | | 12. Infanterie-Division (Generalleutnant Rudolf Bamler)                                                            | |
| | | | 31. Infanterie-Division (Generalleutnant Willifrank Ochsner)                                                       | |
| | | | Sturmgeschütz-Brigade 185 (Major Fritz Glossner)                                                                   | |
| | | XII. Armeekorps (Generalleutnant Vincenz Müller)                                                                   | | |
| | | | 18. Panzergrenadier-Division (Generalleutnant Karl Zutavern)                                                       | |
| | | | 267. Infanterie-Division (Generalleutnant Otto Drescher)                                                           | |
| | | | 57. Infanterie-Division (Generalmajor Adolf Trowitz)                                                               | |
| | 9. Armee (Oberbefehlshaber General der Infanterie Hans Jordan, Chef des Stabes Generalmajor Helmut Staedtke)                      | | | |
| | | | 20. Panzer-Division (Generalleutnant Mortimer von Kessel)                                                          | |
| | | | 707. Infanterie-Division (Generalmajor Gustav Gihr)                                                                | |
| | | XXXV. Armeekorps (Generalleutnant Kurt-Jürgen von Lützow)                                                          | | |
| | | | 134. Infanterie-Division (Generalleutnant Ernst Philipp)                                                           | |
| | | | 296. Infanterie-Division (Oberst Helmuth Ißmer)                                                                    | |
| | | | 6. Infanterie-Division (Generalleutnant Hans-Walter Heyne)                                                         | |
| | | | 383. Infanterie-Division (Generalleutnant Edmund Hoffmeister)                                                      | |
| | | | 45. Infanterie-Division (Generalmajor Joachim Engel)                                                               | |
| | | XXXXI. Panzerkorps (General der Artillerie Helmuth Weidling)                                                       | | |
| | | | 36. Infanterie-Division (Generalmajor Alexander Conrady)                                                           | |
| | | | 35. Infanterie-Division (Generalleutnant Johann-Georg Richert)                                                     | |
| | | | 129. Infanterie-Division (Generalmajor Heribert von Larisch)                                                       | |
| | | LV. Armeekorps (General der Infanterie Friedrich Herrlein)                                                         | | |
| | | | 292. Infanterie-Division (Generalleutnant Richard John)                                                            | |
| | | | 102. Infanterie-Division (Generalleutnant Werner von Bercken)                                                      | |
| | 2. Armee (Oberbefehlshaber Generaloberst Walter Weiß, Chef des Stabes Generalmajor Henning von Tresckow)                          | | | |
| | | | 5. Kgl. ung. Reservedivision (Generalmajor László János Szabó)                                                     | |
| | | | 23. Kgl. ung. Reservedivision (Generalmajor Gusztav Deseö)                                                         | |
| | | | 1. Kgl. ung. Kavalleriedivision „Husaren“ (Generalleutnant Antal Vattay)                                           | |
| | | | 4. Kavalleriebrigade (Generalmajor Rudolf Holste)                                                                  | |
| | | VIII. Armeekorps (General der Infanterie Gustav Höhne)                                                             | | |
| | | | 211. Infanterie-Division (Generalleutnant Heinrich Eckard)                                                         | |
| | | | 5. Jäger-Division (Generalleutnant Hellmuth Thumm)                                                                 | |
| | | | 12. Kgl. ung. Reservedivision (Generalmajor Béla Némoth)                                                           | |
| | | XXIII. Armeekorps (General der Pioniere Otto Tiemann)                                                              | | |
| | | | 203. Sicherungs-Division (Generalleutnant Leo Pilz, Generalleutnant Max Horn)                                      | |
| | | | Panzergrenadierbrigade 17 (Oberst Theodor Körner)                                                                  | |
| | | | 7. Infanterie-Division (Generalleutnant Fritz-Georg von Rappard)                                                   | |
| | | XX. Armeekorps (General der Artillerie Rudolf Freiherr von Roman)                                                  | | |
| | | | Korps-Abteilung „E“ (Generalleutnant Maximilian Felzmann)                                                          | |
| | | | 3. Kavallerie-Brigade (mit der Führung beauftragt Oberstleutnant Georg Freiherr von Boeselager)                    | |

|  | Luftflotte 6 (Oberbefehlshaber Generaloberst Robert Ritter von Greim) |                                                              | |
|  |                                                                       | IV. Fliegerkorps (General der Flieger Rudolf Meister)        | |
|  |                                                                       |                                                              | 1. (F)/100; Stab/Nahaufklärungsgruppe 4 mit 3./Nahaufklärungsgruppe 4 und 12./Nahaufklärungsgruppe 13; Stab, II. und III. Kampfgeschwader 4; Stab, I. und III. Kampfgeschwader 27; Stab, I., II. und III./Kampfgeschwader 53; Stab, I., II. und III./Kampfgeschwader 55 |
|  |                                                                       | II. Flak-Korps (General der Flakartillerie Job Odebrecht)    | |
|  |                                                                       |                                                              | 12. Flak-Division |
|  |                                                                       |                                                              | 18. Flak-Division |
|  |                                                                       |                                                              | 23. Flak-Division |
|  |                                                                       | 1. Fliegerdivision (Generalmajor Robert Fuchs)               | |
|  |                                                                       |                                                              | Stab/Nahaufklärungsgruppe 15 mit 1./Nahaufklärungsgruppe 4, 11./Nahaufklärungsgruppe 11, 12./Nahaufklärungsgruppe 11; Stab und III./Schlachtgeschwader 3, I./Schlachtgeschwader 10                                                                                      |
|  |                                                                       | 4. Fliegerdivision (Generalmajor Franz Reuss)                | |
|  |                                                                       |                                                              | Stab/Nahaufklärungsgruppe 4 mit 2./Nahaufklärungsgruppe 10, 13./Nahaufklärungsgruppe 14; I., II. und 10.(Pz)/Schlachtgeschwader 1, 10.(Pz)/Schlachtgeschwader 3; Stab und III./Schlachtgeschwader 10                                                                    |
|  |                                                                       | Fliegerführer 1 (Generalmajor Herbert Rieckhoff)             | |
|  |                                                                       |                                                              | 12./Nahaufklärungsgruppe 12, 3./Nahaufklärungsgruppe 21, 4./Nahaufklärungsgruppe 31; Stab Nachschubgruppe 2 mit 1., 2., 3. und 4. Staffel; 1. Ostfliegerstaffel (russ.); 1./ Nachschubgruppe 1                                                                          |
|  |                                                                       | Jagdfliegerführer 6 (Oberstleutnant Karl-Gottfried Nordmann) | |
|  |                                                                       |                                                              | Stab, I., III. und IV./Jagdgeschwader 51, III./Jagdgeschwader 11; I./Nachtjagdgeschwader 100 |

#### Lage im rückwärtigen Raum
Die Heeresgruppe Mitte litt auch unter der selbst verursachten Lage im rückwärtigen Raum hinter ihrem Frontabschnitt. Dieser war bereits seit Überlegungen zur Frontverkürzung aus dem Jahr 1943 als Gebiet vorgesehen, das zu räumen sei. Daher wandten das deutsche Militär unter dem Befehlshaber des Rückwärtigen Heeresgebietes Weißruthenien General der Kavallerie Edwin von Rothkirch und Trach und die Wirtschaftsorganisation Ost die sogenannten ARLZ-Maßnahmen an, die für Gebiete vorgesehen waren, aus denen sich die Wehrmacht zurückzog. Es befanden sich in dem weißrussischen Gebiet rund 100.000 Menschen, die bei vorherigen Rückzügen verschleppt worden waren, inzwischen aber als „arbeitsunfähig“ eingestuft wurden. Dazu kamen mehrere Hunderttausend Verschleppte aus dem Zuständigkeitsbereich der Heeresgruppe Nord. Dennoch wurden der Region weiterhin Nahrungsmittel zur Versorgung der deutschen Truppe und des Reichsgebiets entzogen. Der Kampf zwischen Besatzern und Partisanen sowie die Verschleppung von Zwangsarbeitern in das Deutsche Reich verschärften die Lage weiter. Das führte zu einer Hungersnot unter Deportierten und der ansässigen Bevölkerung und auch zu einer mangelhaften Versorgung der deutschen und verbündeten Truppen.
Anfang 1944 begann die Wehrmacht dann mit der systematischen Zerstörung von Wirtschaftsbetrieben, Unterkünften und Infrastruktur, die nach Meinung der Deutschen nicht unmittelbar benötigt wurde. Einwohner, die nicht direkt für die Deutschen arbeiteten, wurden nach Westen vertrieben. Nur die Arbeitsfähigen wurden weiter in das Deutsche Reich verschleppt. Dies führte zu erneuten Versorgungskatastrophen und Seuchenausbrüchen in den Auffanglagern an der Grenze des Deutschen Reiches. Im Auffanglager Alytus kurz vor der ostpreußischen Grenze starben schätzungsweise bis zu 35.000 Menschen durch Verhungernlassen. Die Zivilverwaltungen der Zielregionen lehnten aus diesem Grund die Aufnahme weiterer Vertriebener ab. Auch leistete die belarussische Zivilbevölkerung zunehmend Widerstand gegen die Deportationen. Daraufhin griff die Wehrmacht massenhaft Zivilisten auf und trieb sie in Gebiete, die von Partisanen oder der Roten Armee kontrolliert wurden. Bei Osaritschi wurden im März 1944 bei einem begrenzten Rückzug der Wehrmacht bis zu 40.000 Menschen in einem Lager zurückgelassen, von denen mindestens 9000 starben. (→Todeslager Osaritschi)

### Partisanenkrieg in Belarus

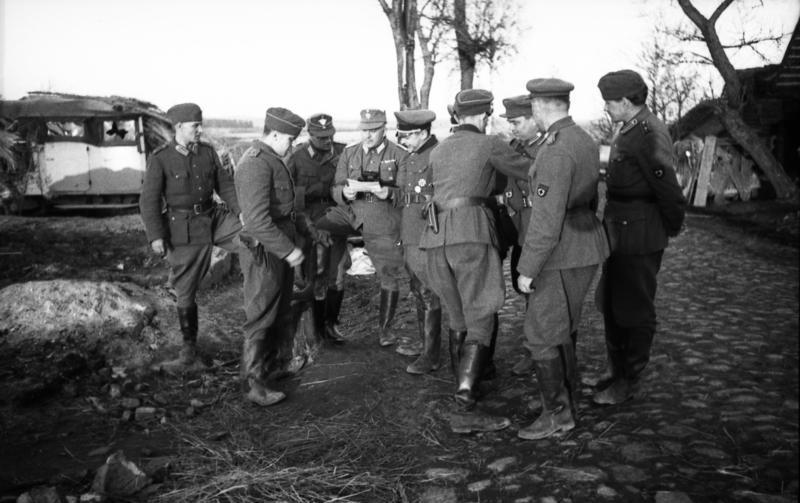
Angehörige der Kaminski-Brigade und deutsche Polizeioffiziere während einer Beratung (März 1944)

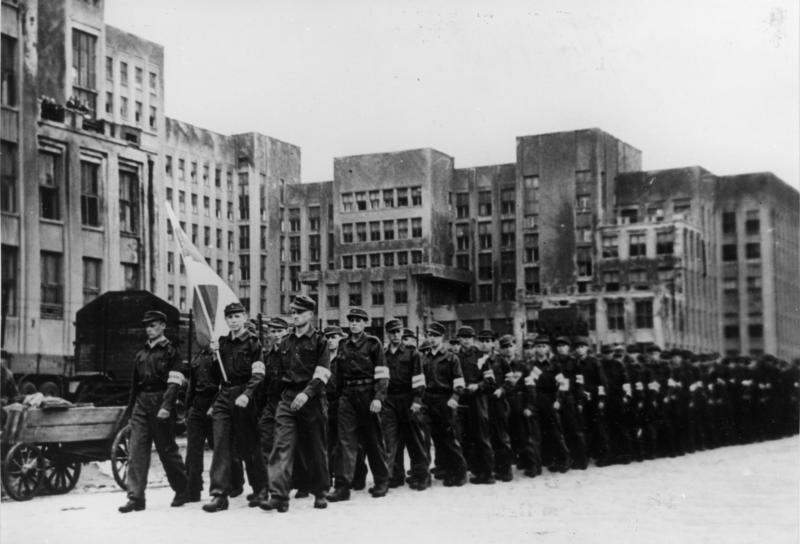
Weißrussische Jugendliche des Weißruthenischen Jugendwerks marschieren in Minsk in Richtung Bahnhof, sie sollen in Deutschland für den Kriegseinsatz ausgebildet werden (Juni 1944)

Große Teile des von der Heeresgruppe Mitte besetzten Gebietes wurden seit 1942 durch sowjetische Partisaneneinheiten kontrolliert, die durch eine spezielle Abteilung des NKWD unter Generalleutnant Panteleimon Kondratjewitsch Ponomarenko koordiniert und überwacht wurden. Das waldreiche, wenig erschlossene Gelände (→Wehrmachtsloch) begünstigte die Operationen solcher Gruppierungen wesentlich. Diese sowjetischen Partisanen, denen sich auch viele der überlebenden belarussischen Juden angeschlossen hatten, waren häufig sehr gut organisiert. Im Gegensatz zu einem in Zeiten der Sowjetunion geprägten Mythos war ihr Auftreten gegenüber der belarussischen Landbevölkerung meist durch das brutale Requirieren von Nahrungsmitteln und sonstigen Gütern gekennzeichnet.
Neben diesen prosowjetischen Gruppierungen existierten vor allem im polnischen Teil von Belarus Partisanen der Polnischen Heimatarmee (Armia Krajowa, AK), die nicht nur die deutschen Besatzer, sondern ab dem Herbst 1943 auch die prosowjetischen Partisanen bekämpften. In der ehemals polnischen Woiwodschaft Wolhynien begann die AK ab demselben Zeitpunkt die Kontrolle über ganze Landstriche zu übernehmen. Dieses Unternehmen scheiterte an deutschen Sicherungsverbänden, die die AK-Kämpfer bis Anfang Juni 1944 in die westlichen Pripjetsümpfe abdrängten.
Die Organisation Ukrainischer Nationalisten (OUN) war mit insgesamt 12.000 bis 14.000 Kämpfern der UAA auf dem Gebiet von Belarus in den Oblasten Brest, Pinsk und Polesien aktiv. Sie bekämpfte im Juni 1944 die deutschen Besatzer und die polnische Heimatarmee und war zeitweise mit den sowjetischen Partisanen verbündet. Da das Gebiet der drei südlichen Oblaste von Belarus von der UAA als ukrainisches Staatsgebiet beansprucht wurde, kam es auch hier im Laufe der Jahre 1943 und 1944 zu Übergriffen der UAA-Kämpfer gegen die belarussische Zivilbevölkerung. (→Massaker in Wolhynien und Ostgalizien)
Die belarussische Zivilbevölkerung hatte allen Gruppierungen Nahrungsmittel und Kleidung abzuliefern und befand sich durch die zunehmend anarchischen Zustände in einer immer kritischer werdenden Situation. Diese führte dazu, dass immer mehr Belarussen aus ihrer Not heraus mit den deutschen Besatzern kollaborierten, wenn sie nicht zu den prosowjetischen Partisanen gingen. Den Polen standen die Belarussen aufgrund von Benachteiligungen während der Zeit der polnischen Herrschaft im westlichen Teil des Landes feindlich gegenüber. Die belarussischen Nationalisten, die aufgrund ihres Strebens nach einem eigenständigen Staat in der Zeit der sowjetischen und polnischen Besatzung unterdrückt worden waren (→ Smizer Schylunowitsch), standen meist auf der Seite der Deutschen. Sie waren seit dem März 1944 in der Weißruthenischen Heimwehr organisiert und verfolgten die Schaffung eines unabhängigen belarussischen Staates. Diese Bestrebungen wurden von den Deutschen zwar unterstützt, jedoch auch argwöhnisch beobachtet.
Aufgrund der seit Herbst 1942 rapide anwachsenden Zahl von Partisanenüberfällen fanden seit Anfang 1943 unter der Leitung von SS-Obergruppenführer Erich von dem Bach-Zelewski großangelegte Unternehmen der Wehrmacht, SS sowie ab Herbst 1943 der von Bronislaw Wladislawowitsch Kaminski geführten Brigade russischer Kollaborateure vorgeblich gegen die Partisanen in diesem Gebiet statt. Diese mit unmenschlicher Härte durchgeführten Vergeltungsmaßnahmen führten zu der Ermordung Tausender belarussischer Zivilisten sowie der Deportation tausender Menschen zur Zwangsarbeit nach Deutschland. Die von den vermeintlichen oder tatsächlichen Partisanen bewohnten Orte wurden vollständig zerstört. Zum Beispiel wurden im Verlauf von „Partisanenbekämpfungsaktionen“ im Polozker Gebiet während der Monate April und Mai 1944 insgesamt 7.011 Menschen ermordet, 6.928 Gefangene gemacht sowie 11.233 Menschen als Arbeitskräfte nach Deutschland deportiert. Die im Umkreis von Polozk operierenden Partisanen wurden durch dieses Vorgehen sehr geschwächt. Sowjetische Boden- und Luftangriffe, die zur Unterstützung der Partisaneneinheiten durchgeführt wurden, brachten ihnen keine Entlastung.
Die Massenmorde und Deportationen durch die deutschen Besatzer waren aber nur örtlich von Bedeutung für den Kriegsverlauf: Es existierten auch weiterhin im zentralen Belarus und westlich von Minsk große, vor allem bewaldete Gebiete, die vollständig durch Partisanenverbände wie beispielsweise die Bielski-Partisanen kontrolliert wurden und die sogar über behelfsmäßige Flugplätze von der Roten Armee versorgt werden konnten. Diese Gebiete stellten eine gute Basis für die sowjetische Militäraufklärung (→ Glawnoje Raswedywatelnoje Uprawlenije) dar, die im Hinterland der Heeresgruppe insgesamt 61 Abhörposten betrieb und über die Stützpunkte der Partisanen Agenten in den deutschen Machtbereich schleusen konnte.

### Störaktionen der Partisanen, dritte Phase der Operation „Eisenbahnkrieg“
Die sowjetischen Partisanen wurden durch Offiziere des NKWD in ihrer Tätigkeit geleitet, sodass sie in Koordination mit der Roten Armee tätig werden konnten. Nachdem ein ausreichendes Verbindungsnetzwerk geschaffen worden war, begannen direkt von Moskau aus geleitete Sabotageoperationen, von denen eine der wichtigsten die im Sommer 1943 beginnende „Operation Eisenbahnkrieg“ war. Deren Hauptziel war die Störung des deutschen Nachschubs durch Sprengung der hierfür genutzten Eisenbahnlinien. Das war ein empfindlicher Eingriff in die Bewegungsfreiheit der Deutschen, da die Bahnlinien die einzigen Transportwege waren, die eine ausreichende Kapazität zur schnellen Verlegung größerer Einheiten in Regiments- oder Divisionsstärke boten.
Nach der Operation Schienenkrieg und der „Operation Konzert“ im Sommer/Herbst 1943, begann die dritte Phase der „Operation Eisenbahnkrieg“ kurz vor dem Beginn des sowjetischen Angriffs. In der Nacht vom 19. auf den 20. Juni begannen die Partisaneneinheiten, die sich in Belarus befanden, damit, die Bahnlinien Pinsk–Luninez, Borissow–Orscha und Molodetschno–Polozk, die die einzigen in den Bereich der Armeen der Heeresgruppe Mitte führenden Eisenbahnverbindungen waren, systematisch zu sprengen. Die von 145.000 Partisanen gelegten 10.500 Sprengladungen unterbrachen den Nachschub der deutschen Truppen für 48 Stunden komplett, obwohl etwa 3500 der Sprengsätze entschärft werden konnten. Diese Aktion war der größte Sabotageanschlag des Zweiten Weltkrieges.
Nach dem Beginn der sowjetischen Offensive begannen sowjetische Partisanenabteilungen die Operationen der Roten Armee zu unterstützen. Beispielsweise versuchten sie gezielt, Ortschaften unter ihre Kontrolle zu bringen. Dies geschah beispielsweise in dem Ort Dokschizy, der aufgrund eines Partisanenangriffs und des nachfolgenden deutschen Gegenschlages dem Erdboden gleichgemacht wurde.

### Angriffsvorbereitungen der Roten Armee
Auf sowjetischer Seite wurden nach dem Ende der Kesselschlacht von Kamenez-Podolski am 15. April offensive Operationen an der westlichen Frontlinie bis zum Beginn des Juni 1944 durch das Hauptquartier des Kommandos des Obersten Befehlshabers (Stawka) gestoppt, um Kräfte für große Offensiven zur Vertreibung sämtlicher Besatzungstruppen vom Staatsgebiet der Sowjetunion zu sammeln. Bis in den Mai hinein fanden auf der Halbinsel Krim Kämpfe mit der deutschen 17. Armee statt, die mit der Eroberung der Hafenstadt Sewastopol durch sowjetische Truppen und der weitgehenden Vernichtung der 17. Armee ihren Abschluss fanden.

#### Planung der Offensive in Belarus
Nachdem die Verbände der Heeresgruppe Süd, die vom Sommer 1943 bis zum April 1944 die Hauptlast der Kämpfe an der Ostfront getragen hatten, bedeutend geschwächt und weitgehend von sowjetischen Territorien verdrängt worden waren, stellte die Heeresgruppe Mitte immer noch ein starkes Hindernis für die sowjetischen Truppen dar. Es bot sich daher – wie von der deutschen Generalität erwartet – ein Vorstoß im Bereich der Heeresgruppe Nordukraine in Richtung Warschau an. Die Stawka entschied sich jedoch im April 1944 stattdessen für einen Angriff in Belarus.
Die Planung der Offensive wurde vom Chef des Operationsstabes der Roten Armee Armeegeneral Alexei Innokentjewitsch Antonow ausgeführt. Antonows Pläne wurden von den Marschällen Wassilewski und Schukow übernommen und Stalin und den anderen beteiligten Befehlshabern am 20. Mai 1944 vorgelegt. Es kam zu einer Auseinandersetzung zwischen dem Befehlshaber der 1. Belarussischen Front, Rokossowski, und Stalin. Der General bestand darauf, im Gegensatz zur ursprünglichen Vorgabe, einen Zangenangriff mit zwei Stoßrichtungen auf die Stellungen der deutschen 9. Armee zu führen. Rokossowski setzte sich schließlich durch und die Planungen wurden überarbeitet. Stalin genehmigte daraufhin ihre Ausführung am 31. Mai und benannte die Offensive nach dem georgisch-russischen General Pjotr Iwanowitsch Bagration.
Der Termin für den Beginn sollte gemäß den Vereinbarungen, die auf der Konferenz von Teheran getroffen wurden, mit der unter dem Tarnnamen Operation Overlord geplanten Landung der Alliierten in der Normandie am 6. Juni zeitlich koordiniert werden. Einige Historiker nehmen an, dass die Vereinbarung nicht eingehalten wurde, weil der 22. Juni 1944 aus sowjetischer Sicht ein weit besserer Termin für einen Angriff war, der klar als Revanche für den deutschen Überfall auf die Sowjetunion drei Jahre zuvor betrachtet wurde und weil zwischen den Partnern der Anti-Hitler-Koalition bereits Differenzen bestanden. Andere Quellen geben logistische Probleme während des sowjetischen Aufmarsches als Grund für den verspäteten Beginn an. Dies ist aufgrund der kapazitiven Überforderung des durch den Krieg stark zerstörten sowjetischen Eisenbahnnetzes, über das in kürzester Zeit Armeen von anderen Frontabschnitten und rückwärtigen Gebieten nach Belarus transportiert werden mussten, ebenfalls plausibel.

#### Aufmarsch der Roten Armee
Die Wehrmacht hatte in den vergangenen Monaten bewiesen, dass sie in der Lage war, Angreifern hohe Verluste zuzufügen. Entsprechend der Einschätzung, dass die Heeresgruppe Mitte den stärksten deutschen Verband darstellte, wurde daher eine große Anzahl von Einheiten der Roten Armee in Belarus konzentriert, um eine für einen Erfolg als notwendig erachtete personelle und materielle Übermacht gegenüber der Heeresgruppe Mitte zu schaffen.
Die inzwischen sehr leistungsfähig gewordene sowjetische Rüstungsindustrie ermöglichte es der Roten Armee, eine gigantische Menge von Kriegsmaterial anzusammeln. Die Anzahl der zur Verfügung stehenden Waffen stieg in eine bis dahin nicht erreichte Größenordnung. Durch die umfangreichen Rekrutierungsmaßnahmen seit Beginn des Deutsch-Sowjetischen Krieges standen genügend gut ausgebildete Soldaten zur Verfügung. Zusätzlich erhielt die Sowjetunion nun auch wirksame Unterstützung durch alliierte Waffenlieferungen, die im Rahmen der Umsetzung des Leih- und Pachtgesetzes über den Persischen Korridor bereitgestellt wurden. Die sowjetischen Truppen waren mit 12.000 Lastkraftwagen vollmotorisiert, während die deutschen Truppen für Transportaufgaben schon seit dem Einmarsch zum großen Teil auf Pferdegespanne angewiesen waren. Beispielsweise waren bei der deutschen 3. Panzer-Armee ungefähr 60.000 Pferde im Einsatz.
Für sämtliche Fahrzeuge der Roten Armee wurde ein Kraftstoffverbrauch von 25.000 Tonnen pro Tag veranschlagt, der auch problemlos bereitgestellt werden konnte. Im Gegensatz dazu litten die deutschen Einheiten als Folge der zunehmend präziseren US-amerikanischen Luftangriffe auf Erdölfelder und Hydrierwerke der Achsenmächte immer häufiger unter Treibstoffmangel.

#### Allgemeiner Zustand der sowjetischen Truppen
Die Moral der sowjetischen Soldaten am belarussischen Frontabschnitt war bis in den Juni 1944 hinein ähnlich wie bei den deutschen Truppen schlecht, was auf allgemeine Kriegsmüdigkeit sowie die Ereignislosigkeit an diesem Frontabschnitt zurückzuführen war. Wie auch bei ihrem deutschen Gegner war die Versorgung mit alkoholischen Getränken in Form von Samogon und Wodka im Gegensatz zu anderen Versorgungsgütern sehr gut. Eine Anzahl sowjetischer Offiziere bereicherte sich durch die Plünderung von Hilfslieferungen, die eigentlich für die Bevölkerung der von der Roten Armee befreiten Gebiete bestimmt waren. Auch als aufgrund verschiedener befohlener Vorbereitungen klar wurde, dass eine große Offensive bevorstand, besserte sich die Stimmung der Soldaten nicht wesentlich.
Die sowjetische Führung nutzte die mehrmonatige Kampfpause dennoch, um den Ausbildungsstand der Soldaten zu verbessern. Es wurde ein koordiniertes Vorgehen der angreifenden Infanteristen trainiert, auf das bisher kaum Wert gelegt worden war. Die sowjetischen Soldaten waren während der vorangegangenen drei Kriegsjahre häufig einfach frontal auf die deutschen Stellungen zugestürmt und hatten dadurch exorbitant hohe Verluste erlitten. Die Abkehr von dieser ineffizienten Taktik des „Verheizens“ erwies sich im Verlauf der Kämpfe des Sommers 1944 als sinnvoll und schlachtentscheidend.

#### Maskirowka – Verschleierung der sowjetischen Vorbereitungen
Um das OKW über die beabsichtigte Stoßrichtung des Angriffs im Unklaren zu halten, wurden durch Antonow und Schukow umfangreiche Maskirowka-Maßnahmen (Tarnung) in Gang gesetzt und konkret am 29. Mai 1944 für die geplante Offensive in Belarus begonnen. Das Ziel dieser Militäraktion war die Vortäuschung sowjetischer Truppenkonzentrationen mittels Attrappen vor dem Frontabschnitt der Heeresgruppe Südukraine durch die 3. Ukrainische Front und die Verschleierung des tatsächlichen Aufmarsches in Belarus. Das war bei den massiven Truppenbewegungen, die die Operation Bagration erforderte, nicht einfach, gelang der Roten Armee jedoch. Deutsche Aufklärungsflugzeuge operierten unbehelligt über den Scheinkonzentrationen sowjetischer Truppen in der Ukraine, sodass die dort aufgestellten Attrappen fotografiert und die Aufnahmen an den deutschen Generalstab weitergegeben wurden. Die echten Truppenbewegungen der Roten Armee fanden dagegen nachts statt. Die sowjetische Seite hielt Funkstille ein, sodass die deutsche Fernmeldeaufklärung keine Informationen gewann.
Bei der Aufklärung der sowjetischen Kräfte im Bereich der Heeresgruppe Mitte, für deren Auswertung und Lagefeststellung sowie Lagebeurteilung die Abteilung Fremde Heere Ost unter Gehlen zuständig war, blieben seit Beginn 1944 die 6. Garde-Armee und die 5. Garde-Panzer-Armee bis zum Beginn der sowjetischen Operation Bagration unerkannt.
Das Täuschungsmanöver des sowjetischen Oberkommandos war größtenteils erfolgreich. Das deutsche OKW war bis zum tatsächlichen Beginn der Offensive nicht über ihre beabsichtigte Stoßrichtung informiert, vermutete sie aber im Gegensatz zur Suggestion der sowjetischen Maskirowka im Bereich der Heeresgruppe Nordukraine. Obwohl auf Korpsebene die Zusammenballung sowjetischer Kräfte im Bereich der Heeresgruppe Mitte durchaus beobachtet und weitergemeldet wurde und die Führungsebene der Heeresgruppe sich seit dem 10. Juni im Klaren darüber war, dass eine Offensive in ihrem Sektor der Front stattfinden würde, zog das Oberkommando des Heeres (OKH) gemäß den Weisungen des OKW starke Kräfte aus der Heeresgruppe Mitte ab und verstärkte die Heeresgruppe Nordukraine.
Nachdem am 6. Juni 1944 die Landung der Alliierten in Frankreich begonnen hatte, wurden noch weitere deutsche Einheiten, die bisher im Bereich der Heeresgruppe Mitte eingesetzt waren, zur Verstärkung der in Frankreich stationierten Truppen abgezogen. Die Front in Italien erhielt zudem große Mengen an Munition, die wiederum den Verbänden der Heeresgruppe Mitte fehlten. Diese Faktoren schwächten die Verteidigungsfähigkeit der Deutschen zusätzlich.
Trotz des massiven sowjetischen Truppenaufmarsches wurden die deutschen Frontverbände vom Ausmaß des Angriffs überrascht. Aufgrund der Täuschungsmanöver der Roten Armee ignorierte das deutsche OKW die Anzeichen für einen bevorstehenden Angriff und veranlasste keine Umgruppierung der eigenen Kräfte. Laut späteren Ausführungen des Generals von Tippelskirch schätzten auch die deutschen Armeebefehlshaber und Korpskommandeure das tatsächliche Kräfteverhältnis und die Verteidigungsfähigkeit ihrer Einheiten falsch ein. Selbst als die sowjetischen Truppen am 20. Juni Hindernisse entfernten, die beim Vordringen zu den deutschen Verteidigungslinien im Weg standen, erfolgte auf der Seite der deutschen Generalität immer noch keine Reaktion. Die an der Front der Heeresgruppe Mitte eingesetzten deutschen Soldaten warteten sehenden Auges auf ihren Untergang.
Im Gegensatz dazu hatte die sowjetische Führung dank ihrer militärischen Aufklärung einen sehr genauen Überblick über die Aufstellung der deutschen Kräfte erhalten. Die sowjetischen Generäle waren daher sicher, dass die Deutschen auf die Offensive nicht vorbereitet waren. Bei der Gruppierung ihrer Kräfte legten die sowjetischen Befehlshaber besonderes Augenmerk auf die hohe Konzentration der Truppen an verhältnismäßig engen Durchbruchsstellen.
| Koordinator der 1. Baltischen und 3. Weißrussischen Front (Marschall der Sowjetunion Alexander M. Wassilewski) | | |                                                                                            |                                                                                |
| | 1. Baltische Front (Armeegeneral Howhannes Baghramjan, Chef des Stabes Generalleutnant Wladimir W. Kurassow)                                            | |                                                                                            |                                                                                |
| | | 4. Stoßarmee (Generalleutnant Pjotr Fjodorowitsch Malyschew, Chef des Stabes Generalmajor A. I. Kudrjaschow)                                           |                                                                                            |                                                                                |
| | | | 83. Schützen-Korps (Generalmajor Nikolai Lawrentjewitsch Soldatow)                         |                                                                                |
| | | |                                                                                            | 16. Schützen-Division (Litauer), (Generalmajor Wladas Karwjalis)               |
| | | |                                                                                            | 119. Schützen-Division (Generalmajor Iossif Iwanowitsch Chorun)                |
| | | |                                                                                            | 332. Schützen-Division (Oberst Tichon Fjodorowitsch Jegoschin)                 |
| | | | 100. Schützen-Korps (Generalmajor Denis Wassiljewitsch Michailow)                          |                                                                                |
| | | |                                                                                            | 28. Schützen-Division (Oberst Wassili Petrowitsch Fjodorow)                    |
| | | |                                                                                            | 360. Schützen-Division (Oberst Jefim Alexandrowitsch Paschenko)                |
| | | 6. Gardearmee (Generalleutnant Iwan Michailowitsch Tschistjakow, Chef des Stabes Generalmajor W. A. Penkowski)                                         |                                                                                            |                                                                                |
| | | | 2. Garde-Schützen-Korps (Generalleutnant Alexander S. Ksenofontow)                         |                                                                                |
| | | |                                                                                            | 9. Garde-Schützen-Division (Generalmajor Nikolai Iwanowitsch Babachin)         |
| | | |                                                                                            | 166. Schützen-Division (Oberst Anisim Illarionowitsch Swetljakow)              |
| | | | 22. Garde-Schützen-Korps (Generalmajor Archip Iwanowitsch Rutschkin)                       |                                                                                |
| | | |                                                                                            | 90. Garde-Schützen-Division (Oberst Wassili Jefimowitsch Wlasow)               |
| | | |                                                                                            | 47. Garde-Schützen-Division (Oberst Wassili Minajewitsch Schugajew)            |
| | | |                                                                                            | 51. Garde-Schützen-Division (Generalmajor Sergej Wasiljewitsch Tschernikow)    |
| | | | 23. Garde-Schützen-Korps (Generalmajor Arkadi Nikolajewitsch Jermakow)                     |                                                                                |
| | | |                                                                                            | 67. Garde-Schützen-Division (Oberst Alexei Iwanowitsch Baksow)                 |
| | | |                                                                                            | 71. Garde-Schützen-Division (Generalmajor Iwan Prokofjewitsch Siwakow)         |
| | | | 103. Schützen-Korps (Generalmajor Iwan Fjodorowitsch Fedjunkin)                            |                                                                                |
| | | |                                                                                            | 29. Schützen-Division (Generalleutnant Jakow Lwowitsch Schteiman)              |
| | | |                                                                                            | 270. Schützen-Division (Oberst Iwan Petrowitsch Beljajew)                      |
| | | | Artillerieeinheiten                                                                        |                                                                                |
| | | |                                                                                            | 8. Haubitzen-Artillerie-Division                                               |
| | | |                                                                                            | 21. Durchbruchs-Artillerie-Division                                            |
| | | 43. Armee (Generalleutnant Afanassi Pawlantjewitsch Beloborodow, Chef des Stabes Generalmajor F. F. Maslennikow)                                       |                                                                                            |                                                                                |
| | | | 1. Schützen-Korps (Generalleutnant Nikolai Alexejewitsch Wassiljew)                        |                                                                                |
| | | |                                                                                            | 179. Schützen-Division (Oberst Michail Michailowitsch Schkurin)                |
| | | |                                                                                            | 306. Schützen-Division (Generalmajor Michail Iwanowitsch Kucherjawenko)        |
| | | | 60. Schützen-Korps (Generalmajor Anissim Stefanowitsch Ljuchtikow)                         |                                                                                |
| | | |                                                                                            | 235. Schützen-Division (Generalmajor Iwan Lukitsch Lutzkewitsch)               |
| | | |                                                                                            | 334. Schützen-Division (Oberst Wassili Tichonowitsch Gnedin)                   |
| | | |                                                                                            | 357. Schützen-Division (Generalmajor Alexander Georgjewitsch Kudrjawtzew)      |
| | | | 92. Schützen-Korps (Generalleutnant Ibjanski)                                              |                                                                                |
| | | |                                                                                            | 145. Schützen-Division (Generalmajor Pjotr Akimowitsch Dibrowa)                |
| | | |                                                                                            | 204. Schützen-Division (Oberst Xsawer Michailowitsch Baydak)                   |
| | | | 1. Panzer-Korps (Generalleutnant Wassili Wassiljewitsch Butkow)                            |                                                                                |
| | | |                                                                                            | 89. Panzer-Brigade (Oberstleutnant Alexei Nikolajewitsch Jermakow)             |
| | | |                                                                                            | 117. Panzer-Brigade (Oberst Artur Jakowljewitsch Bursin)                       |
| | | |                                                                                            | 159. Panzer-Brigade (Oberst Ilja Andrejewitsch Fedorow)                        |
| | | 3. Luftarmee (Generalleutnant der Luftstreitkräfte Nikolai Filippowitsch Papiwin, Chef des Stabes Generalmajor der Luftstreitkräfte N. P. Dagajew)     |                                                                                            |                                                                                |
| | | | 11. Kampfflieger-Korps                                                                     |                                                                                |
| | 3. Weißrussische Front (Armeegeneral Iwan Danilowitsch Tschernjachowski, Chef des Stabes Generalleutnant Alexander Petrowitsch Pokrowski)               | |                                                                                            |                                                                                |
| | | | 5. Artillerie-Korps                                                                        |                                                                                |
| | | |                                                                                            | 2. Garde-Durchbruchs-Division                                                  |
| | | |                                                                                            | 20. Garde-Durchbruchs-Division                                                 |
| | | |                                                                                            | 4. Garde-Kanonenartillerie-Division                                            |
| | | 39. Armee (Generalleutnant Iwan Iljitsch Ljudnikow, Chef des Stabes Generalmajor M. I. Siminowski)                                                     |                                                                                            |                                                                                |
| | | | 5. Garde-Schützen-Korps (Generalmajor Besugly)                                             |                                                                                |
| | | |                                                                                            | 17. Garde-Schützen-Division (Generalmajor Alexander Petrowitsch Kwaschnin)     |
| | | |                                                                                            | 19. Garde-Schützen-Division (Oberst Pawel Nikonowitsch Bibikow)                |
| | | |                                                                                            | 91. Garde-Schützen-Division (Oberst Wassili Iwanowitsch Koschanow)             |
| | | |                                                                                            | 251. Garde-Schützen-Division (Generalmajor Alexander Alexejewitsch Wolchin)    |
| | | | 84. Schützen-Korps (Generalmajor Juri Michailowitsch Prokofjew)                            |                                                                                |
| | | |                                                                                            | 158. Schützen-Division (Oberst Demljan Iljitsch Gonscharow)                    |
| | | |                                                                                            | 164. Schützen-Division (Oberst Grigori Iwanowitsch Sinitzyn)                   |
| | | |                                                                                            | 262. Schützen-Division (Generalmajor Sachari Nikitowitsch Usatschew)           |
| | | |                                                                                            | 28. Panzer-Brigade                                                             |
| | | 5. Armee (Generalleutnant Pjotr Grigorjewitsch Schafranow, Chef des Stabes Generalmajor N. Ja. Prichidko)                                              |                                                                                            |                                                                                |
| | | | 45. Schützen-Korps (Generalmajor Sergei Fjodorowitsch Gorochow)                            |                                                                                |
| | | |                                                                                            | 159. Schützen-Division (Generalmajor Nikolai Wassiljewitsch Kalinin)           |
| | | |                                                                                            | 184. Schützen-Division (Generalmajor Basan Badminowitsch Gorodowikow)          |
| | | |                                                                                            | 338. Schützen-Division (Oberst Amajak Grigorjewitsch Babajan)                  |
| | | | 65. Schützen-Korps (Generalmajor Grigori Nikiforowitsch Perekrestow)                       |                                                                                |
| | | |                                                                                            | 97. Schützen-Division (Oberst Fedor Fedorowitsch Schischow)                    |
| | | |                                                                                            | 144. Schützen-Division (Oberst Alexander Alexejewitsch Donez)                  |
| | | |                                                                                            | 371. Schützen-Division (Generalmajor Wassili Lawrentjewitsch Alexsejenko)      |
| | | | 72. Schützen-Korps (Generalmajor Alexander Ignatjewitsch Kasarzew)                         |                                                                                |
| | | |                                                                                            | 63. Schützen-Division (Oberst Nikolai Timofejewitsch Sorin)                    |
| | | |                                                                                            | 215. Schützen-Division (Generalmajor A. A. Kasarjan)                           |
| | | |                                                                                            | 277. Schützen-Division (Oberst Stepan Trofimowitsch Gladyschew)                |
| | | |                                                                                            | 2. Panzer-Brigade                                                              |
| | | |                                                                                            | 153. Panzer-Brigade                                                            |
| | | | Artillerieeinheiten                                                                        |                                                                                |
| | | |                                                                                            | 3. Garde-Durchbruchs-Artillerie-Division                                       |
| | | 11. Gardearmee (Generalleutnant Kusma Nikitowitsch Galizki, Chef des Stabes Generalmajor I. I. Semenow)                                                |                                                                                            |                                                                                |
| | | | 8. Garde-Schützen-Korps (Generalmajor Nikolai Michailowitsch Sawadowski)                   |                                                                                |
| | | |                                                                                            | 5. Garde-Schützen-Division (Oberst Nikolai Lwowitsch Wolkow)                   |
| | | |                                                                                            | 26. Garde-Schützen-Division (Oberst Grigori Iwanowitsch Tschernow)             |
| | | |                                                                                            | 83. Garde-Schützen-Division (Generalmajor Alexei Grigorjewitsch Maslow)        |
| | | | 16. Garde-Schützen-Korps (Generalmajor Jakow Stepanowitsch Worobjow)                       |                                                                                |
| | | |                                                                                            | 1. Garde-Schützen-Division (Oberst Pawel Fedorowitsch Tolstikow)               |
| | | |                                                                                            | 11. Garde-Schützen-Division (Oberst Nikolai Georgijewitsch Zyganow)            |
| | | |                                                                                            | 31. Garde-Schützen-Division (Oberst Iwan Kusmitsch Tscherwin)                  |
| | | | 36. Garde-Schützen-Korps (Generalmajor Pjotr Grigorjewitsch Schafranow)                    |                                                                                |
| | | |                                                                                            | 16. Garde-Schützen-Division (Oberst Georgi Andrijanowitsch Wassiljew)          |
| | | |                                                                                            | 18. Garde-Schützen-Division (Oberst Symbat Melikowitsch Daniljejan)            |
| | | |                                                                                            | 84. Garde-Schützen-Division (Generalmajor Georgi Borisowitsch Peters)          |
| | | | 2. Garde-Panzer-Korps (Generalmajor Alexei Semjonowitsch Burdeiny)                         |                                                                                |
| | | |                                                                                            | 4. Garde-Panzer-Brigade (Oberst Oleg Alexandrowitsch Losik)                    |
| | | |                                                                                            | 25. Garde-Panzer-Brigade (Oberst David Jakowlewitsch Klynfeld)                 |
| | | |                                                                                            | 26. Garde-Panzer-Brigade (Oberst Stepan Kusmitsch Nesterow)                    |
| | | | Artillerieeinheiten                                                                        |                                                                                |
| | | |                                                                                            | 7. Garde-Mörser (Mehrfachraketen)-Division                                     |
| | | 5. Gardepanzerarmee (Marschall der Panzertruppen Pawel Alexejewitsch Rotmistrow, Chef des Stabes Generalmajor der Panzertruppen P. I. Kalinitschenko)  |                                                                                            |                                                                                |
| | | | 3. Garde-Panzer-Korps (Generalmajor Iwan Antonowitsch Bobtschenko)                         |                                                                                |
| | | |                                                                                            | 3. Garde-Panzer-Brigade (Oberstleutnant Konstantin Andrejewitsch Gritzenko)    |
| | | |                                                                                            | 18. Garde-Panzer-Brigade (Oberst Kirill Osipowitsch Urwanow)                   |
| | | |                                                                                            | 19. Garde-Panzer-Brigade (Oberst Georgi Antonowitsch Pochodzejew)              |
| | | | 3. Garde-Kavallerie-Korps (Generalleutnant Nikolai Sergejewitsch Oslikowski)               |                                                                                |
| | | |                                                                                            | 5. Garde-Kavallerie-Division (Generalmajor Nikolai Stepanowitsch Tschepurkin)  |
| | | |                                                                                            | 6. Garde-Kavallerie-Division (Generalmajor Pawel Porfirjewitsch Brikelj)       |
| | | |                                                                                            | 32. Kavallerie-Division (Generalmajor Iwan Prokofjewitsch Kaljuschnin)         |
| | | | 3. Garde-Mechanisiertes „Korps Stalingrad“ (Generalleutnant Wiktor Timofejewitsch Obuchow) |                                                                                |
| | | |                                                                                            | 7. Garde-Mechanisierte Brigade (Major Nikolai Wassiljewitsch Tswetkow)         |
| | | |                                                                                            | 8. Garde-Mechanisierte Brigade (Oberstleutnant Grigori Georgjewitsch Kungurow) |
| | | |                                                                                            | 35. Garde-Mechanisierte Brigade (Oberst Nikolai Jakowljewitsch Seliwanschik)   |
| | | | 29. Panzer-Korps (Generalmajor Jewgeni Iwanowitsch Fominych)                               |                                                                                |
| | | |                                                                                            | 51. Garde-Panzerbrigade (Oberst Iwan Iljitsch Tschugunkow)                     |
| | | |                                                                                            | 31. Panzerbrigade (Oberstleutnant Wassili Stepanowitsch Molchanow)             |
| | | |                                                                                            | 32. Panzerbrigade (Oberstleutnant Nikolai Andrejewitsch Kurnosow)              |
| | | 31. Armee (Generalleutnant Wassili Wassiljewitsch Glagolew, Chef des Stabes Generalmajor M. I. Schtschedrin)                                           |                                                                                            |                                                                                |
| | | | 36. Schützen-Korps (Generalmajor Nikolai Nikolajewitsch Oleschew)                          |                                                                                |
| | | |                                                                                            | 173. Schützen-Division (Oberst Sergej Jefimowitsch Klimachin)                  |
| | | |                                                                                            | 220. Schützen-Division (Oberst Wassili Alexejewitsch Polewik)                  |
| | | |                                                                                            | 352. Schützen-Division (Generalmajor Nikolai Michailowitsch Stryschenko)       |
| | | | 71. Schützen-Korps (Generalleutnant Pjotr Kirillowitsch Koschewoi)                         |                                                                                |
| | | |                                                                                            | 62. Schützen-Division (Generalmajor Porfiri Grigorjewitsch Borodkin)           |
| | | |                                                                                            | 331. Schützen-Division (Generalmajor Petr Filippowitsch Berestow)              |
| | | | 113. Schützen-Korps (Generalmajor Konstantin Iwanowitsch Prowalow)                         |                                                                                |
| | | |                                                                                            | 157. Schützen-Division (Oberst Wassili Alexsandrowitsch Katjuschin)            |
| | | |                                                                                            | 70. Schützen-Division (Oberst Michail Mefodjewitsch Kolesnikow)                |
| | | 1. Luftarmee (Generalleutnant der Luftstreitkräfte Michail Michailowitsch Gromow, Chef des Stabes Generalmajor der Luftstreitkräfte I. M. Below)       |                                                                                            |                                                                                |
| Koordinator der 2. Weißrussischen und 1. Weißrussischen Front (Marschall der Sowjetunion Georgi Schukow)       | | |                                                                                            |                                                                                |
| | 2. Weißrussische Front (Armeegeneral Georgi F. Sacharow, Chef des Stabes Generalleutnant Alexander N. Bogoljubow)                                       | |                                                                                            |                                                                                |
| | | 33. Armee (Generalleutnant Wassili Dmitrijewitsch Krjutschonkin, Chef des Stabes Generalmajor A. P. Pentschewski)                                      |                                                                                            |                                                                                |
| | | | 62. Schützen-Korps (Generalmajor Alexander Fedorowitsch Naumow)                            |                                                                                |
| | | |                                                                                            | 64. Schützen-Division (Generalmajor Timofei Kalinowitsch Schkrjulew)           |
| | | |                                                                                            | 330. Schützen-Division (Oberst Wladimir Alexsandrowitsch Gusjew)               |
| | | |                                                                                            | 369. Schützen-Division (Generalmajor Iwan Sidorowitsch Lasarenko)              |
| | | | 16. Schützen-Korps (Generalmajor Jerofai Wladimirowitsch Dobrowolski)                      |                                                                                |
| | | |                                                                                            | 323. Schützen-Division (Generalmajor Wassili Timofejewitsch Maslow)            |
| | | |                                                                                            | 344. Schützen-Division (Oberst Georgi Iwanowitsch Druschinin)                  |
| | | 49. Armee (Generaloberst Iwan Tichonowitsch Grischin, Chef des Stabes Generalmajor S. I. Kinosjan)                                                     |                                                                                            |                                                                                |
| | | | 69. Schützen-Korps (Generalmajor Nikolai Nikolajewitsch Multan)                            |                                                                                |
| | | |                                                                                            | 42. Schützen-Division (Oberst Anton Iwanowitsch Slijtz)                        |
| | | |                                                                                            | 222. Schützen-Division (Oberst Alexei Nikolajewitsch Jurin)                    |
| | | | 76. Schützen-Korps (Generalmajor Mihail Iwanowitsch Gluchow)                               |                                                                                |
| | | |                                                                                            | 49. Schützen-Division (Generalmajor Pjotr Konstantinowitsch Bogdanowitsch)     |
| | | |                                                                                            | 290. Schützen-Division (Oberst Isaak Gasparowitsch Gasparjan)                  |
| | | |                                                                                            | 199. Schützen-Division (Generalmajor Matwej Prokofjewitsch Kononenko)          |
| | | | 81. Schützen-Korps (Generalmajor Wassili Wassiljewitsch Panjukow)                          |                                                                                |
| | | |                                                                                            | 32. Schützen-Division (Oberst Pjotr Karlowitsch Schteiger)                     |
| | | |                                                                                            | 95. Schützen-Division (Oberst Sergei Konstantinowitsch Artemjew)               |
| | | |                                                                                            | 153. Schützen-Division (Oberst Alexander Alexsandrowitsch Schennikow)          |
| | | |                                                                                            | 42. Garde-Panzer-Brigade (Oberstleutnant Viktor Filippowitsch Kotow)           |
| | | |                                                                                            | 43. Garde-Panzer-Brigade (Oberst Michail Pawlowitsch Lukaschew)                |
| | | 50. Armee (Generalleutnant Iwan Wassiljewitsch Boldin, Chef des Stabes Generalmajor N. G. Brilew)                                                      |                                                                                            |                                                                                |
| | | | 19. Schützen-Korps (Generalmajor Dmitri Iwanowitsch Samarski)                              |                                                                                |
| | | |                                                                                            | 324. Schützen-Division (Oberst Iwan Kornilowitsch Kasak)                       |
| | | |                                                                                            | 362. Schützen-Division (Generalmajor Wassili Nikititsch Dalmatow)              |
| | | | 38. Schützen-Korps (Generalmajor Judel Leontjewitsch Gorodinskin)                          |                                                                                |
| | | |                                                                                            | 110. Schützen-Division (Oberst Wassili Andrejewitsch Guschawin)                |
| | | |                                                                                            | 139. Schützen-Division (Generalmajor Iosif Konstantinowitsch Kirillow)         |
| | | |                                                                                            | 385. Schützen-Division (Oberst Mitrofan Fedorowitsch Suprunow)                 |
| | | | 121. Schützen-Korps (Generalmajor Dmitri Iwanowitsch Smirnow)                              |                                                                                |
| | | |                                                                                            | 238. Schützen-Division (Oberst Iwan Danilowitsch Krasnoschtanow)               |
| | | |                                                                                            | 307. Schützen-Division (Generalmajor Wassili Nikititsch Dalmatow)              |
| | | |                                                                                            | 380. Schützen-Division (Oberst Alexei Fedorowitsch Kustow)                     |
| | | 4. Luftarmee (Generaloberst der Luftstreitkräfte Konstantin Andrejewitsch Werschinin, Chef des Stabes Generalmajor der Luftstreitkräfte A. S. Ustinow) |                                                                                            |                                                                                |
| | Nördlicher Flügel der 1. Weißrussischen Front (Armeegeneral Konstantin Konstantinowitsch Rokossowski, Chef des Stabes Generaloberst Michail S. Malinin) | |                                                                                            |                                                                                |
| | | | 4. Artillerie-Korps (Oberst Nikolai Ignatow)                                               |                                                                                |
| | | |                                                                                            | 5. Artillerie-Division                                                         |
| | | |                                                                                            | 12. Artillerie-Division                                                        |
| | | 3. Armee (Generalleutnant Alexander Wassiljewitsch Gorbatow, Chef des Stabes Generalmajor M. W. Iwaschetschkin)                                        |                                                                                            |                                                                                |
| | | | 35. Schützen-Korps (Generalmajor Viktor Grigorjewitsch Scholudjew)                         |                                                                                |
| | | |                                                                                            | 250. Schützen-Division (Generalmajor Iwan Wassiljewitsch Mochin)               |
| | | |                                                                                            | 323. Schützen-Division (Generalmajor Wassili Timofejewitsch Maslow)            |
| | | |                                                                                            | 348. Schützen-Division (Generalmajor Nikolai Alexandrowitsch Nikitin)          |
| | | | 41. Schützen-Korps (Generalmajor Wiktor Kasimirowitsch Urbanowitsch)                       |                                                                                |
| | | |                                                                                            | 129. Schützen-Division (Oberst Iwan Wladimirowitsch Panschuk)                  |
| | | |                                                                                            | 169. Schützen-Division (Oberst Fedor Andrjewitsch Werewkin)                    |
| | | | 46. Schützen-Korps (Generalmajor Konstantin Maximowitsch Erastow)                          |                                                                                |
| | | |                                                                                            | 82. Schützen-Division (Oberst Timofej Dmitrijewitsch Dutorow)                  |
| | | |                                                                                            | 108. Schützen-Division (Oberst Pjotr Alexejewitsch Teremow)                    |
| | | |                                                                                            | 413. Schützen-Division (Oberst Iwan Wassiljewitsch Mylow)                      |
| | | | 80. Schützen-Korps (Generalmajor Iwan Leontewitsch Ragulja)                                |                                                                                |
| | | |                                                                                            | 5. Schützen-Division (Generalmajor Pjotr Tichonowitsch Michalitzin)            |
| | | |                                                                                            | 186. Schützen-Division (Oberst Grigori Wasiljewitsch Rewunenkow)               |
| | | |                                                                                            | 283. Schützen-Division (Oberst Wassili Andrejewitsch Konowalow)                |
| | | | 9. Panzer-Korps (Generalmajor Boris Sergejewitsch Bacharow)                                |                                                                                |
| | | |                                                                                            | 23. Panzer-Brigade (Oberstleutnant Konstantin Illarionowitsch Boyko)           |
| | | |                                                                                            | 95. Panzer-Brigade (Oberst Andrei Iwanowitsch Kusnezow)                        |
| | | |                                                                                            | 108. Panzer-Brigade (Oberstleutnant Wassili Nikiforowitsch Baranjuk)           |
| | | |                                                                                            | 8. Mechanisierte Brigade (Oberstleutnant Pjotr Iwanowitsch Truschkin)          |
| | | | Artillerieeinheiten                                                                        |                                                                                |
| | | |                                                                                            | 5. Garde-Mörser-Division                                                       |
| | | 48. Armee (Generalleutnant Prokofi Logwinowitsch Romanenko, Chef des Stabes I. S. Glebow)                                                              |                                                                                            |                                                                                |
| | | | 29. Schützen-Korps (Generalmajor Andrei Matwejewitsch Andrejew)                            |                                                                                |
| | | |                                                                                            | 194. Schützen-Division (Oberst Pawel Prokofjewitsch Opjakin)                   |
| | | |                                                                                            | 102. Schützen-Division (Oberst Markijan Petrowitsch Pogrebnjak)                |
| | | |                                                                                            | 217. Schützen-Division (Oberst Nikolai Pawlowitsch Massonow)                   |
| | | | 42. Schützen-Korps (Generalleutnant Konstantin Stepanowitsch Kolganow)                     |                                                                                |
| | | |                                                                                            | 137. Schützen-Division (Generalmajor Fjodor Nikititsch Schabrew)               |
| | | |                                                                                            | 170. Schützen-Division (Oberst Anton Michailowitsch Pusyrewski)                |
| | | |                                                                                            | 399. Schützen-Division (Oberst Danil Wassiljewitsch Kasakewitsch)              |
| | | | 53. Schützen-Korps (Generalmajor Iwan Alexejewitsch Gartzew)                               |                                                                                |
| | | |                                                                                            | 17. Schützen-Division (Oberstleutnant Alexander Pawlowitsch Lukin)             |
| | | |                                                                                            | 73. Schützen-Division (Oberst Stepan Fedorowitsch Petrowski)                   |
| | | |                                                                                            | 96. Schützen-Division (Oberst Fatyich Garilowitsch Bulatow)                    |
| | | | Artillerieeinheiten                                                                        |                                                                                |
| | | |                                                                                            | 22. Durchbruchs-Artillerie-Division                                            |
| | | Kavallerie-mechanische Gruppe Plijew (Generalleutnant I. A. Plijew)                                                                                    |                                                                                            |                                                                                |
| | | |                                                                                            | 4. Garde-Kavallerie-Korps (Generalleutnant Issa Alexandrowitsch Plijew)        |
| | | |                                                                                            | 7. Garde-Kavallerie-Korps (Generalmajor Michail Petrowitsch Konstantinow)      |
| | | |                                                                                            | 2. Garde-Kavallerie-Korps (Generalmajor Wladimir Viktorowitsch Krjukow)        |
| | | | 1. Mechanisiertes Korps “Krasnograd” (Generalleutnant Semjon Moissejewitsch Kriwoschein)   |                                                                                |
| | | |                                                                                            | 19. Mechanisierte Brigade (Oberstleutnant Juri Iwanowitsch Mjasnikow)          |
| | | |                                                                                            | 35. Mechanisierte Brigade (Oberstleutnant Iwan Wassiljewitsch Gawrilow)        |
| | | |                                                                                            | 37. Mechanisierte Brigade (Oberst Michail Michailowitsch Kulikow)              |
| | | |                                                                                            | 219. Panzer-Brigade (Oberstleutnant Michail Grigorjewitsch Chljupin)           |
| | | 65. Armee (Generalleutnant Pawel Iwanowitsch Batow, Chef des Stabes Generalmajor M. W. Bobkow)                                                         |                                                                                            |                                                                                |
| | | | 18. Schützen-Korps (Generalmajor Iwan Iwanowitsch Iwanow)                                  |                                                                                |
| | | |                                                                                            | 37. Garde-Schützen-Division (Oberst Wassili Lawrentjewitsch Morosow)           |
| | | |                                                                                            | 44. Garde-Schützen-Division (Generalmajor Wladimir Alexsandrowitsch Borisow)   |
| | | |                                                                                            | 69. Schützen-Division (Generalmajor Josif Iustinowitsch Sankowski)             |
| | | | 105. Schützen-Korps (Generalmajor Dmitri Fedorowitsch Alexejew)                            |                                                                                |
| | | |                                                                                            | 75. Garde-Schützen-Division (Generalmajor Wassili Akimowitsch Gorischny)       |
| | | |                                                                                            | 15. Schützen-Division (Generalmajor Kusma Jewdokimowitsch Grebennik)           |
| | | |                                                                                            | 193. Schützen-Division (Oberst Andrei Grigorjewitsch Frolenkow)                |
| | | |                                                                                            | 354. Schützen-Division (Oberst Sergei Andrejewitsch Wdowin)                    |
| | | |                                                                                            | 356. Schützen-Division (Oberst Michail Grigorjewitsch Makarow)                 |
| | | | 1. Garde-Panzer-Korps (Generalmajor Michail Fedorowitsch Panow)                            |                                                                                |
| | | |                                                                                            | 1. Garde-Mechanisierte Brigade (Major Stepan Paramonowitsch Satulej)           |
| | | |                                                                                            | 15. Garde-Panzer-Brigade (Oberstleutnant Konstantin Grigorjewitsch Koschanow)  |
| | | |                                                                                            | 16. Garde-Panzer-Brigade (Oberst Pjotr Alexejewitsch Limarenko)                |
| | | |                                                                                            | 17. Garde-Panzer-Brigade (Oberst Boris Wladimirowitsch Schulgin)               |
| | | | Artillerieeinheiten                                                                        |                                                                                |
| | | |                                                                                            | 26. Artillerie-Division                                                        |
| | | 28. Armee (Generalleutnant Alexander Alexandrowitsch Lutschinski, Chef des Stabes Generalmajor S. M. Rogatschewski)                                    |                                                                                            |                                                                                |
| | | | 3. Garde-Schützen-Korps (Generalmajor Franz Josifowitsch Perchorowitsch)                   |                                                                                |
| | | |                                                                                            | 50. Garde-Schützen-Division (Oberst Anton Stanislawowitsch Wladyschanski)      |
| | | |                                                                                            | 54. Garde-Schützen-Division (Generalmajor Michail Matwejewitsch Danilow)       |
| | | |                                                                                            | 96. Garde-Schützen-Division (Generalmajor Sergei Nikolajewitsch Kusnezow)      |
| | | | 20. Schützen-Korps (Generalmajor Nikolai Alexandrowitsch Schwajew)                         |                                                                                |
| | | |                                                                                            | 48. Garde-Schützen-Division (Generalmajor Gleb Nikolajewitsch Kortschikow)     |
| | | |                                                                                            | 55. Garde-Schützen-Division (Generalmajor Adam Petrowitsch Turschinski)        |
| | | |                                                                                            | 20. Schützen-Division (Generalmajor Iwan Fjodorowitsch Joskewitsch)            |
| | | | 128. Schützen-Korps (Generalmajor Pawel Fedorowitsch Batitzki)                             |                                                                                |
| | | |                                                                                            | 61. Schützen-Division (Oberst Andrei Georgjewitsch Schatzkow)                  |
| | | |                                                                                            | 130. Schützen-Division (Oberst Konstantin Wassiljewitsch Sytschew)             |
| | | |                                                                                            | 152. Schützen-Division (Oberst Andrijan Timofejewitsch Kusin)                  |
| | | | Artillerieeinheiten                                                                        |                                                                                |
| | | |                                                                                            | 5. Durchbruchs-Artillerie-Division                                             |
| | | |                                                                                            | 12. Durchbruchs-Artillerie-Division                                            |
| | | 61. Armee (Generalleutnant Pawel Alexejewitsch Below, Chef des Stabes Generalmajor M. N. Salnikow)                                                     |                                                                                            |                                                                                |
| | | | 9. Garde-Schützen-Korps (Generalmajor Michail Andrejewitsch Popow)                         |                                                                                |
| | | |                                                                                            | 12. Garde-Schützen-Division (Oberst Dmitri Kusmitsch Maljkow)                  |
| | | |                                                                                            | 212. Schützen-Division (Oberst Wladimir Georgjewitsch Kutschinew)              |
| | | | 89. Schützen-Korps (Generalmajor Alexander Jakowljewitsch Janowski)                        |                                                                                |
| | | |                                                                                            | 23. Schützen-Division (Oberst Iwan Wassiljewitsch Bastejew)                    |
| | | |                                                                                            | 55. Schützen-Division (Oberst Kornei Michailowitsch Andrusenko)                |
| | | |                                                                                            | 397. Schützen-Division (Oberst Nikolai Fjodorowitsch Lidonjew)                 |
| | | |                                                                                            | 415. Schützen-Division (Oberst Pawel Iwanowitsch Moschalkow)                   |
| | | 16. Luftarmee (Generaloberst der Luftstreitkräfte Sergei Ignatjewitsch Rudenko, Chef des Stabes Generalmajor der Luftstreitkräfte P. I. Braiko)        |                                                                                            |                                                                                |
| | | Dnepr-Flottille (Konteradmiral Wissarion W. Grigorjew)                                                                                                 |                                                                                            |                                                                                |

## Verlauf

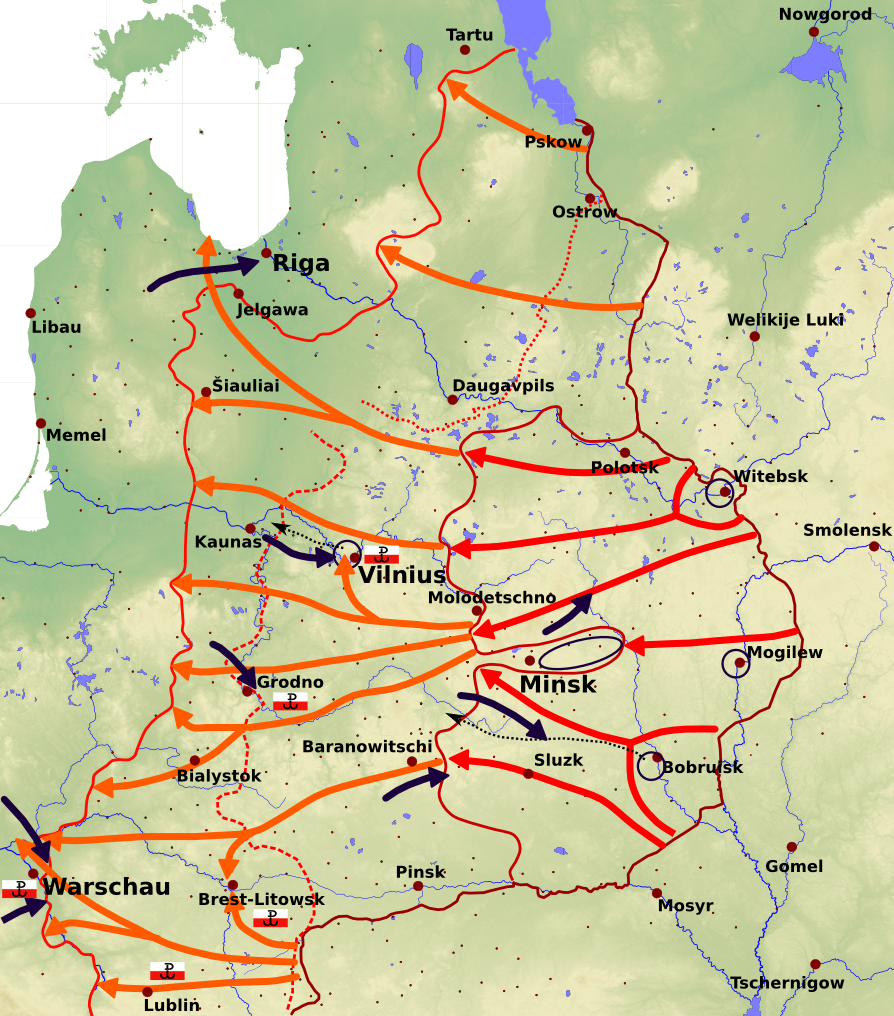
Übersichtskarte zum Gesamtverlauf der Operation Bagration vom 22. Juni 1944 bis zum 29. August 1944. Die Angriffsoperationen der Roten Armee während der ersten Phase sind in roter Farbe, die nachfolgenden in oranger Farbe dargestellt. Deutsche Gegenangriffe sind in dunkelblauer Farbe gehalten.

Der sowjetische Angriffsplan sah drei Frontabschnitte vor, an denen ein Durchbruch durch die deutschen Linien erfolgen sollte.
Das erste Hauptziel war die Ausschaltung der deutschen 3. Panzerarmee und die Einnahme der festen Plätze Witebsk und Orscha. Diese Aufgabe sollte von der 1. Baltischen Front unter dem Kommando des Armeegenerals Howhannes Baghramjan in Koordination mit der benachbarten 3. Weißrussischen Front unter Armeegeneral Iwan Danilowitsch Tschernjachowski erfüllt werden.
Der zweite Schwerpunkt der sowjetischen Offensive war ein Angriff der 2. Weißrussischen Front unter dem Kommando von General Georgi Fjodorowitsch Sacharow auf die Stellungen der deutschen 4. Armee unter der Führung von General der Infanterie von Tippelskirch, die der Stadt Mogilew vorgelagert waren.
Der dritte Angriff zielte auf die Stadt Bobruisk, in der das Hauptquartier der deutschen 9. Armee unter General der Infanterie Hans Jordan eingerichtet war. Dieser Armee stand der nördliche Flügel der 1. Weißrussischen Front unter dem Marschall der Sowjetunion Konstantin Konstantinowitsch Rokossowski gegenüber. Der südliche Flügel von Rokossowskis Truppen befand sich hauptsächlich in der nordwestlichen Ukraine im Frontabschnitt vor der Stadt Kowel und sollte zunächst untätig bleiben. In der Lücke zwischen beiden Flügeln lagen die unzugänglichen Pripjetsümpfe.
Die drei Angriffe wurden zeitlich gestaffelt. Am 22. Juni begannen die Kämpfe bei Witebsk, am darauffolgenden Tag wurde die deutsche 4. Armee zum ersten Mal attackiert und am 24. Juni griff die 1. Weißrussische Front im Sektor der deutschen 9. Armee an.
Das taktische Ziel der Offensive war die Ausführung einer Zangenbewegung durch die bei Bobruisk und Witebsk angreifenden Kräfte, die sich bei Minsk vereinigen und große Teile der Heeresgruppe Mitte in einem riesigen Kessel einschließen sollten. Die Attacke bei Mogilew sollte sicherstellen, dass die deutsche 4. Armee nicht zur Entlastung der 3. Panzer-Armee oder der 9. Armee eingesetzt werden konnte. Nach der erfolgreichen Einkreisung der deutschen Armeen sollten möglichst große Teile des nun ungedeckten belarussischen Hinterlands besetzt werden. In der sowjetischen und russischen Militärgeschichtsschreibung wird der Verlauf der Operation bis zur kompletten Sicherung des taktischen Zieles Minsk als erste Phase, der weitere Verlauf bis zu ihrem Ende am 29. August 1944 als zweite Phase bezeichnet.

### Kräfteverhältnisse
Es besteht in der historischen Literatur ein allgemeiner Konsens darüber, dass die sowjetischen Truppen den deutschen Einheiten zahlenmäßig und in Bezug auf ihre Kampfkraft deutlich überlegen waren. Wenn es jedoch um die Quantifizierung dieses Unterschiedes in Form von Zahlenangaben geht, sind zwischen verschiedenen Quellen erhebliche Unterschiede feststellbar.
Laut offiziellen sowjetischen Quellen standen vor dem Beginn der sowjetischen Offensive 1.400.000 Soldaten der Roten Armee mit 31.000 Geschützen, Raketenwerfern und Mörsern, 5.200 Panzern und Sturmgeschützen und 5.300 Flugzeugen den 1.200.000 Soldaten der Heeresgruppe Mitte mit 9.500 Geschützen, Raketenwerfern und Mörsern, 900 Panzern und Sturmgeschützen sowie 1.350 Flugzeugen gegenüber.
Der US-amerikanische Historiker Glantz übernahm die Angaben für die sowjetischen Truppen und rechnete nur noch mit höchstens 850.000 deutschen Soldaten, was der ungefähren Ist-Stärke der Heeresgruppe Mitte am 1. Juni 1944 entsprach.
Der russische Militärhistoriker Grigori Fedotowitsch Kriwoschejew bezifferte die Stärke aller an der Offensive beteiligten sowjetischen Fronten mit 2.331.700 Soldaten.
Nach dem deutschen Historiker Karl-Heinz Frieser wurden insgesamt 1.670.000 Soldaten der Roten Armee mit 32.718 Geschützen, Raketenwerfern und Mörsern, 5.818 Panzern und Sturmgeschützen und 7.799 Flugzeugen bei der Offensive eingesetzt. Ihnen gegenüber standen nominell 849.000 Soldaten der Heeresgruppe Mitte, davon waren aber nur 486.493 tatsächlich im Einsatz an der Front. Die deutschen Truppen waren mit 3.236 Geschützen, Raketenwerfern und Mörsern, 570 Panzern und Sturmgeschützen und 602 Flugzeugen weit unterlegen. Die für die deutschen Truppen von Frieser angegebenen Zahlen wurden auch von dem russischen Militärhistoriker Alexei Issajew übernommen.
Die strategische Reserve der Roten Armee umfasste am 1. Juni 1944 eine Panzer-Armee, 36 Schützen- und Kavallerie-Divisionen, 16 Panzer- und mechanisierte Korps und 11 Artillerie-Divisionen. Die deutsche Wehrmacht hingegen besaß zu diesem Zeitpunkt keine nennenswerten strategischen Reserven.

#### Luftüberlegenheit der sowjetischen Luftstreitkräfte
Seit der Schlacht bei Kursk hatte sich die Zahl der an der Ostfront eingesetzten deutschen Kampfflugzeuge ständig verringert. Der Grund dafür war, dass zur Abwehr der alliierten Landungen in Italien und der Normandie Luftwaffenverbände an diese Kriegsschauplätze verlegt worden waren. Wegen der alliierten Luftüberlegenheit erlitten die deutschen Fliegerkräfte dort hohe Verluste. Der Ersatz dieser Maschinen verschlang den Großteil der neu produzierten deutschen Flugzeuge. Die deutsche Flugzeugindustrie war nicht mehr in der Lage, die steigenden Verluste der Luftwaffe vollständig auszugleichen. Gravierender war aber, dass dabei viele erfahrene Flugzeugführer fielen und ihr Ersatz nur noch mangelhaft ausgebildet war, weil ihre Ausbilder inzwischen gefallen waren und es zudem nicht mehr genug Treibstoff für die Schulungen gab.
Das zwischen den deutschen und sowjetischen Luftstreitkräften bestehende Ungleichgewicht vergrößerte sich bis zum Beginn der Operation Bagration. Die deutsche Luftflotte 6 unter Ritter von Greim, die zur Unterstützung der Heeresgruppe Mitte vorgesehen war, hatte aufgrund von Verlusten und technischen Ausfällen, die auf die mangelhafte Versorgung mit Ersatzteilen und Treibstoff zurückzuführen waren, im Juni 1944 nur noch 61 einsatzbereite Jagdflugzeuge zur Verfügung. Die für die Offensive bereitgestellte sowjetische Luftstreitkraft umfasste dagegen vier Luftarmeen mit tausenden Flugzeugen aller Art. Jeder sowjetischen Angriffsfront war eine Luftarmee zugeteilt. Die sowjetische Luftstreitmacht errang ab Beginn der Offensive die absolute Luftüberlegenheit und behielt sie für den Rest des Krieges.
Die sowjetische Industrie konnte inzwischen den Bedarf der Kampfverbände mit modernen Flugzeugen decken. Das Ausbildungsniveau der kämpfenden Truppe hatte sich zudem auch enorm verbessert. Inzwischen bestimmten moderne Luftkampftaktiken das Geschehen, die Flugzeuge waren nun auch alle mit Funk ausgestattet. Kampfpausen wurden zu weiteren Schulungen herangezogen und Treibstoff, Munition oder Ersatzteile waren immer genug vorhanden.

#### Unterstützung durch Artillerie

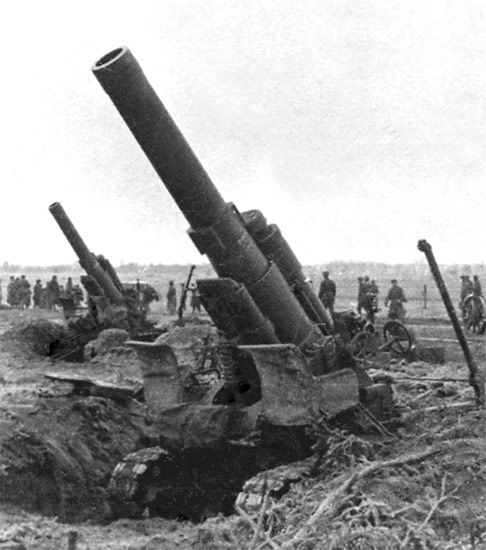
Sowjetische Batterie schwerer Haubitzen vom Typ M1931 (B-4) (3. Weißrussische Front, Sommer 1944)

Der Angriff der Roten Armee begann am Morgen des 22. Juni um 4:00 Uhr mit dem stärksten Artilleriefeuer, das bis dahin auf die Stellungen der Heeresgruppe Mitte niedergegangen war. Dieses setzte sich aus folgenden Komponenten zusammen:
1. 15 Minuten Feuer auf deutsche Verteidigungsstellungen bis in eine Tiefe von drei Kilometern;
2. 90 Minuten Feuer auf aufgeklärte Ziele sowie bekannte Stellungen von Artillerie und schweren Waffen;
3. 20 Minuten Feuer auf die deutsche Hauptverteidigungslinie und dahinterliegende Stellungen;
4. 24 Stunden gerichtete Feuerschläge auf erkannte Einzelziele bei Anforderung durch Beobachter.

Die Rote Armee hatte in den geplanten Durchbruchszonen Artilleriegeschütze in einer Dichte von 178 Einheiten pro Kilometer aufgestellt. Dieser massiven Feuerkraft konnten die vorher mühsam ausgehobenen deutschen Stellungen nicht standhalten.
Die überlebenden deutschen Soldaten in den Durchbruchskorridoren konnten danach keinen wirksamen Widerstand mehr gegen die ohnehin zahlenmäßig mehrfach überlegenen sowjetischen Panzer- und Infanterieeinheiten leisten. Der Mangel an einsatzbereitem schweren Waffenmaterial machte die Lage der deutschen Soldaten noch aussichtsloser.

### Witebsk-Orscha-Operation
Der als Witebsk-Orscha-Operation bezeichnete Angriff war der stärkste der drei initialen sowjetischen Vorstöße, da für die Eroberung der „festen Plätze“ Witebsk und Orscha insgesamt zwei Fronten (Heeresgruppen) der Roten Armee eingesetzt wurden.

#### Kesselschlacht bei Witebsk

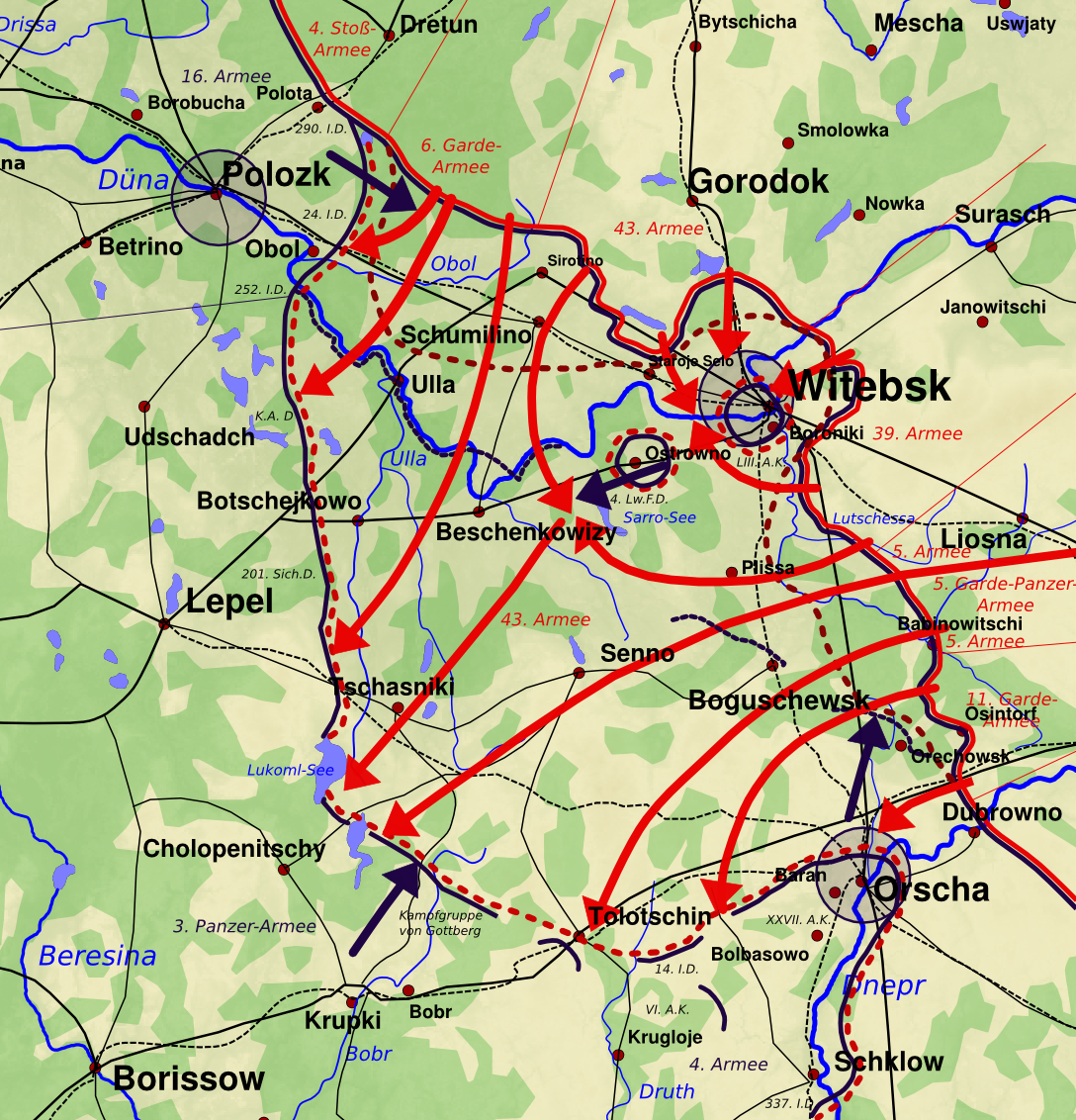
Verlauf der Schlacht bei Witebsk vom 22. Juni 1944, 04:00 bis zum 26. Juni 1944, 22:00

Nach dem Ende des vorbereitenden Artilleriebeschusses griff die 1. Baltische Front unter Armeegeneral Baghramjan mit der 6. Garde-Armee und der 43. Armee aus Richtung Nordwesten die deutsche Front bei Witebsk an. Die 3. Weißrussische Front unter Generalleutnant Tschernjachowski mit der 39. Armee, 5. Armee und der 11. Garde-Armee attackierte die deutschen Stellungen bei Witebsk aus südöstlicher Richtung.
Infanterieeinheiten eröffneten die Angriffe, um Durchbrüche in der deutschen Frontlinie zu schaffen. Zunächst stürmten Schützen zu Fuß die erste und zweite deutsche Verteidigungslinie. Auf Panzern aufgesessene Soldaten in Gruppen zu jeweils 15 Soldaten führten den Vorstoß auf den dritten und letzten deutschen Verteidigungsgraben. Durch die entstandenen Lücken in der deutschen Frontlinie stießen Panzerverbände tief in das deutsch besetzte Hinterland vor. Während des Angriffs auf Witebsk setzten die Angreifer zwei mit schweren Panzern des Typs IS-2 ausgerüstete Regimenter ein, gegen die die Wehrmacht-Truppen keine effektive Verteidigung mehr hatten.
Bis zum 24. Juni gelang es den sowjetischen Truppen, die Einheiten des deutschen IX. Armeekorps bis 30 Kilometer hinter ihre ursprünglichen Stellungen zu verdrängen, da diese dort viel schlechter ausgebaut waren als in der näheren Umgebung der Stadt. Die deutsche Aufklärungsabteilung Fremde Heere Ost (FHO) unter Reinhard Gehlen hatte vor dem 22. Juni die komplette sowjetische 6. Garde-Armee im Bereich der 1. Baltischen Front übersehen, wodurch die Führungsebene der Heeresgruppe Mitte diesen Bereich als nicht gefährdet ansah. Zwei Divisionen des deutschen VI. Armeekorps, das den südöstlich von Witebsk gelegenen Abschnitt verteidigte, wurden fast vollständig aufgerieben. Am Abend des 24. Juni war die deutsche Front nördlich und südlich von Witebsk zusammengebrochen. Das aus drei Divisionen bestehende LIII. Armeekorps der deutschen 3. Panzer-Armee, das 30.000 Soldaten umfasste und den als Magneten gedachten und gut befestigten Frontvorsprung um den „festen Platz“ Witebsk verteidigte, wurde aufgrund des schnellen sowjetischen Durchbruchs in diesem bereits am 25. Juni eingeschlossen. Örtliche Gegenangriffe der Deutschen, wie der von Teilen der 290. Infanterie-Division ausgeführte Vorstoß gegen die sowjetische 6. Garde-Armee, blieben ohne Wirkung.
Aufgrund der großen sowjetischen Übermacht war es den nicht eingeschlossenen deutschen Verbänden des IX. Armeekorps unmöglich, eine westlich der Stadt gelegene Frontlinie zu halten; sie wurden im Verlauf der nächsten Tage weiter nach Westen abgedrängt oder zerschlagen. Die für die Deutschen katastrophale Lage führte dazu, dass auch die zu einer Kampfgruppe zusammengefassten SS-Polizeieinheiten, die vorher zur Partisanenbekämpfung eingesetzt worden waren, direkt zum Einsatz gegen die angreifende Rote Armee geführt wurden (→ Kampfgruppe von Gottberg). Da diese Gruppe nicht die Kampfkraft besaß, um sich mit regulären sowjetischen Einheiten Gefechte zu liefern, blieb dieser Versuch, die angeschlagene Frontlinie der deutschen 3. Panzer-Armee zu verstärken, ohne Wirkung.
Die bei Witebsk eingeschlossenen deutschen Truppen standen unter massivem Druck durch die sowjetischen Angreifer. Generalleutnant Hitter und General der Infanterie Gollwitzer befahlen am 25. Juni als Befehlshaber der eingeschlossenen Truppen entgegen den Weisungen Hitlers den Ausbruch aus dem „festen Platz“. Dieser Ausbruch scheiterte an der Gegenwehr der zahlenmäßig weit überlegenen sowjetischen Truppen. Die Soldaten des deutschen LIII. Armeekorps ergaben sich zu einem großen Teil nach einem sowjetischen Großangriff am 27. Juni, der den Abstand zwischen dem Kessel und den noch von den Deutschen kontrollierten Gebieten auf mehr als 80 km vergrößert hatte. Eine Gruppe von etwa 5.000 Soldaten der 4. Luftwaffen-Felddivision begann auf eigene Faust am 26. Juni einen Ausbruchsversuch. Sie wurde am selben Tag gestoppt und am 27. Juni in den Wäldern bei der Ortschaft Ostrowno aufgerieben. Im Ergebnis der Kämpfe bei Witebsk entstand ein etwa 100 Kilometer breiter Korridor zwischen der deutschen 16. Armee der Heeresgruppe Nord und der deutschen 4. Armee, durch den die sowjetischen Truppen der 3. Weißrussischen Front schnell in Richtung Minsk vorstießen. Die Truppen der 1. Baltischen Front begannen das Gebiet um die Stadt Polozk anzugreifen. Eine Komponente der von der Stawka geplanten Zangenbewegung um die gesamte Heeresgruppe Mitte war erfolgreich verlaufen.
Witebsk war nach dem Ende der Kämpfe fast vollständig zerstört. Von 170.000 Einwohnern, die im Juni 1941 die Stadt bewohnt hatten, waren im Juli 1944 nur 118 übriggeblieben. Die deutsche 3. Panzer-Armee hatte über die Hälfte ihrer Einheiten verloren. Ihre Reste zogen sich Richtung Westen zurück, wobei sie durch die 1. Baltische Front verfolgt wurden. Da die Deutschen bei der Bekämpfung der Partisanen im Frühjahr 1944 Erfolge erzielt hatten, war der Rückzugsweg für die verbleibenden Einheiten der 3. Panzer-Armee nicht versperrt. Die nördlich von Orscha eingesetzten Teile des deutschen VI. Armeekorps unter dem General der Artillerie Georg Pfeiffer wurden der deutschen 4. Armee unterstellt.
Nach sowjetischen Angaben starben im Kessel von Witebsk etwa 18.000 deutsche Soldaten und 10.000 wurden gefangen genommen.

#### Befreiung von Orscha

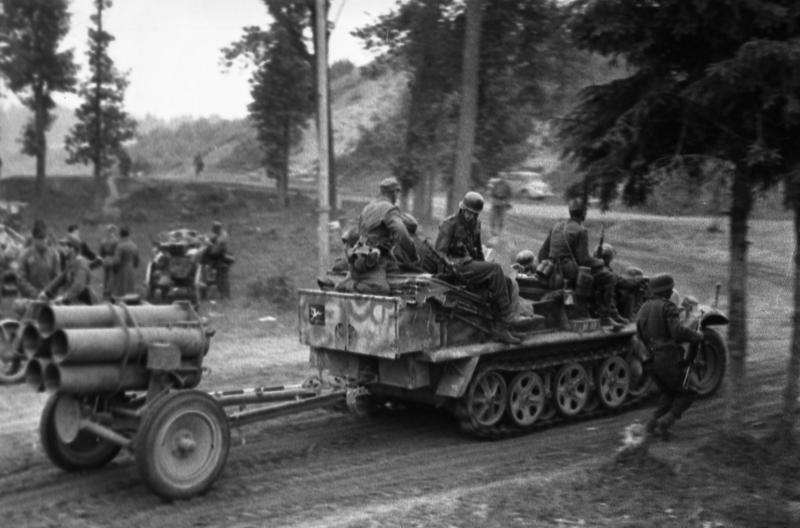
Sd.Kfz. 10 mit Nebelwerfer 42 des Werfer-Regiments 51 durchquert ein Waldgebiet während des Rückzugs aus Orscha (Anfang Juli 1944)

Am nördlichen Rand des Verteidigungsbereiches der deutschen 4. Armee lag die Ortschaft Orscha, durch die mehrere Eisenbahnlinien verliefen sowie die von den Deutschen als Rollbahn oder Autobahn bezeichnete Hauptversorgungsstraße der Heeresgruppe Mitte, die in östlicher Richtung direkt nach Smolensk und Moskau und in westlicher Richtung direkt nach Minsk führte (→ Europastraße 30). Da das Verkehrsnetz auf dem Gebiet von Belarus im Jahr 1944 sehr unterentwickelt war und nur wenige Straßen existierten, die besser befestigt waren als gewöhnliche Feldwege, war die Rückeroberung Orschas für die angreifenden sowjetischen Truppen eine wichtige militärische Aufgabe, mit der der südliche Flügel der 3. Weißrussischen Front betraut wurde. Auch der deutschen Führung war die Bedeutung des Ortes bewusst, weshalb er ähnlich wie Witebsk als „fester Platz“ deklariert und stark befestigt wurde.
Den Angriff der sowjetischen 11. Garde-Armee am 23. Juni wehrten die Deutschen zunächst ab, die sowjetischen Truppen erzielten nur geringe Geländegewinne. Durch den weiter nördlich erfolgenden Vorstoß auf Witebsk gelang es jedoch den sowjetischen Einheiten in den folgenden Tagen, die stark befestigten Verteidigungsbereiche zu umgehen. Am 25. Juni waren die deutschen Verteidiger bereits so geschwächt, dass ihre Stellungen im Verlauf des Tages durchbrochen wurden. Ein deutscher Gegenangriff in der Nähe der Ortschaft Orechowsk schlug fehl. Am 26. Juni waren die deutschen Truppen gezwungen, sich aus dem Gebiet um Orscha vor der Übermacht und einer drohenden Einkesselung zurückzuziehen, sodass die Ortschaft am Abend desselben Tages von sowjetischen Truppen befreit wurde. Damit war die deutsche Verteidigung der wichtigen Straße nach Minsk gescheitert. Sowjetische Panzerverbände der 11. Garde-Armee stießen auf ihr schnell in Richtung der belarussischen Hauptstadt vor. Die deutschen Verbände zogen sich im Laufe der folgenden Tage gemeinsam mit der übrigen 4. Armee in Richtung Westen zurück. Das Marschtempo der auf Pferdefuhrwerke angewiesenen deutschen Verbände war wesentlich geringer als das der motorisierten sowjetischen Verbände.

### Befreiung von Mogilew (Mogilew-Operation)

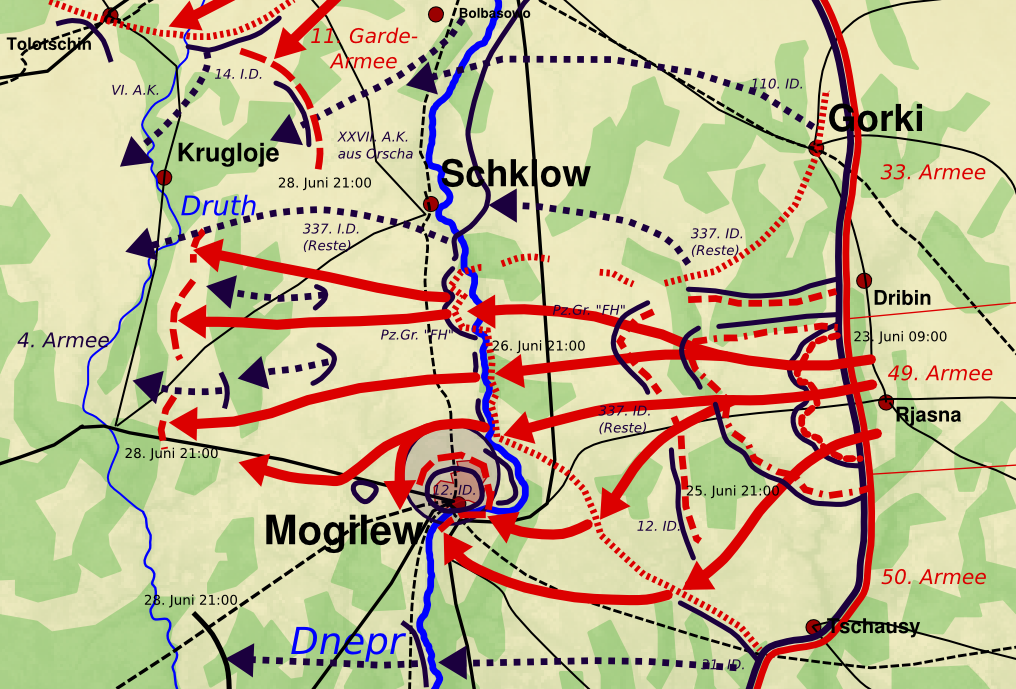
Der Angriff der sowjetischen 49. Armee auf den „festen Platz“ Mogilew, Verlauf vom 23. Juni bis zum 28. Juni 1944

Im mittleren Sektor des von der Heeresgruppe Mitte gehaltenen Gebietes begannen die Truppen der erst im Frühjahr 1944 neu gebildeten 2. Weißrussischen Front ihre Angriffe gegen die Stellungen der deutschen 4. Armee am 23. Juni. Die Angriffskraft der sowjetischen Truppen war wesentlich geringer als im Witebsker Gebiet, da ihr Operationsplan eine Einschließung des Zentrums der Heeresgruppe Mitte durch die im Norden und Süden vorgehenden Angriffsspitzen vorsah. Bei Mogilew sollte ein vorzeitiger Rückzug der deutschen 4. Armee verhindert werden, der die Einschließung der Heeresgruppe Mitte möglicherweise vereitelt hätte.
Die sowjetische 49. Armee drang bis zum Abend des 26. Juni 30 Kilometer in Richtung Mogilew vor. Diese Armee war zuvor durch die Verkürzung ihres Frontsektors verstärkt worden.
In der Nacht vom 26. zum 27. Juni errichteten sowjetische Pioniere nördlich von Mogilew Pontonbrücken über den Dnepr, die eine einfache Überquerung des Flusses ermöglichten. Adolf Hitler erteilte daraufhin den Befehl, dass die 12. Infanterie-Division die zur Festung erklärte Stadt bis zum letzten Mann zu verteidigen hatte, um den Vormarsch der sowjetischen 49. Armee zu verzögern. Alle anderen Teile der deutschen 4. Armee zogen sich weiter Richtung Minsk zurück, sodass diese Division praktisch geopfert wurde. Die sowjetischen Truppen schlossen Mogilew am 27. Juni ein. Nach erbitterten Kämpfen wurde der „feste Platz“ am 28. Juni zurückerobert. Der Befehlshaber der 12. Infanterie-Division Generalleutnant Bamler und der Stadtkommandant, Generalmajor Gottfried von Erdmannsdorff, ließen den Kampf einstellen, nachdem die Mehrheit der deutschen Soldaten bei der Verteidigung der Stadt gefallen war. Mehr als 2000 Überlebende gerieten in sowjetische Gefangenschaft. Versprengte deutsche Soldaten leisteten noch über mehrere Wochen Widerstand und kämpften sich teilweise zu ihren Linien zurück.
Die Rückzugsbewegung der deutschen 4. Armee lief nur langsam ab, da der Weg durch ein weites, unzugängliches Waldgebiet führte, das außerdem zum größten Teil von Partisanenverbänden kontrolliert wurde. Die einzige für den Rückzug verfügbare, jedoch unbefestigte Straße Mogilew–Beresino–Minsk war mit Fahrzeugen aller Art verstopft. Viele Zivilisten, die mit den Deutschen kooperiert hatten, flohen aus Furcht vor Lynchjustiz zusammen mit den deutschen Soldaten. Der durch das OKH verursachte Mangel an Kraftfahrzeugen bei den deutschen Verbänden rächte sich jetzt. Zusätzlich wurden die Kolonnen durch sowjetische Erdkampfflugzeuge vom Typ Iljuschin Il-2 angegriffen, was am 28. Juni zu einem allgemeinen Chaos und zum Tod der drei Korps-Kommandeure Georg Pfeiffer, Robert Martinek und Otto Schünemann innerhalb weniger Stunden führte. Der massenhafte Einsatz sowjetischer Erdkampfflieger war für die deutschen Truppen neu und führte zur Zerstörung der Artillerie bzw. ihrer Zugfahrzeuge, die bis dahin die letzte effiziente Verteidigungsmöglichkeit gegen die Angriffe der Roten Armee gewesen war. Generell erlitten die deutschen Truppen auch in diesem Sektor hohe Verluste. Laut Kurt von Tippelskirch, dem Befehlshaber der deutschen 4. Armee, gelang es nur der Hälfte seiner Soldaten, sich über den Fluss Dnepr zurückzuziehen.

### Kessel von Bobruisk (Bobruisker Operation)

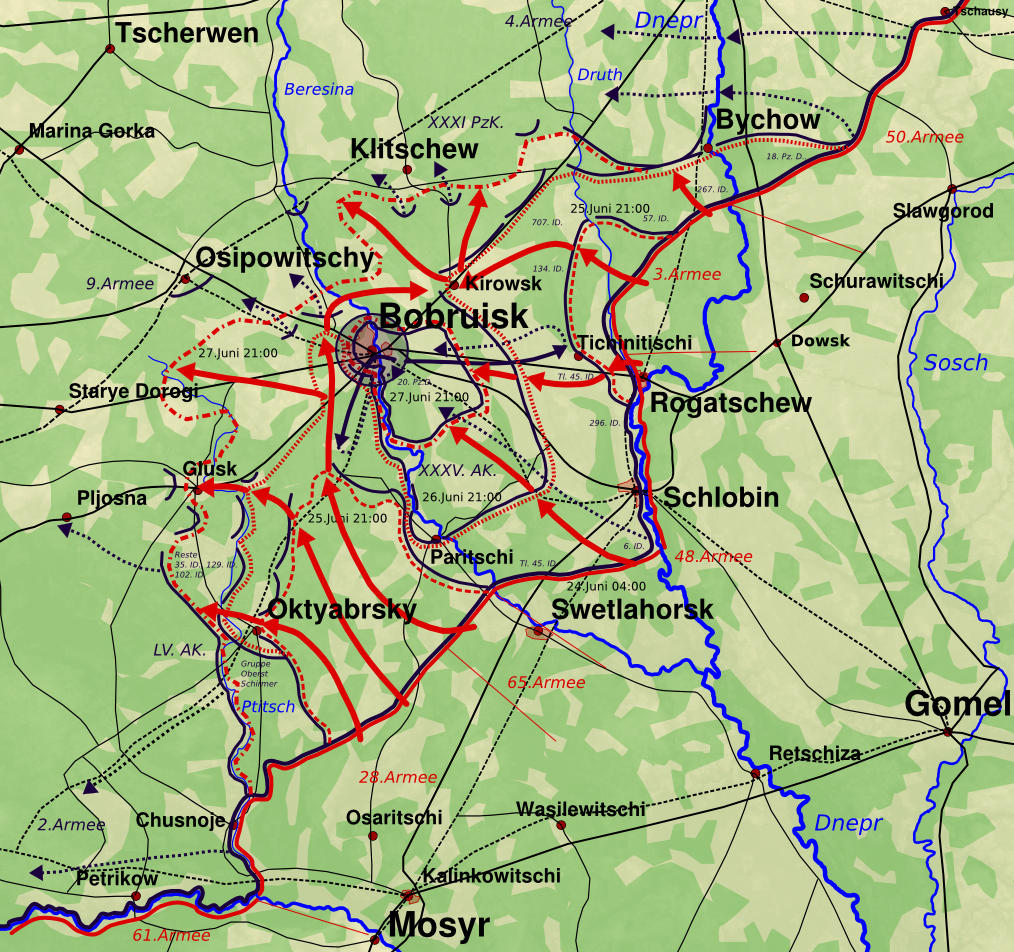
Skizze der Anfangsphase der Kesselschlacht von Bobruisk, Verlauf vom 24. Juni 1944, 04:00 bis zum 27. Juni 1944, 21:00

In dem südlichen, von der deutschen 9. Armee gehaltenen Frontabschnitt begann der Angriff der 1. Weißrussischen Front unter Marschall Rokossowski am 24. Juni. Auch dort wurde der Angriff durch heftiges Artilleriefeuer sowie durch Schlachtflugzeuge der sowjetischen 16. Luftarmee unterstützt. Gemäß Rokossowskis Plan griffen seine Truppen nördlich von Rogatschew und südlich von Paritschi an. Am Abend des Tages gelang es den Angreifern der sowjetischen 65. Armee unter Generalleutnant Batow, die Front des deutschen XXXV. Armeekorps bei Paritschi zu durchbrechen. Der Befehlshaber der deutschen 9. Armee beging den Fehler, die 20. Panzer-Division, die die einzige Einheit mit Chancen eine Abwehr einer Angriffsspitze war, auf beide Schwerpunkte aufzuteilen. Durch diese Schwächung der Verteidigung waren beide Angriffe der 1. Weißrussischen Front erfolgreich. Die schnellen sowjetischen motorisierten Verbände im Süden stießen nach dem Durchbruch in Richtung Bobruisk und von dort nach Osipowitschy vor. Die langsameren Infanterieeinheiten drehten nach Norden ein und begannen mit den aus Richtung Rogatschew angreifenden Teilen das Gros der deutschen 9. Armee einzuschließen. Aufgrund zweier gegensätzlicher Befehle, die zum einen das Halten der Stadt Bobruisk, zum anderen den Rückzug aus der Stadt anordneten, herrschte auf deutscher Seite großes Chaos. Der Kommandeur der 134. Infanterie-Division Generalleutnant Ernst Philipp beging aus Verzweiflung Selbstmord.
Die Verwundetenzahlen der deutschen Truppen stiegen schnell, sodass schließlich keine Blutkonserven mehr zur Verfügung standen. Nach einem Bericht eines sowjetischen Soldaten nutzten Ärzte bei der deutschen 36. Infanterie-Division am 26. Juni bei der Ortschaft Paritschi südöstlich von Bobruisk das Blut aufgegriffener belarussischer Kinder, um ihre Verwundeten mit Bluttransfusionen zu versorgen. Die Grube mit den verscharrten, teilweise noch lebenden Kindern wurde einen Tag später durch die Soldaten der Roten Armee geöffnet.
Im Gegensatz zu den in Witebsk stationierten Einheiten wurde den Truppen der deutschen 9. Armee mit Ausnahme der 383. Infanterie-Division schließlich doch ein Rückzug nach Nordwesten in Richtung Minsk genehmigt. Große Teile der relativ unbeweglichen Einheiten mussten dabei den Weg über Bobruisk nehmen. Aufgrund der guten Motorisierung der sowjetischen Truppen überholten diese die sich zurückziehenden deutschen Einheiten und bildeten am 27. Juni gegen 16:00 Uhr einen Kessel um große Teile der deutschen 9. Armee. Dabei wurden etwa 70.000 Soldaten eingeschlossen, unter denen sich auch viele Unterstützungskräfte befanden. Die Truppen in diesem Kessel wurden von sowjetischer Artillerie zusammengeschossen.

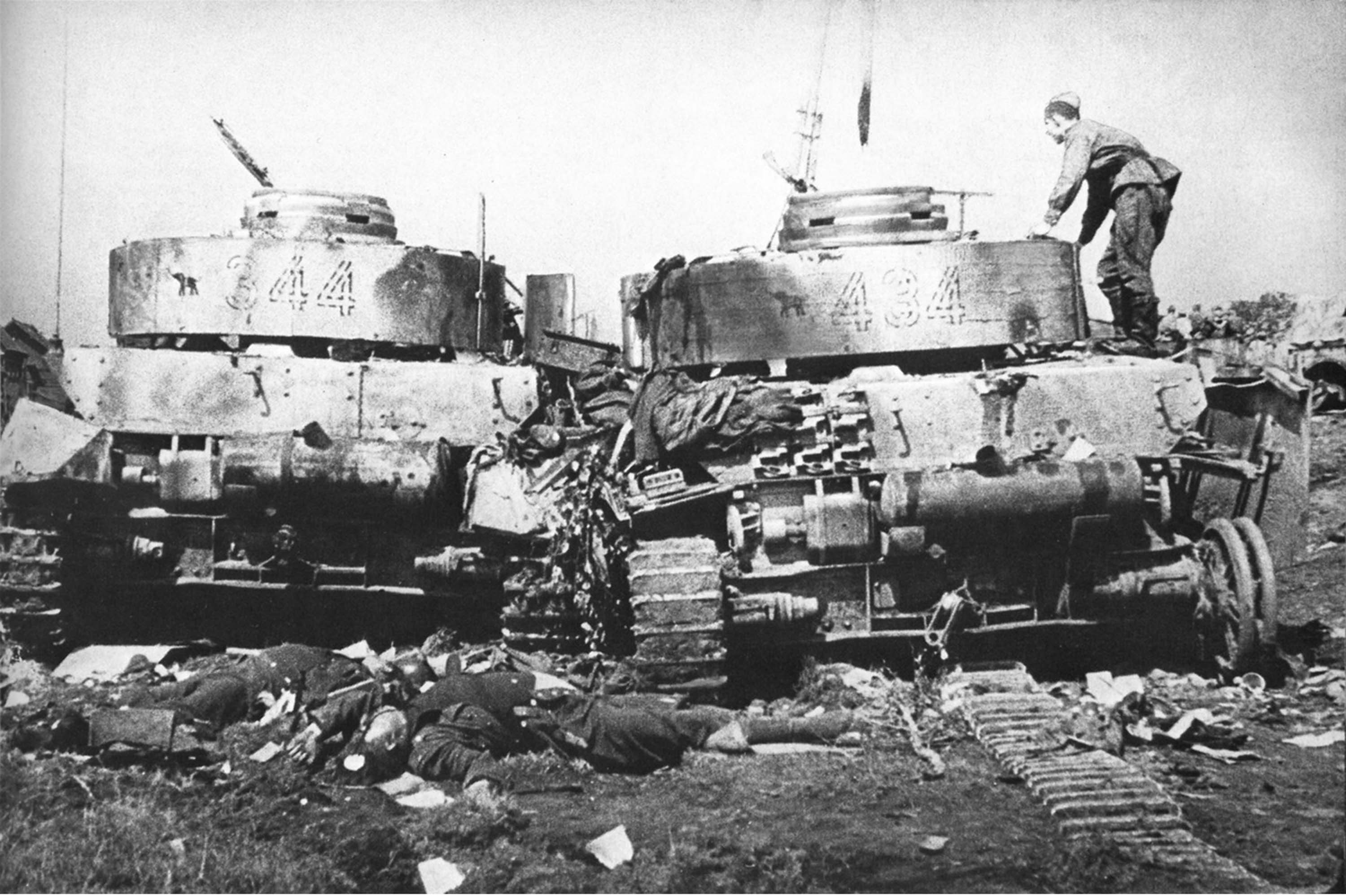
Zerstörte Panzer IV der 20. Panzer-Division bei Bobruisk (28. oder 29. Juni 1944)

Außerhalb des sowjetischen Einschließungrings waren keine deutschen Einheiten in der Nähe, die die Umklammerung hätten aufheben können. Der Kessel wurde am Tag darauf in zwei Teile gespalten, die jeweils am westlichen und östlichen Ufer der Beresina lagen. Die Soldaten im kleineren Kessel am Ostufer ergaben sich am 28. Juni gegen 13:00 Uhr.
Der Kommandeur des deutschen XXXV. Armeekorps, Generalleutnant von Lützow, autorisierte selbstständige Ausbruchsversuche aus dem Kessel am westlichen Ufer. Mit den verbliebenen Panzern der 20. Panzer-Division an der Spitze durchbrachen etwa 15.000 bis 30.000 deutsche Soldaten den Einschließungsring, wobei sie in Sprechchören „Wir wollen in die Heimat!“ riefen und gemeinsam das Lied „Oh Deutschland hoch in Ehren“ anstimmten. Sie kämpften sich zunächst in nördlicher Richtung entlang der Beresina an dem gerade von der Roten Armee besetzten Osipowitschy vorbei und später nach Nordwesten auf die aus Richtung Marina Gorka entgegenkommende 12. Panzer-Division zu, die zu den ersten Verstärkungen gehörte, die bei der Heeresgruppe Mitte nach dem Beginn der sowjetischen Offensive eingetroffen waren.
Der größere Teil der deutschen Soldaten konnte nicht aus dem Kessel vom Bobruisk fliehen. Die Kämpfe im Ausbruchskorridor führten zu hohen Verlusten auf sowjetischer und deutscher Seite. Viele Infanteristen konnten nicht mit dem Tempo der Angriffsspitzen mithalten, verloren den Kontakt und waren danach auf sich gestellt. Unter den deutschen Soldaten brach Panik aus, viele versuchten sogar, den Fluss Beresina durchschwimmend, den sowjetischen Einheiten zu entkommen. Der ehemalige Wehrmachtsoldat Heinz Fiedler, der der 134. Infanterie-Division angehörte, berichtete:

„Also wir waren eingeschlossen und die die vorne waren, die schrien „Pak und Flak nach vorne! […]“ und die von hinten: „Wir haben keinen Sprit. Wir haben keine Munition mehr. […]“ Und so ging das immerwährend. […] Es war alles Scheiße.“

Wie katastrophal die deutschen Verluste waren, beschrieb der sowjetische Journalist Grossman:

“Men are walking over German corpses. Corpses, hundreds and thousands of them, pave the road, lie in ditches, under the pines, in the green barley. In some places, vehicles have to drive over the corpses, so densely they lie upon the ground […] A cauldron of death was boiling here, where the revenge was carried out”

„Die Männer laufen über die Leichname deutscher Soldaten. Leichen, hunderte und tausende bedecken die Straße, liegen in Gräben, unter den Kiefern, auf den noch grünen Getreidefeldern. An einigen Stellen müssen Fahrzeuge über die Körper fahren, weil sie so dicht auf dem Boden liegen. […] Ein Kessel des Todes kochte an diesem Ort, an dem Rache [für den deutschen Überfall auf die Sowjetunion] genommen wurde.“

Die in Bobruisk eingeschlossene 383. Infanterie-Division verteidigte den „festen Platz“. Die Reste der Division unter dem Befehl des Platzkommandanten Generalleutnant Edmund Hoffmeister ergaben sich am 29. Juni. Tausende deutscher Soldaten gingen in sowjetische Gefangenschaft oder wurden an Ort und Stelle umgebracht. Dieses Schicksal ereilte beispielsweise viele der in Bobruisk verbliebenen schwer verwundeten Deutschen:

„Am 29. besetzten die Russen das Lazarett und filzten uns sogleich gründlich. […] Etwa eine Stunde später erschienen wieder Russen, diesmal in ölverschmierten Uniformen. Systematisch gingen sie von Bett zu Bett, richteten ihre Maschinenpistolen auf die Verwundeten und schossen ihre Magazine leer. […] Mit den Toten lag ich noch drei Tage in diesem Lazarett, ohne jegliche […] Versorgung und Verpflegung. […] Plötzlich erschien ein russischer Zivilarzt […] Der Arzt sorgte dafür, dass die Überlebenden aus den Räumen heraus [in ein ehemaliges Wehrmachtserholungsheim] gefahren wurden.“

Sowjetische Hilfswillige (kurz Hiwis) und Zivilisten, bei denen eine Kollaboration mit den Deutschen nachweisbar war, hatten keine Gnade von den Soldaten der Roten Armee zu erwarten; sie wurden nach ihrer Gefangennahme misshandelt und häufig getötet.
Nach Angaben der sowjetischen Nachrichtenagentur RIA Nowosti wurden im Kessel von Bobrujsk 16.000 deutsche Soldaten getötet und 18.000 gerieten in Gefangenschaft. Die toten deutschen Soldaten wurden nach dem Ende der Kämpfe anonym in Sammelgräbern beerdigt.
Die Stadt Bobruisk wurde während der Kämpfe fast vollständig zerstört. Nach der Rückeroberung lebten in der Stadt kaum mehr als 28.000 Menschen; die meisten waren obdachlos. Die Mehrzahl der geflohenen Einwohner kehrte erst 1945 zurück.
Die Truppen der 1. Weißrussischen Front stießen nach ihrem Erfolg durch einen breiten Korridor über Osipowitschy und Marina Gorka auf Minsk und in westlicher Richtung parallel zum Fluss Prypjat auf Sluzk und Baranowitschi vor. Die Rote Armee begann einen Ring um die noch intakte deutsche 4. Armee, die sich noch weiter östlich gegen die 2. Weißrussische Front verteidigte, zu schließen sowie um die sich zurückziehenden nördlich von Bobruisk stehenden Reste der deutschen 9. Armee.

### Rückeroberung von Minsk (Minsker Operation)

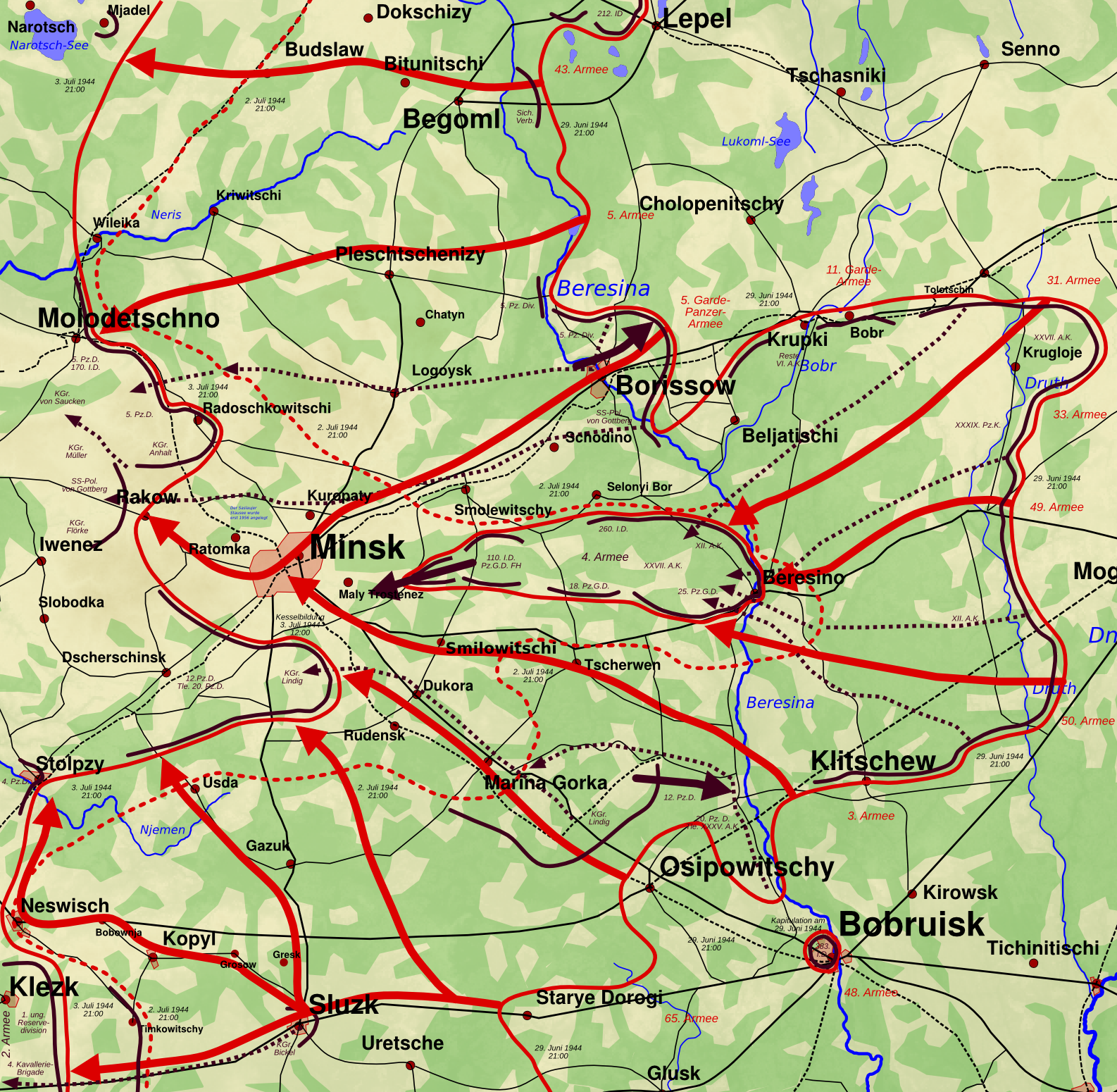
Verlauf der Kesselschlacht bei Minsk und Endphase der Kesselschlacht von Bobruisk vom 29. Juni 1944, 22:00 Uhr bis zum 3. Juli 1944, 22:00 Uhr

Die bis dahin erzielten Erfolge der Roten Armee und die daraus resultierenden Meldungen machten dem deutschen OKW die Dimension der bisher erlittenen Niederlage deutlich, erst am 26. Juni wurde die Lage in ihrem vollen Ausmaß wahrgenommen. Sofort wurden alle verfügbaren Reserven, die vorher in Richtung der Heeresgruppe Nordukraine verlegt worden waren oder sich zur Auffrischung im Reichsgebiet befanden, in Richtung der Heeresgruppe Mitte in Marsch gesetzt. Dazu gehörten neben diversen Infanterieeinheiten die bereits erwähnte 12. Panzer-Division, die 5. Panzer-Division und die 4. Panzer-Division. Insgesamt wurden bis zum 29. August 1944 acht Panzer-Divisionen als Verstärkung zur Heeresgruppe Mitte verlegt.
Personelle Konsequenzen bezüglich der Besetzung von Führungspositionen der Heeresgruppe folgten. Der Oberbefehlshaber der deutschen 9. Armee, General Jordan, wurde wegen zu zögerlichem Einsatz der 20. Panzer-Division abgelöst und durch General von Vormann ersetzt. Busch wurde als Oberbefehlshaber der Heeresgruppe Mitte allein für die Lage der Heeresgruppe verantwortlich gemacht und am Abend des 28. Juni entlassen. Sein Nachfolger wurde Generalfeldmarschall Model.
Wie Busch stand auch Model bedingungslos auf der Seite Adolf Hitlers, genoss jedoch bei diesem im Gegensatz zu seinem Vorgänger hohes Ansehen. Model hatte außerdem den Vorteil, dass er das Kommando über die Heeresgruppe Nordukraine behielt und somit ohne Anträge den Transfer von Verstärkungen einleiten konnte. Durch diese Umgruppierungen wurden die enormen Probleme, mit denen die Heeresgruppe Mitte konfrontiert war, zunächst nicht gelöst. Deren Front war am Abend des Tages auf einer Breite von etwa 300 Kilometern durchbrochen oder aufgrund der dramatischen Umstände aufgegeben worden.
Generalfeldmarschall Model wollte die bedrohliche Situation durch die Errichtung einer neuen deutschen Front mit den zur Verfügung stehenden begrenzten Kräften entschärfen. Gleichzeitig wollte er die Umfassung der 4. und der 9. Armee durch die 1. Weißrussische Front und 3. Weißrussische Front verhindern.

#### Bildung des Kessels von Minsk

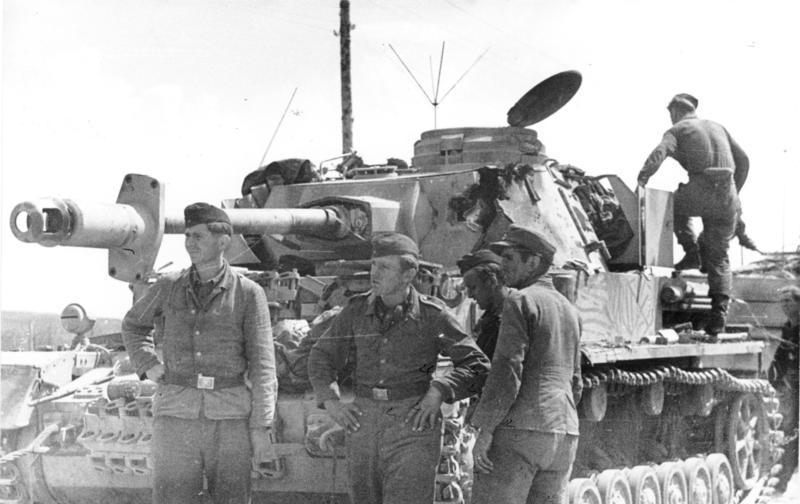
Panzer IV der 5. Panzer-Division (Anfang Juli 1944)

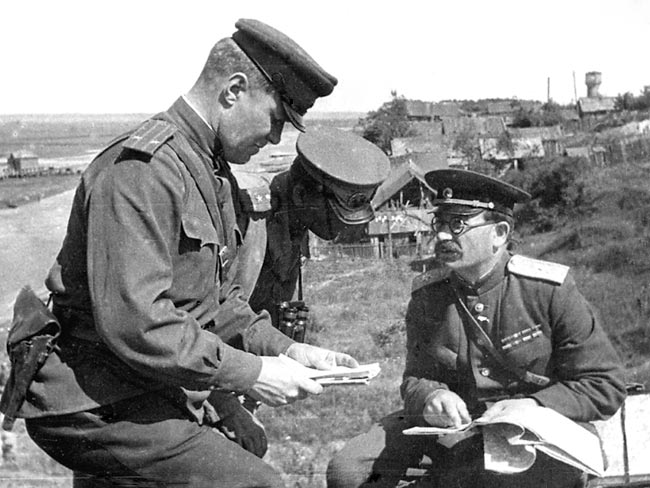
Der Marschall der Panzertruppen Rotmistrow bei der Erteilung von Anweisungen (Borissow, 1. Juli 1944)

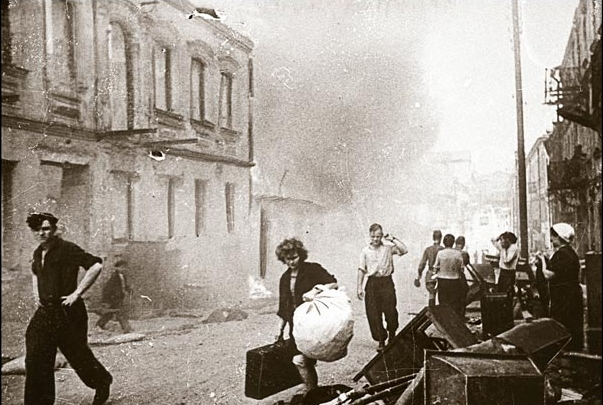
Einwohner von Minsk retten Habseligkeiten aus ihren brennenden Häusern (3. Juli 1944)

Bereits während der Endphase der Kesselschlachten von Witebsk und Bobruisk waren motorisierte und gepanzerte Angriffspitzen der beteiligten sowjetischen Fronten in westlicher Richtung auf die belarussische Hauptstadt Minsk vorgestoßen. Den nördlichen Flügel des sowjetischen Angriffs bildete die unter dem Befehl des Marschalls der Panzertruppen Pawel Alexejewitsch Rotmistrow stehenden 5. Garde-Panzer-Armee, den südlichen das 1. Garde-Panzer-Korps der 1. Weißrussischen Front.

##### Kämpfe um Borissow
Um den nördlichen, hauptsächlich von der 5. Garde-Panzer-Armee getragenen sowjetischen Vorstoß zu stoppen, sollte die ad hoc gebildete Kampfgruppe von Saucken, die die bereits stark angeschlagene Kampfgruppe von Gottberg verstärkte, mit der deutschen 5. Panzer-Division den Übergang über den Fluss Beresina bei Borissow nordöstlich von Minsk sichern. Die letzten am 28. Juni in Borissow per Eisenbahntransport eingetroffenen Teile der Division kämpften bereits während des Ausladens gegen durchgebrochene sowjetische Panzer.
Es kam zu Kompetenzstreitigkeiten, weil SS-Gruppenführer Curt von Gottberg eine Unterstellung seiner Polizeieinheiten unter den Befehl der 5. Panzer-Division ablehnte. Dennoch waren es vor allem die Vorausabteilungen der 5. Panzer-Division, die eine schnelle Einnahme von Borissow durch die sowjetischen Truppen verhinderten. Marschall Rotmistrow ließ daraufhin seine Panzer rücksichtslos gegen den von den Deutschen gebildeten Brückenkopf von Borissow anrennen, sodass sich vor allem am 30. Juni Nahkämpfe kurz vor und in der Stadt abspielten, die zu hohen sowjetischen Verlusten führten. Die Deutschen zogen sich am Abend des 30. Juni aus Borissow auf das Westufer der Beresina zurück. Teile der SS-Polizeieinheiten ermordeten während des Abzuges Zivilisten, die zusammen mit den Deutschen nach Westen fliehen wollten.
Die Position bei Borissow wurde für die Deutschen unhaltbar, als die verbliebene Masse der 5. Garde-Panzer-Armee den Fluss am 1. Juli nördlich der Stadt überschritten hatte und auf den Verkehrsknotenpunkt Molodetschno vorstieß, der sich bereits westlich von Minsk befand. Die Kampfgruppe von Saucken musste dieser Bewegung folgen, um eine Überdehnung der eigenen Front zu vermeiden. Das öffnete den direkten Weg nach Minsk für die sowjetischen Truppen und sperrte den nördlichen Rückzugsweg für die 4. deutsche Armee. Am 1. Juli überquerte das sowjetische 2. Garde-Panzer-Korps die Beresina und stieß in südwestlicher Richtung auf Minsk vor.

##### Vorstoß der 1. Weißrussischen Front
Im südöstlichen Abschnitt verzögerte die noch weitestgehend unberührt gebliebene deutsche 2. Armee den Vormarsch der Roten Armee ab Sluzk. Die als Verstärkung von der Heeresgruppe Nordukraine herbeigerufene deutsche 4. Panzer-Division gelangte per Eisenbahntransport bis nach Baranawitschy. Sie wurde dort am 30. Juni und 1. Juli ausgeladen und sofort in voneinander getrennten Abteilungen eingesetzt. Ihr wichtigster Auftrag war, die Verbindung zur 12. Panzer-Division, der Kampfgruppe Lindig und den aus dem Kessel von Bobruisk geflohenen Truppen bei der Ortschaft Stoubzy (belarussisch: Стоўбцы) wiederherzustellen. Andere Teile unterstützten die sich aus Richtung Sluzk zurückziehenden deutschen Einheiten.
Im Südosten erreichte die 1. Weißrussische Front am 2. Juli Stoubzy, das von der deutschen 4. Panzer-Division und der 12. Panzer-Division als Rückzugsweg offen gehalten werden sollte. In und um die Stadt entbrannten heftige Kämpfe zwischen der deutschen 4. Panzer-Division und Einheiten der sowjetischen 65. Armee. Die Deutschen behielten während der folgenden Tage einen Teil der Stadt und der Umgebung in ihrer Hand. Weiter nordwestlich der Ortschaft befand sich der Urwald von Naliboki, der kaum erschlossen und von Partisanen besetzt war und sich deswegen nicht als Rückzugsweg für die Deutschen eignete.
Die 12. Panzer-Division stellte den Anschluss an die 4. Panzer-Division verspätet her, da die von Osten kommenden Einheiten wegen des Ausfalls der Funkverbindungen an Stoubzy vorbeimarschierten. Um die Begegnung zu ermöglichen, gab die 4. Panzer-Division Stoubzy am 4. Juli auf. Dadurch wurde der einzige verbleibende Rückzugsweg für die sich noch knapp 100 km weiter östlich befindende deutsche 4. Armee gesperrt.

##### Eroberung von Minsk und Einschließung der deutschen 4. Armee
Die militärische Katastrophe der Heeresgruppe Mitte war nicht mehr aufzuhalten, als das 2. sowjetische Garde-Panzer-Korps und die 5. Garde-Panzer-Armee am 3. Juli Minsk einnahmen. Die ebenfalls zum „festen Platz“ erklärte Stadt wurde kaum verteidigt, weil sich zwar große Mengen an Nachschubgütern im Ort befanden, aber keine nennenswerten Truppen mehr zur Verfügung standen, um die Großstadt zu verteidigen. Tatsächlich waren bereits Tage vor der sowjetischen Rückeroberung kaum noch deutsche Soldaten in der Stadt, sodass die verbliebenen Einwohner damit begannen, Lebensmittellager zu plündern. Minsk wurde weniger stark zerstört als andere Orte in Belarus, weil die deutschen Truppen nicht mehr in der Lage waren, einen Großteil der Häuser planmäßig anzuzünden oder zu sprengen. Durch den geringen deutschen Widerstand hielt sich auch der sowjetische Artillerieeinsatz in Grenzen.
Die bis dahin noch auf dem Ostufer der Beresina befindliche deutsche 4. Armee beendete aufgrund ihrer geringen Marschgeschwindigkeit den Flussübergang erst am gleichen Tag und war daraufhin zusammen mit Teilen des XXXXI. Panzer-Korps der deutschen 9. Armee in einem Kessel eingeschlossen, der durch die Truppen der 2. Weißrussischen Front bedrängt und eingedrückt wurde. Damit erlitten die deutschen Truppen ein ähnliches Schicksal wie die Armee Napoleons knapp 132 Jahre zuvor. (→ Schlacht an der Beresina)
Generalfeldmarschall Model konzentrierte nach diesen Misserfolgen seine Bemühungen ganz auf die Bildung einer Frontlinie westlich von Minsk, da er nicht über genügend Kräfte verfügte, um den eingeschlossenen Truppen östlich der Stadt zu helfen.
Während des sowjetischen Vormarsches versuchten viele belarussische Zivilisten, in westlich gelegene Gebiete zu fliehen. Sie gerieten häufig in die Kämpfe zwischen der Roten Armee und der Wehrmacht.

#### Zerschlagung der deutschen 4. Armee
Am 30. Juni bildete General von Tippelskirch aus einem Großteil der zurückflutenden Truppen seiner Armee die „Gruppe Müller“ unter dem Kommando des stellvertretenden Führers des XII. Armeekorps, Generalleutnant Vincenz Müller. Die an Müller mündlich weitergegebene Zielvorgabe lautete: „[…] Der nächste Auftrag für die 4. Armee ist: weiter zurückgehen in allgemeiner Richtung etwa 50 bis 60 km südlich Minsk.“ Müller sollte versuchen, nach dem Vorbild des bereits im April bei einem Flugunfall ums Leben gekommenen Generaloberst Hans-Valentin Hube die ihm unterstellten Truppen, die in absehbarer Zeit eingeschlossen sein würden, in einem wandernden Kessel in Richtung Westen an Minsk vorbei zu bewegen und wieder den Anschluss an die deutschen Stellungen herzustellen.
Bis zum 3. Juli, als die deutsche 4. Armee endgültig von der Roten Armee eingeschlossen wurde, verlief der Rückzug langsam, aber im Großen und Ganzen planmäßig. Es fanden Feuerüberfälle von Partisanen statt, die sich in den Wäldern westlich und südwestlich von Mogilew aufhielten, und deren Intensität mit fortlaufender Zeit zunahm. Nach der sowjetischen Rückeroberung von Minsk verstärkte sich auch der Druck durch die regulären Truppen der 2. Weißrussischen Front, die mit der Vernichtung der deutschen Armee beauftragt war. Generalleutnant Müller, der sich im deutschen Heer einen Namen als „Steher“ gemacht hatte, war aber immer noch der Meinung, dass der Ausbruch aus der Umklammerung zu schaffen wäre: „Es wäre ja zum Lachen, wenn wir diese Schweine nicht durch Sonne, Mond und Sterne jagen würden.“ Ob Müller zu diesem Zeitpunkt die aktuelle deutsche Gesamtlage vollständig bekannt war, bleibt dahingestellt.
Die Lage der Reste der deutschen 4. Armee dramatisierte sich in den folgenden Tagen nahezu stündlich. Die Ränder des Kessels, der sich in einem unübersichtlichen Gebiet mit vielen Waldstücken befand, zerfaserten immer mehr: Deutsche Einheiten, die vor angreifenden sowjetischen Truppen in Waldstücken Deckung suchten, verloren den Kontakt zum Rest der Armee und waren plötzlich auf sich gestellt. Die Angriffsspitzen der Deutschen, die einen Weg nach Westen bahnen sollten, kamen immer schwerer voran. Ein zusätzliches Hindernis war die Tatsache, dass keine Karten des Gebietes um Minsk zur Verfügung standen, nach denen sich die Deutschen hätten orientieren können. Die kümmerlichen Reste der deutschen Luftwaffe versuchten, zumindest ansatzweise die eingeschlossenen Truppen mit Nahrung und Munition zu versorgen: Der Großteil dieser wenigen per Fallschirm abgeworfenen Versorgungsgüter, deren Menge sowieso nicht ausgereicht hätte, landete jedoch beim Gegner. Am 3. Juli vereinigten sich die „Kampfgruppe Müller“ und das ebenfalls bereits abgeschnittene XXVII. Armeekorps unter General der Infanterie Paul Völckers in der Nähe von Minsk. Beide Generale kamen überein, ihre Verbände aufzulösen und den Durchbruch auf eigene Faust anzuordnen. Am 5. Juli hatte die „Gruppe Müller“ zum letzten Mal Funkkontakt mit dem Oberkommando der 4. Armee: Müller forderte dabei von Tippelskirch auf, wenigstens den Abwurf genauer Landkarten über dem Kessel zu organisieren, erhielt aber keine Antwort mehr. Am selben Tag brach auch die Versorgung aus der Luft ab, bei Smilawitschy (belarussisch Сьмілавічы) südostwärts Minsk wurden die letzten Versorgungspakete abgeworfen. Die deutschen Feldflugplätze wurde aufgrund des raschen sowjetischen Vordringens weiter nach Westen verlegt.
Am 6. Juli blockierten die sowjetische 49. und 33. Armee die Rückzugsstraße Beresino-Minsk und schnitten die an der Spitze der abgeschnittenen Teile der deutschen 4. Armee stehende 110. Infanterie-Division vom Rest des Verbandes ab. Der Treibstoff und die Munition der deutschen Einheiten gingen zur Neige. Verwundete konnten nicht mehr medizinisch versorgt werden. Trotz der verzweifelten Lage kämpften die deutschen Soldaten aus Furcht vor sowjetischer Gefangenschaft weiter.

##### Ausbruchsversuche und Kapitulation
Generalleutnant Müller schätzte die Lage als hoffnungslos ein und schlug in der am 6. oder 7. Juli südlich von Smolewitschy stattfindenden Stabsbesprechung des XXVII. Armeekorps vor, „Schluss zu machen“ und den Kampf einzustellen. Sein Vorschlag wurde von den meisten der ihm unterstellten Kommandeure abgelehnt, die zu ihren Einheiten gingen und von nun an auf eigene Faust versuchten, doch noch nach Westen durchzustoßen. Befehle zum Durchschlagen in kleinen Gruppen wurden ausgegeben und alle verbliebenen schweren deutschen Waffen gesprengt. Die 57. Infanterie-Division, die noch eine Stärke von ungefähr 5000 deutschen Soldaten hatte, versuchte unter dem Befehl von Generalleutnant Adolf Trowitz bei der Ortschaft Michanowitschi den sowjetischen Einschließungsring zu sprengen, scheiterte aber. Ähnliche Versuche kleinerer Gruppen folgten, hatten aber immer dasselbe Ergebnis. Müller beschloss in der Zwischenzeit, nachdem er Gedanken an einen Selbstmord verworfen hatte, sich auf eigene Faust zu den sowjetischen Gegnern zu begeben und zu kapitulieren, da sein Stab inzwischen versprengt war und keine Kommunikationsmöglichkeiten mehr bestanden.
Am Morgen des 8. Juli ging Müller in Begleitung eines weiteren Offiziers und eines Hornisten in Richtung schießender sowjetischer Artillerie und ließ sich von der Sicherung des dazugehörenden Stabes gefangen nehmen. Er wurde sofort zu einem sowjetischen Oberst geführt, dem er erklärte, dass er den Befehl zur Einstellung des Kampfes geben wolle, jedoch keine Mittel mehr habe, um diesen zu kommunizieren. Er diktierte daraufhin einen Befehl, der neben der Aufforderung zur Kampfeinstellung auch Zusagen der sowjetischen Führung über die korrekte Behandlung der Gefangenen enthielt. Der Befehl wurde in den folgenden Tagen in Form von Flugblättern mit Kleinflugzeugen über dem Gebiet des Restkessels abgeworfen und durch Propagandaeinheiten, denen auch Lew Kopelew angehörte, über Lautsprecher bekannt gegeben.
Da Generalleutnant Müller keine Befehlsgewalt mehr über einen Großteil seiner Streitkräfte hatte und die Flugblätter bei Weitem nicht alle deutschen Soldaten erreichten, ging deren verzweifelter Kampf zunächst an diesem Tag bis zum 11. Juli in einer halbwegs organisierten Form weiter, bis sich die letzte größere zusammenhängende Formation in Bataillonsstärke ergab.
Nach sowjetischen Angaben starben im Kessel von Minsk etwa 70.000 deutsche Soldaten und rund 35.000 wurden gefangen genommen.

##### Gefangennahme der deutschen Soldaten
Ein größerer Teil der eingekesselten deutschen Soldaten ging nach dem Bekanntwerden der Kapitulation in Gefangenschaft, wie aus den Memoiren Lew Kopelews zu entnehmen ist:

„[…] Ein paar Tage zogen wir über Straßen und Dörfer, hielten an, richteten unsere Lautsprecher auf den Wald und forderten die deutschen Soldaten auf, sich in Gefangenschaft zu begeben. Sie kamen einzeln oder in kleinen Gruppen, und wir schickten sie ohne Bewachung nach hinten mit einem Zettel „so und so viele Überläufer auf dem Weg zum Sammelpunkt“. Später erfuhren wir, daß sich ihnen unterwegs meist noch andere anschlossen; am Sammelpunkt korrigierten sie unseren Zettel, manchmal hatte sich die Zahl verdoppelt. […]“

Nicht immer verliefen diese Aktionen so reibungslos; versprengte deutsche Einheiten in Kompanie- oder Zugstärke versuchten sich nach Westen durchzuschlagen, leisteten weiterhin Widerstand und griffen mehrfach die Propagandaeinheit Kopelews an. Die deutschen Soldaten handelten so, weil ihnen der Aufruf Müllers zur Kapitulation einfach noch nicht bekannt gemacht worden war oder weil sie sich nicht in sowjetische Gefangenschaft begeben wollten. Besonders SS-Soldaten wehrten sich heftig. Um diese deutschen Rückkämpfer zu stellen, zog die Rote Armee in großem Maßstab ehemalige Partisanen heran, wie aus der Geschichte der Bielski-Partisanen hervorgeht:

„[…] Begleitet von mehreren Stabsoffizieren, ritt ein sowjetischer General an der Spitze der Versammlung [der Partisanen]. Er blieb auf seinem Pferd sitzen, während er sprach. […] „Die sowjetische Armee hat eine große deutsche Streitmacht bei Minsk eingeschlossen“, rief er, „Wir sind sicher, dass sie versuchen wird, in kleinen Gruppen aus unserer Falle auszubrechen und sich nach Westen zu den Wäldern hin durchzuschlagen. Unsere Pflicht, Genossen und Mitpartisanen, ist es, die Deutschen daran zu hindern, die Wälder zu erreichen! Ich baue darauf, dass ihr diese Mission mit Feuereifer erfüllen werdet“.
Die Partisanen wurden in Verteidigungstruppen eingeteilt und entlang dem Ostrand des [Nalibocki-Waldes] postiert. […] Einige Tage später bemerkten einige jüdische Kämpfer die ersten deutschen Soldaten, die auf die sicheren Wälder zuhielten. Die Juden eröffneten sofort das Feuer. […] Einer der deutschen Soldaten hatte genug: „Ich will keinen Krieg!“ rief er verzweifelt und wollte sich ergeben. „Ich will leben!“ Aber er durfte nicht kapitulieren: Sein kommandierender Offizier hob seine Waffe und erschoss ihn. Dann richtete er sich selbst.“

Die übrigen Soldaten des deutschen Trupps wurden in dem oben beschriebenen Fall gefangen genommen. Derartige Szenen sollten sich in den folgenden letzten Monaten des Krieges noch häufig wiederholen: Fanatische Vorgesetzte verursachten durch ihr blindes Durchhalten oft zusätzliche Todesopfer unter den deutschen Soldaten.
In der Geschichte der Bielski-Partisanen wird auch erwähnt, dass die deutschen Soldaten, die den Partisanen in die Hände fielen, zumeist erschossen und unter Umständen misshandelt wurden. Im Falle der Bielski-Partisanen nahmen die dieser Gruppe angehörenden überlebenden Juden nun Rache für die Grausamkeiten, die an ihnen während der vergangenen drei Jahre durch die Deutschen begangen worden waren:

„[…] Nach wenigen Tagen bedeckten Tausende von Leichen deutscher Soldaten den Rand des [Nalibocki-] Waldes.“

Das Vorgehen der belarussischen Partisanen muss im Kontext zu den von den Deutschen betriebenen Zwangsverschleppungen von Arbeitskräften, der von ihnen angewandten Taktik der verbrannten Erde und dem zu diesem Zeitpunkt immer noch stattfindenden Holocaust gesehen werden. Unabhängig von den äußeren Umständen handelt es sich bei der Erschießung oder Misshandlung von Kriegsgefangenen um ein Kriegsverbrechen und einen Verstoß gegen die Haager Landkriegsordnung. Lew Kopelew, aus dessen Memoiren hier zitiert wurde, verbrachte später acht Jahre im sowjetischen Gulag, nachdem er gegen die von der Roten Armee einige Monate später in Ostpreußen begangenen Gräueltaten protestiert hatte.
Es gelang trotz der Verfolgung durch Partisanen und die Rote Armee noch bis in den August hinein vereinzelten Soldaten der deutschen 4. Armee, sich bis zu den von der Wehrmacht gehaltenen Linien durchzuschlagen, die sich zu diesem Zeitpunkt schon in der Nähe der ostpreußischen Grenze befanden.

### Weiteres sowjetisches Vordringen

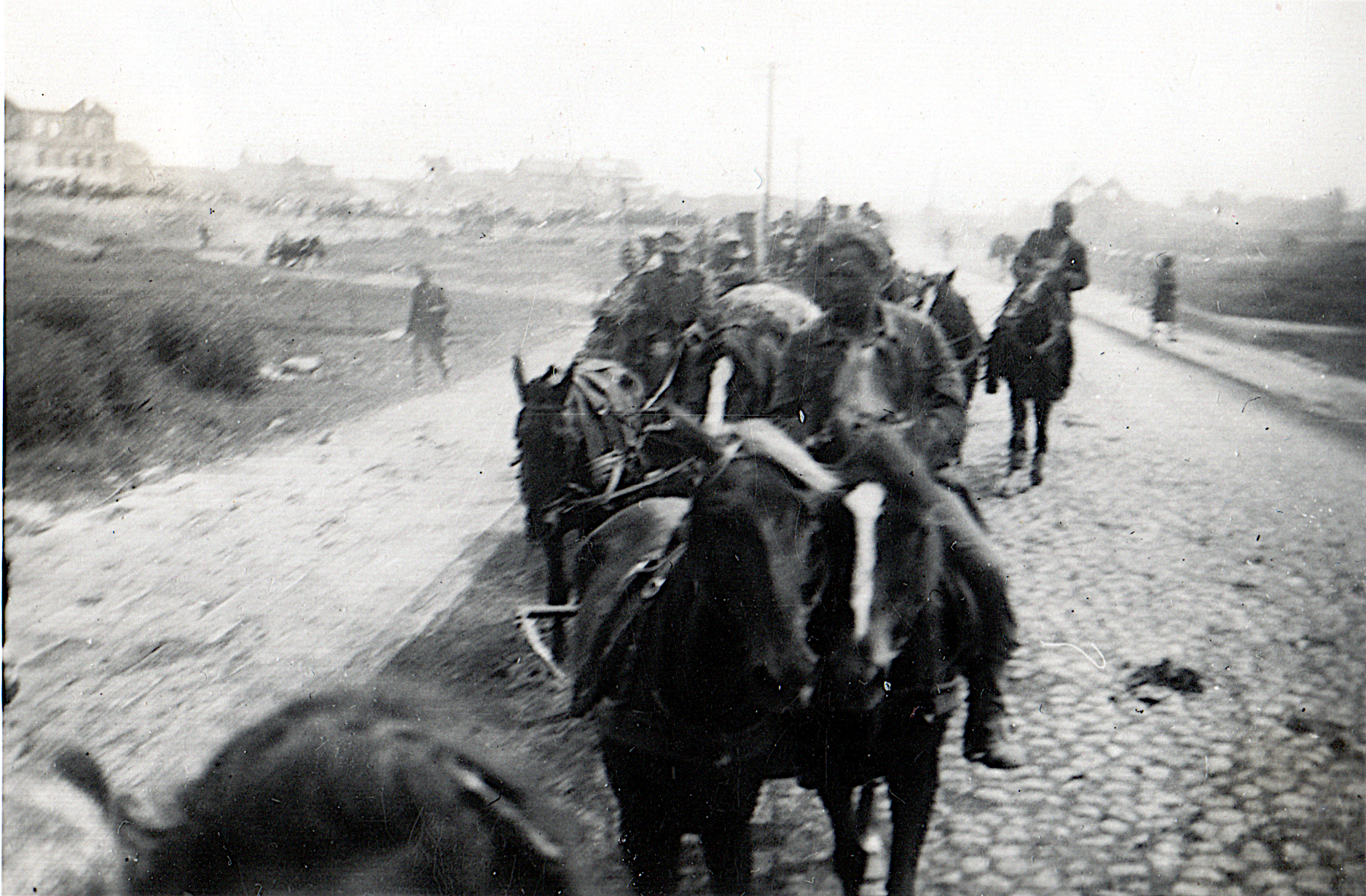
Kolonne der deutschen Kampfgruppe “Weidling” während des Rückzuges aus der belarussischen Stadt Lida. (8. Juli 1944)

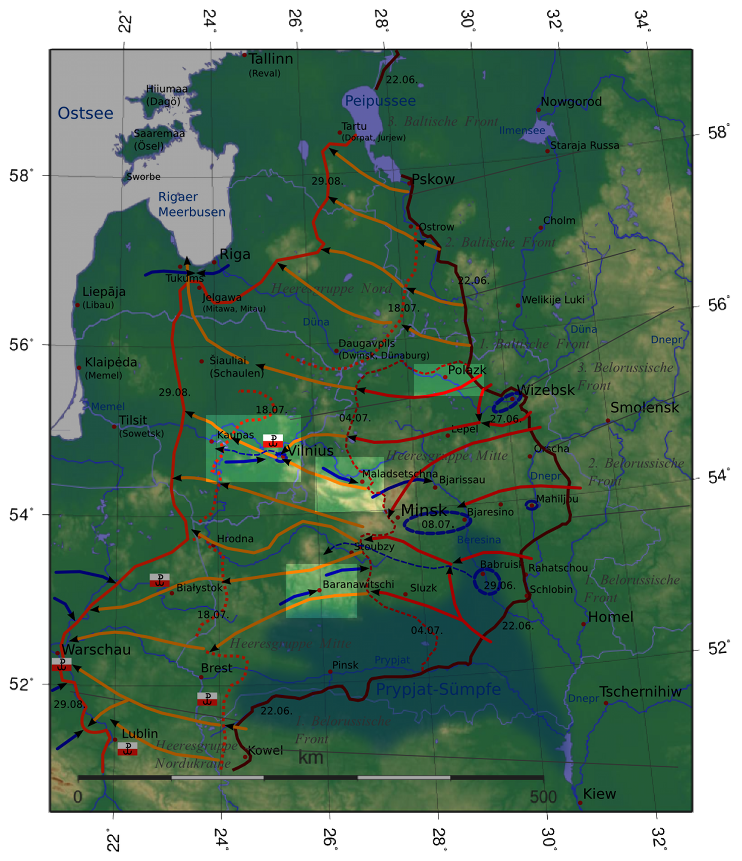
Lage der Kampfzonen während der Polozker Operation, in der Umgebung der Ortschaften Baranowitschi und Molodetschno sowie um Vilnius

Nach dem Einschluss der deutschen 4. Armee stellte sich die Lage der übrigen Teile der Heeresgruppe Mitte wie folgt dar: Am nördlichen Rand des Zuständigkeitsbereiches befand sich isoliert der Rest der 3. Panzer-Armee, der von der Heeresgruppe Nord durch eine etwa 60 km breite Lücke getrennt war. Durch diese Lücke stießen Teile der sowjetischen 1. Baltischen Front weiter nach Westen vor. Auf der südlichen Seite war die deutsche 2. Armee damit beschäftigt, ihren in den Pripjetsümpfen gelegenen Frontabschnitt nach Westen hin aufzurollen und die Verteidigungsaufgaben der stark angeschlagenen deutschen 9. Armee zu übernehmen. Deren Reste wurden dazu dieser Armee unterstellt. Im mittleren Abschnitt des Zuständigkeitsbereiches der Heeresgruppe Mitte befand sich überhaupt keine zusammenhängende Front mehr.
Die 5. und 12. Panzer-Division, die ursprünglich dafür vorgesehen waren, die deutschen Verteidigungslinien östlich Minsk zu verstärken, übernahmen die Hauptlast der deutschen Verteidigungsbemühungen in diesem Bereich. Dazu war das waldreiche und schwer zugängliche Gelände westlich Minsk günstig. Die beiden Hauptrouten in Richtung Westen verliefen über die Ortschaften Molodetschno und Baranawitschy, alle anderen Wege waren für motorisierte und gepanzerte Verbände ungeeignet, da das Kampfgebiet sehr stark bewaldet war. Man konzentrierte sich auf deutscher Seite darauf, diese beiden Ortschaften solange wie möglich zu halten. In der verbleibenden Zeit wurden immer mehr Einheiten aus anderen Frontabschnitten in den Bereich der Heeresgruppe Mitte verlegt.
Generalfeldmarschall Model konnte den ihm übertragenen Abschnitt mit den wenigen verbleibenden Kräften nicht durchgängig und starr verteidigen. Stattdessen wurden die verbleibenden Panzerdivisionen zu örtlichen Gegenangriffen auf die Angriffsspitzen der Roten Armee verwendet, sodass sich deren Vormarsch soweit verzögerte, dass rückwärtige deutsche Truppen Verteidigungsstellungen errichten konnten. War ein kurzer Gegenstoß der deutschen Truppen erfolgt, lösten sich diese bald darauf wieder vom Gegner, um sich den erwarteten Gegenschlägen der Roten Armee mit schwerer Artillerie und Schlachtflugzeugen zu entziehen. Aufgrund der mehrfachen Überlegenheit der Roten Armee hatte die Wehrmacht aber keine ernsthafte Chance, den sowjetischen Vormarsch zum Stehen zu bringen. Dies hätte nur durch den Einsatz ganzer Armeen geschehen können. Um Kräfte dieser Größenordnung zur Verfügung zu stellen, hatte der Generalstabschef Kurt Zeitzler bereits am 30. Juni vorgeschlagen, die Heeresgruppe Nord aus ihren Stellungen nach Süden hin zu verlegen und dort eine neue Abwehrstellung zu errichten. Dieser Plan wurde von Hitler mit Verweis auf das verbündete Finnland abgelehnt und Zeitzler trat umgehend von seinem Posten als Generalstabschef zurück.

#### Gliederung der Heeresgruppe Mitte
Die folgende Gliederung gibt eine Übersicht über die der Heeresgruppe Mitte zur Verfügung stehenden Einheiten, die auf deutscher Seite die Hauptlast der Kämpfe bis zum Ende der sowjetischen Offensive am 29. August 1944 trugen. Viele Einheiten waren „ad hoc“ zusammengestellte Gebilde (Kampfgruppen, Sperrgruppen, Divisionsgruppen und Korps-Abteilungen) oder hastig formierte Volksgrenadier-Divisionen, um die immensen deutschen Verluste aus der ersten Phase der sowjetischen Offensive zu ersetzen.
| Heeresgruppe Mitte (Oberbefehlshaber Generalfeldmarschall Walter Model, Chef des Stabes Generalleutnant Hans Krebs) | Heeresgruppe Mitte (Oberbefehlshaber Generalfeldmarschall Walter Model, Chef des Stabes Generalleutnant Hans Krebs)           | Heeresgruppe Mitte (Oberbefehlshaber Generalfeldmarschall Walter Model, Chef des Stabes Generalleutnant Hans Krebs) | Heeresgruppe Mitte (Oberbefehlshaber Generalfeldmarschall Walter Model, Chef des Stabes Generalleutnant Hans Krebs) | Heeresgruppe Mitte (Oberbefehlshaber Generalfeldmarschall Walter Model, Chef des Stabes Generalleutnant Hans Krebs) |
| --- | --- | --- | --- | --- |
| | 2. Armee (Oberbefehlshaber Generaloberst Walter Weiß, Chef des Stabes Generalmajor Henning von Tresckow)                      | | | |
| | | II. Kgl. ung. Reservekorps (Generalmajor Jenö Bor)                                                                  | | |
| | | | 5. Kgl. ung. Reservedivision (Generalmajor László János Szabó)                                                      | |
| | | | 23. Kgl. ung. Reservedivision (Generalmajor Gusztav Deseö)                                                          | |
| | | | 1. Kgl. ung. Reservedivision „Husaren“ (Generalleutnant Antal Vattay)                                               | |
| | | | 5. SS-Panzer-Division „Wiking“ (Obergruppenführer Herbert Gille)                                                    | |
| | | VIII. Armeekorps (General der Infanterie Gustav Höhne)                                                              | | |
| | | | 211. Infanterie-Division (Generalleutnant Johann Heinrich Eckard)                                                   | |
| | | | 5. Jäger-Division (Generalleutnant Hellmuth Thumm)                                                                  | |
| | | | 168. Infanterie-Division (Generalleutnant Werner Schmidt-Hammer)                                                    | |
| | | | 12. Kgl. ung. Reservedivision (Generalmajor Béla Némoth)                                                            | |
| | | XX. Armeekorps (General der Artillerie Rudolf Freiherr von Roman)                                                   | | |
| | | | 203. Sicherungs-Division (Generalleutnant Leo Pilz, Generalleutnant Max Horn)                                       | |
| | | | Korps-Abteilung „E“ (Generalleutnant Maximilian Felzmann)                                                           | |
| | | | 3. Kavalleriebrigade (mit der Führung beauftragt Oberstleutnant Georg Freiherr von Boeselager)                      | |
| | | | Divisionsgruppe 233                                                                                                 | |
| | | XXIII. Armeekorps (General der Pioniere Otto Tiemann)                                                               | | |
| | | | 102. Infanterie-Division (Generalleutnant Werner von Bercken)                                                       | |
| | | | 292. Infanterie-Division (Generalleutnant Richard John)                                                             | |
| | | | 7. Infanterie-Division (Generalleutnant Fritz-Georg von Rappard)                                                    | |
| | | | 541. Volksgrenadier-Division (Oberst Wolf Hagemann)                                                                 | |
| | | | Kampfgruppe Reichert, drei Regimentsgruppen                                                                         | |
| | | Kavalleriekorps Harteneck (Generalleutnant Gustav Harteneck)                                                        | | |
| | | | 4. Panzer-Division (Generalmajor Clemens Betzel)                                                                    | |
| | | | 4. Kavalleriebrigade (Generalmajor Rudolf Holste)                                                                   | |
| | | | 129. Infanterie-Division (Generalmajor Heribert von Larisch)                                                        | |
| | | | Infanterieregiment 509, Regimentsgruppe 477, Feldkommandantur 399 (Pinsk)                                           | |
| | | LV. Armeekorps (General der Infanterie Friedrich Herrlein)                                                          | | |
| | | | 28. Jäger-Division (Generalleutnant Gustav Heisterman von Ziehlberg)                                                | |
| | | | 367. Infanterie-Division (Generalleutnant Hermann Haehnle)                                                          | |
| | | | 12. Panzer-Division (Generalleutnant Erpo Freiherr von Bodenhausen)                                                 | |
| | | | (Reste 20. Panzer-Division)                                                                                         | |
| | 4. Armee (Oberbefehlshaber General der Infanterie Friedrich Hoßbach, Chef des Stabes Oberst im Generalstab Erich Dethleffsen) | | | |
| | | XXXIX. Panzerkorps (General der Panzertruppe Dietrich von Saucken)                                                  | | |
| | | | 5. Panzer-Division (Generalleutnant Karl Decker)                                                                    | |
| | | | 170. Infanterie-Division (Generalmajor Siegfried Haß)                                                               | |
| | | | 221. Sicherungs-Division (Generalleutnant Bogislav von Schwerin)                                                    | |
| | | | 131. Infanterie-Division (Generalmajor Friedrich Weber)                                                             | |
| | | | 7. Panzer-Division (Generalleutnant Karl Mauss)                                                                     | |
| | | VI. Armeekorps (vorher Sperrgruppe Weidling) (General der Artillerie Helmuth Weidling)                              | | |
| | | | 50. Infanterie-Division (Generalmajor Friedrich Hohn)                                                               | |
| | | | 14. Panzergrenadier-Division (Generalleutnant Hermann Flörke)                                                       | |
| | | Kampfgruppe von Gottberg (SS-Obergruppenführer Curt von Gottberg)                                                   | | |
| | | | SS-Polizeischützen-Regiment 2 (SS-Obersturmbannführer Günther Anhalt)                                               | |
| | | | SS-Polizeischützen-Regiment 4 (SS-Oberführer Otto Reich)                                                            | |
| | | | SS-Polizeischützen-Regiment 17                                                                                      | |
| | | | SS-Polizeischützen-Regiment 22                                                                                      | |
| | | | SS-Polizeischützen-Regiment 31 (SS-Standartenführer und Oberst der Schutzpolizei Heinrich Hannibal)                 | |
| | | | SS-Polizeischützen-Regiment 34 (I. Bataillon)                                                                       | |
| | | | SS-Polizeischützen-Regiment 36 (II. Bataillon)                                                                      | |
| | | | SS-Polizeischützen-Regiment 27                                                                                      | |
| | | | Jagd-Kommando Bickel                                                                                                | |
| | | | schwere Artillerieabteilung 861                                                                                     | |
| | | | Panzer-Aufklärungs-Abteilung 12                                                                                     | |
| | | | Panzer-Aufklärungs-Abteilung 20                                                                                     | |
| | | Reserve | | |
| | | | 3. SS-Panzer-Division „Totenkopf“ (SS-Oberführer Hellmuth Becker)                                                   | |
| | | | 19. Panzer-Division (Generalleutnant Hans Källner)                                                                  | |
| | | | 390. Sicherungs-Division z. B. V.                                                                                   | |
| | 9. Armee (Oberbefehlshaber General der Panzertruppe Nikolaus von Vormann, Chef des Stabes Generalmajor Helmut Staedtke)       | | | |
| | | ohne untergeordnete Einheiten                                                                                       | | |
| | 3. Panzerarmee (Oberbefehlshaber Generaloberst Georg-Hans Reinhardt, Chef des Stabes Generalmajor Otto Heidkämper)            | | | |
| | | XXVI. Armeekorps (General der Infanterie Anton Grasser)                                                             | | |
| | | | 6. Panzer-Division (Generalleutnant Rudolf Freiherr von Waldenfels)                                                 | |
| | | | Korps-Abteilung „D“ (Generalleutnant Bernard Pamberg)                                                               | |
| | | | 52. Sicherungs-Division (Generalleutnant Albert Newiger)                                                            | |
| | | | 196. Infanterie-Division (Generalmajor Friedrich von Unger)                                                         | |
| | | | Kampfgruppe Tolsdorf (Oberst Theodor Tolsdorff)                                                                     | |
| | | | Sperrgruppe von Rothkirch (Generalleutnant Edwin Graf von Rothkirch und Trach)                                      | |
| | | | Sperrverband Wehrkreis 1                                                                                            | |
| | | | 561. Grenadier-Division (Oberst Walter Gorn)                                                                        | |
| | | | Panzergrenadier-Division „Großdeutschland“ (Generalleutnant Hasso von Manteuffel)                                   | |
| | | IX. Armeekorps (General der Artillerie Rolf Wuthmann)                                                               | | |
| | | | 252. Infanterie-Division (Generalleutnant Walter Metzler)                                                           | |
| | | | 212. Infanterie-Division (Generalleutnant Franz Senzfuß)                                                            | |
| | | | 201. Sicherungs-Division (Generalleutnant Alfred Jacobi)                                                            | |
| | | | 69. Infanterie-Division (Generalmajor Siegfried Rein)                                                               | |
| | | | 548. Volksgrenadier-Division (Generalmajor Erich Sudau)                                                             | |
| | | | Panzergrenadierbrigade von Werthern (Oberstleutnant Thilo von Werthern)                                             | |
| | | | Korps-Abteilung „H“ (Generalmajor Joachim-Friedrich Lang)                                                           | |
| | | | 391. Sicherungs-Division (Generalleutnant Albrecht Baron Digeon von Monteton)                                       | |

#### Polozker Operation

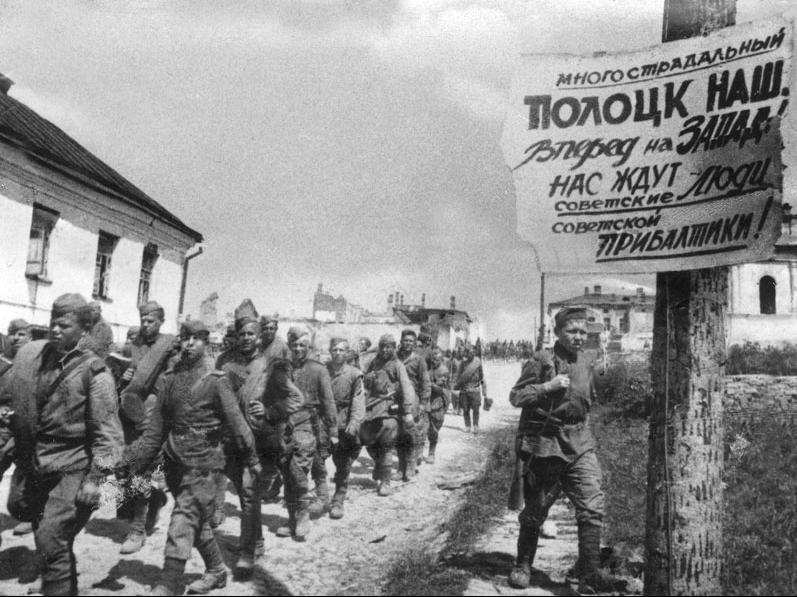
Soldaten der 1. Baltischen Front marschieren durch Polozk, rechts ein Propaganda-Plakat, das die Einnahme der Stadt durch die Rote Armee feiert (sinngemäß: „Polozk gehört wieder uns!“) und zur Rückeroberung des Baltikums auffordert (4. oder 5. Juli 1944)

Die sowjetische Führung hatte das Gefahrenpotential erkannt, das von der immer noch intakten Heeresgruppe Nord für die angreifenden sowjetischen Truppen ausging. Die 1. Baltische Front begann daher kurz nach dem erfolgten Durchbruch bei Witebsk mit Teilen nach Norden zu schwenken und den „festen Platz“ Polozk anzugreifen. Begünstigt durch das waldreiche Gelände mussten sich die deutschen Verteidiger zunächst nur wenig zurückziehen. Der Befehlshaber der Heeresgruppe Nord Generaloberst Georg Lindemann plädierte wie von den sowjetischen Befehlshabern vorausgesehen für eine Aufgabe der Stadt und einen Rückzug der Heeresgruppe an die Düna.
Hitler aber befahl Lindemann, dass die ursprüngliche Lage durch einen Gegenangriff wiederhergestellt werden sollte. Dafür standen aber nur zwei schlecht ausgerüstete Divisionen zur Verfügung, die gegen die Armeen der 1. Baltischen Front vorgehen sollten. Der deutsche Gegenangriff scheiterte am 2. Juli. Stattdessen wurde die Lage für die Verteidiger der Stadt immer bedrohlicher, da die sowjetische 4. Stoßarmee weiter nördlich die deutsche Front durchbrochen hatte. Eigenmächtig befahl Lindemann daraufhin den Rückzug aus Polozk. Nach heftigen Kämpfen wurde die Stadt am 4. Juli von den Truppen der 1. Baltischen Front befreit. Im Gegensatz zu den befestigten Orten in den südlicheren Frontabschnitten gelang der fast eingeschlossenen deutschen Besatzung unter Generalleutnant Carl Hilpert der Ausbruch aus dem „festen Platz“. Georg Lindemann trat am gleichen Tag von seinem Posten als Befehlshaber der Heeresgruppe Nord zurück und wurde durch den General der Infanterie Johannes Frießner abgelöst.
In der Folge wurde die deutsche Front nördlich der Stadt immer weiter in Richtung Westen eingedrückt. Es zeichnete sich ab, dass die Heeresgruppe Nord vom Rest der deutsch besetzten Gebiete abgeschnitten werden würde, falls nicht unverzüglich ein Rückzug in Richtung Süden erfolgte. Hitler sperrte sich aber immer noch gegen die eindringlich vorgebrachten Rückzugsvorschläge der Generalität.
Inzwischen konnte die Wehrmacht die Lücke, die in der deutschen Verteidigung zwischen den Resten der 3. Panzer-Armee und der Polozk verteidigenden 16. Armee existierte, mangels verfügbarer Truppen nicht schließen. Ortschaften wurden teilweise von versprengten Einheiten verteidigt, die aber der sowjetischen Übermacht deutlich unterlegen waren.

#### Kessel von Vilnius und Beginn des polnischen Aufstands (Vilniusser Operation)

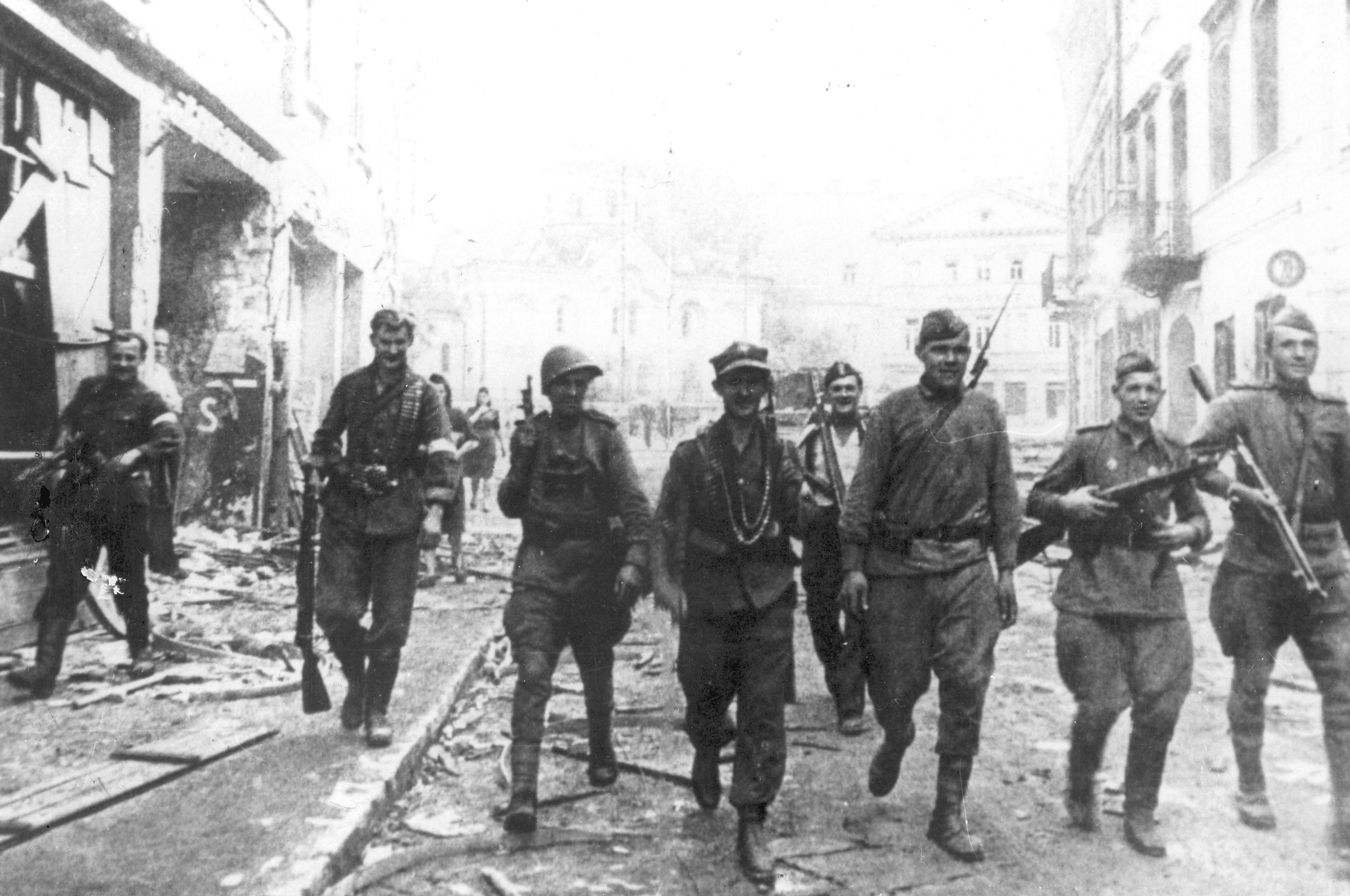
Patrouille von Soldaten der Armia Krajowa und der Roten Armee auf der Großen Straße in Vilnius. (13. Juli 1944)

Die katastrophale Lage der Deutschen und das rasche Vordringen der Roten Armee riefen zu Beginn des Monats Juli eine dritte Konfliktpartei auf den Plan, die sich bis dahin im Hintergrund gehalten hatte: Die Befehlshaber der Polnischen Heimatarmee (Armia Krajowa, kurz AK) befürchteten, dass der sowjetische Einmarsch nach Polen im schlimmsten Fall mit der vollständigen Annexion des polnischen Staatsgebiets enden oder zumindest zur Installation einer prosowjetischen Regierung führen würde. Daher initiierten sie die Aktion Burza („Gewittersturm“), deren Ziel die eigenständige Befreiung des polnischen Staatsgebiets durch die AK und die Etablierung einer unabhängigen polnischen Regierung war. Nach ersten Kämpfen seit Jahresbeginn hatte der offene Kampf gegen die Besatzer einen ersten Höhepunkt während der Schlacht um die heutige litauische Hauptstadt Vilnius.
Nach heftigen Kämpfen nahm die Rote Armee die Engpässe von Molodetschno am 5. Juli und Baranowitschi am 8. Juli ein. Die sowjetische 5. und 11. Garde-Armee drangen auf litauisches Gebiet und in Richtung Vilnius vor. Vilnius war zuvor von Hitler zu einem „festen Platz“ deklariert worden. In der Stadt, die in den folgenden Tagen von den sowjetischen Truppen unter General Tschernjachowski eingeschlossen wurde, befanden sich 4000 deutsche Soldaten unter dem Kommando von Generalmajor Rainer Stahel, darunter auch zwei Fallschirmjägerregimenter, die erst am Abend des Vortags eingeflogen worden waren. Etwa 15 Kilometer westlich der Stadt befand sich eine ad hoc zusammengestellte Kampfgruppe unter dem Kommando von Oberstleutnant Theodor Tolsdorff, die die Besatzung von Vilnius verstärken sollte.
Am 3. oder 4. Juli versuchten Unterhändler der Armia Krajowa den Stadtkommandanten von Vilnius zur Übergabe der Stadt zu überreden und boten im Gegenzug an, dass die polnische Untergrundarmee die Stadt gegen die Rote Armee verteidigen würde. Die Deutschen gingen auf das Angebot nicht ein.
Am 7. Juli begann die Armia Krajowa ihrerseits die Operation Ostra Brama (deutsch „Tor der Morgenröte“ benannt nach einer gleichnamigen Kapelle in Vilnius) unter dem Kommando von Aleksander Krzyżanowski, welche die Befreiung der Stadt zum Ziel hatte. Die im Umland befindlichen polnischen Kräfte mit einer Stärke von ungefähr 6000 bis 10.000 Kämpfern besetzten einen Großteil des Stadtzentrums von Vilnius. In den östlichen Stadtteilen kooperierten die AK-Einheiten mit sowjetischen Aufklärungseinheiten. Der polnische Aufstand vereitelte die deutschen Bemühungen, Vilnius zu befestigen. Die AK-Einheiten stoppten den Vormarsch der Kampfgruppe Tolsdorff, erlitten dabei aber schwere Verluste, bis sich sowjetische Einheiten in das Geschehen einschalteten. Die Kampfgruppe Tolsdorff richtete sich daraufhin in einem Kessel zur Verteidigung ein.
Den deutschen Soldaten in Vilnius, die sich hauptsächlich in den westlichen Teilen der Stadt verschanzt hatten, wurde am 11. Juli ein Ausbruch genehmigt, nachdem der neue Generalstabschef Adolf Heusinger Hitler davon mit den Worten überzeugt hatte, dass es sich doch leichter bei einem aussichtslosen Ausbruchsversuch sterben lasse als bei einer aussichtslosen Verteidigung. Etwa 3000 der 4000 in Vilnius eingeschlossenen Wehrmachtsoldaten schlugen ab dem späten Abend des 12. Juli durch das Flusstal der Neris zur Kampfgruppe Tolsdorff durch. Gleichzeitig trugen aus Richtung der Stadt Kaunas Teile der deutschen 6. Panzer-Division und der Division Großdeutschland einen Gegenangriff unter der persönlichen Leitung von Generaloberst Georg-Hans Reinhardt vor. Dessen Spitzen trafen am Mittag des 13. Juli auf den Kessel der Kampfgruppe Tolsdorff. Nach Aufnahme der Überlebenden zogen sich die Deutschen in Richtung Kaunas zurück.
Die letzten deutschen Soldaten verließen Vilnius am 14. Juli. Die AK-Angehörigen wurden am 15. Juli von NKWD-Truppen unter dem Befehl von Iwan Serow entwaffnet und ihre Offiziere einschließlich des Befehlshabers Krzyżanowski verhaftet. Einheiten der AK, die sich dem Befehl zur Entwaffnung widersetzten, wurden von den sowjetischen Truppen zerschlagen, wobei viele AK-Angehörige getötet wurden. In den noch unter deutscher Kontrolle stehenden Teilen litauischen Gebiets wurden mit den Deutschen kollaborierende Litauer (Schutzmannschaftsbataillone unter litauischem und deutschem Kommando) zur Bekämpfung der Armia Krajowa eingesetzt. Trotz der massiven Verfolgung gelang es einigen AK-Angehörigen, sich in die Wälder um Vilnius zurückzuziehen und zu reorganisieren. Rund 6000 Offiziere und Soldaten der AK wurden im Rahmen dieser Vorgänge in den Bezirken Wilna und Nowogrudok verhaftet.
Nach dem Ende der Schlacht um Vilnius war die Gefechtsstärke der sowjetischen 5. Garde-Panzer-Armee aufgrund hoher Verluste auf 50 einsatzbereite Panzer geschrumpft. Am 16. Juli 1944 wurde deswegen der Befehlshaber Marschall Rotmistrow von seinem Frontkommando entbunden.

#### Widersprüchliche Historiografie
Die Historiografie des Verlaufs der Kesselschlacht von Vilnius ist besonders widersprüchlich. Im Gegensatz zu der hier gegebenen Darstellung behaupten sowjetische Quellen, dass die Rote Armee Vilnius bereits am 7. Juli erreicht und eigenständig zusammen mit sowjetischen Partisanen zurückerobert habe. Dabei sollen 10.000 Deutsche gefangen genommen worden sein. Der Beitrag der Armia Krajowa wird komplett verschwiegen. In der polnischen Geschichtsschreibung wird der Zeitpunkt, an dem Vilnius von den sowjetischen Truppen erreicht wurde, mit dem 12. Juli 1944 viel später angesetzt und die kämpferische Leistung der AK-Einheiten hervorgehoben. Auch die polnischen Historiker äußern, dass der größere Teil der deutschen Besatzung gefangen genommen oder getötet worden sei.

#### Białystoker Operation
Nach der vollständigen Einschließung der deutschen 4. Armee bei Minsk erhielt die 2. Weißrussische Front am 5. Juli 1944 die Aufgabe, von Minsk aus nach Westen vorzustoßen und die Kleinstädte Wolkowysk, Grodno sowie schließlich Białystok einzunehmen. In dieser Operation wurden hauptsächlich die sowjetische 50. Armee sowie Teile der 49. Armee eingesetzt. Zur Unterstützung wurde außerdem die 3. Armee herangezogen, die der 1. Weißrussischen Front zugeordnet war.
Die Reste der deutschen 4. Armee mit der Sperrgruppe Weidling und das LV. Armeekorps der 2. Armee verzögerten den sowjetischen Vormarsch zunächst nur. Am 16. Juli 1944 gelang den sowjetischen Truppen die Einnahme von Grodno und Wolkowysk. Nachdem Verstärkung in Form der 19. Panzer-Division eingetroffen war, versuchten die Deutschen am 23. Juli, den sowjetischen Vormarsch vor dem Augustówer Wald zu stoppen. Der 19. Panzer-Division unter Generalleutnant Hans Källner gelang es, die sowjetischen Truppen zu überraschen und sowjetischen Panzerverbänden bei Grodno schwere Verluste zuzufügen. Die Ortschaft Lipsk wurde kurzzeitig zurückerobert. Der Anfangserfolg des deutschen Gegenschlages zeigte, dass die sowjetischen Truppen erschöpft waren und Nachschubprobleme hatten.
Aufgrund des Mangels an weiteren Reserven scheiterte der deutsche Gegenangriff jedoch und die sowjetischen Truppen setzten die Offensive nach Verstärkung durch das 3. Garde-Kavalleriekorps in Richtung Białystok fort. Gegen den Widerstand des deutschen LV. Armeekorps eroberte die sowjetische 3. Armee, die Stadt am 27. Juli 1944 nach heftigen Straßenkämpfen zurück.

### Ausweitung der sowjetischen Angriffe auf benachbarte Frontabschnitte
Der aus der Schwächung der Heeresgruppe Mitte resultierende Vormarsch der Roten Armee verdeutlichte der sowjetischen Führung, dass das Deutsche Reich am Ende seiner Kräfte angelangt war. Daher beschloss die Stawka, die Offensive auf die angrenzenden Frontabschnitte auszuweiten.

#### Lemberg-Sandomierz-Operation
Am 13. Juli 1944 begann die sowjetische Offensive auf den von der Heeresgruppe Nordukraine gehaltenen Frontabschnitt. Auch dieser mit weit überlegenen Kräften gegen die inzwischen ausgedünnte deutsche Verteidigung geführte Angriff erzielte rasche Erfolge, die zu der Einkesselung deutscher Einheiten bei Brody führten.
In den Woiwodschaften Tarnopol und Lwów begannen Einheiten der polnischen Armia Krajowa (Heimatarmee) ab dem 16. Juli mit ihren Aktionen gegen die deutschen Besatzer. Die ostpolnische Stadt Lemberg wurde während der Aktion Burza vom 22. Juli bis zum 27. Juli durch die Kämpfer der AK erobert. Nachdem die Rote Armee die Stadt erreicht und gesichert hatte, wurden die A.-Angehörigen wie zuvor in Vilnius entwaffnet und vielfach durch Kräfte des sowjetischen NKWD inhaftiert.

#### Pleskau-Ostrower Operation
Gegen die Flankenbedrohung der 1. Baltischen Front durch die immer noch intakte Heeresgruppe Nord begannen die 2. und 3. Baltische Front am 17. Juli 1944 ebenfalls eine Offensive, die zum Vordringen sowjetischer Truppen auf lettisches Gebiet führte. Die deutsche 16. und 18. Armee gerieten in eine kritische Lage und zogen sich weiter nach Westen zurück. Ostrow und Pleskau wurden als letzte noch in deutscher Hand verbliebene russische Städte am 21. bzw. 23. Juli 1944 von der Roten Armee zurückerobert.

### Letzte sowjetische Angriffsoperationen und Ende der Offensive
Von Mitte Juli 1944 an ließ die Angriffskraft der sowjetischen Truppen im Bereich der Heeresgruppe Mitte wegen überdehnter Nachschubwege nach. Die Verluste an gepanzerten Fahrzeugen, die die Rote Armee in den vorangegangenen Phasen der Offensive erlitten hatte, konnte sie deswegen nicht mehr ausgleichen. Daher setzte die sowjetische Seite bei den folgenden Angriffen hauptsächlich Infanterieeinheiten ein.

#### Schaulener Operation

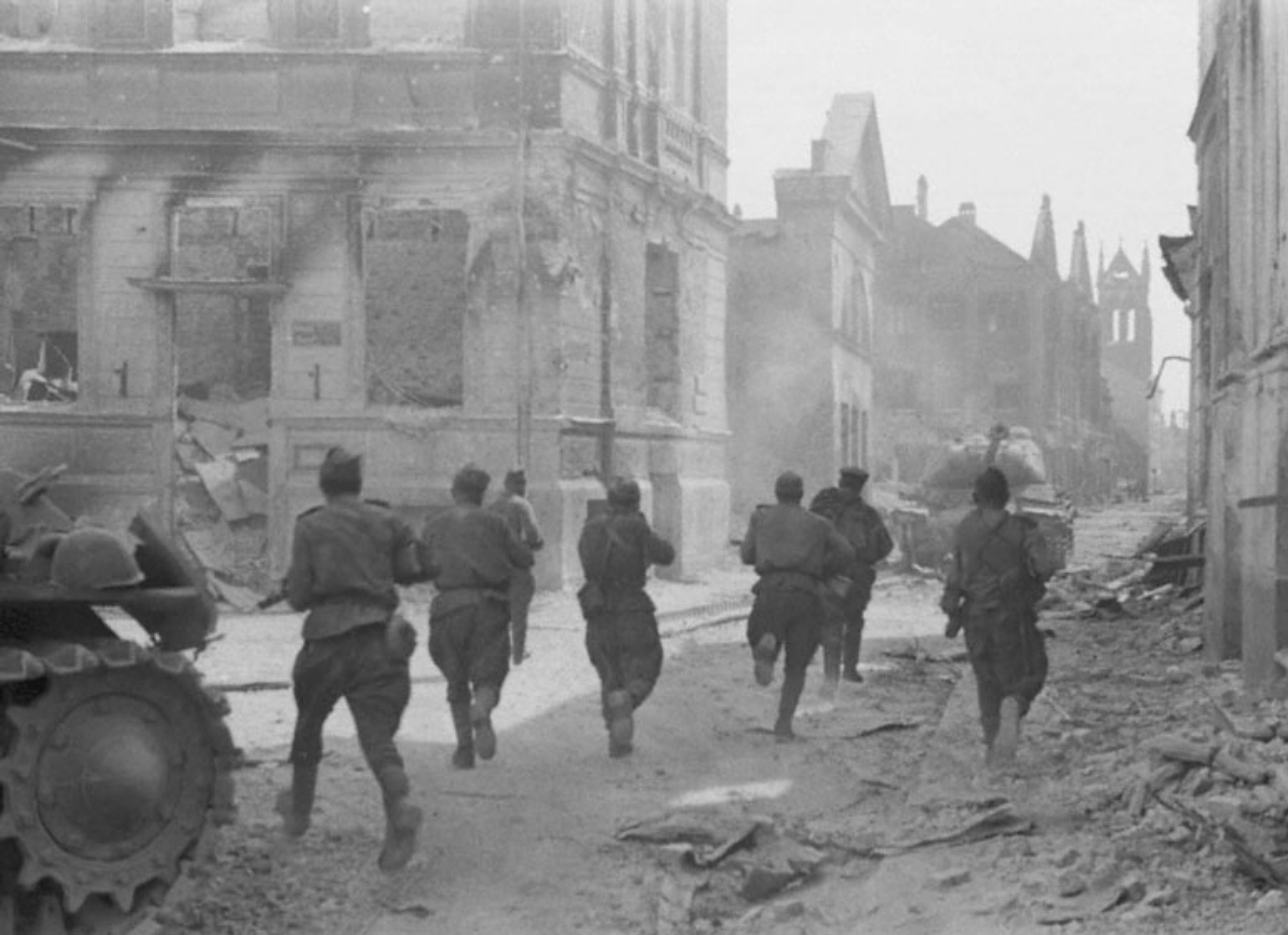
Soldaten der 1. Baltischen Front bei einem Angriff in Mitau (16. August 1944)

Nach der Eroberung der Stadt Polozk erhielt die 1. Baltische Front den Auftrag, mit Teilen in westlicher Richtung vorzustoßen, mit dem Ziel, die litauische Stadt Schaulen einzunehmen. Schaulen war ein wichtiger Eisenbahnknotenpunkt zwischen Königsberg und dem lettischen Riga. Der ab dem 5. Juli 1944 beginnende sowjetische Vormarsch wurde dadurch begünstigt, dass sich zwischen den Resten der deutschen 3. Panzer-Armee und der 16. Armee der Heeresgruppe Nord eine 60 bis 100 Kilometer breite Lücke in der deutschen Front befand, die aus einem Mangel an Truppen zunächst nicht geschlossen wurde. Um einem erwarteten Gegenstoß der Heeresgruppe Nord zuvorzukommen, wurde der Front von Armeegeneral Baghramjan am 14. Juli die sowjetische 2. Garde-Armee und die 51. Armee aus der Reserve der Stawka zugewiesen.
Der direkte Vorstoß auf Schaulen begann am 20. Juli. Am 22. Juli erreichten die sowjetischen Truppen die Stadt Ponewiesch, die in der sowjetischen Literatur als ein wichtiges Kommunikationszentrum der Heeresgruppe Nord dargestellt wurde. Am 27. Juli wurde das lettische Dünaburg im Zusammenspiel mit Einheiten der 2. Baltischen Front erobert. Schaulen wurde durch eine ad hoc zusammengestellte Einheit unter dem Kommando von Oberst Hellmuth Mäder zwei Tage lang verteidigt, bis die Truppen des 3. Garde-mechanisierten Korps der sowjetischen 51. Armee die Stadt am 28. Juli einnahmen. Drei Tage später erreichte das 3. Garde-mechanisierte Korps bei Tuckum die Bucht von Riga. Gleichzeitig wurde die Stadt Mitau zur Hälfte von den sowjetischen Truppen besetzt. Diese Entwicklung schnitt die deutsche Heeresgruppe Nord von allen Landverbindungen nach Süden ab.
Mit der Linie über Tukums und Schaulen war ein vorläufiges Ende des sowjetischen Vormarsches im Baltikum erreicht, da es der deutschen 3. Panzer-Armee zu diesem Zeitpunkt gelang, westlich eine geschlossene Front aufzubauen. Die deutsche Seite brachte im Anschluss eine Reihe von Gegenangriffen vor, die die Rückeroberung von Schaulen und Mitau sowie die Wiederherstellung der Landverbindung zur Heeresgruppe Nord zum Ziel hatten. Am 8. August waren Pläne zu dieser „Unternehmen Doppelkopf“ genannten Offensive fertig, nach denen zwei improvisierte Panzerkorps der Heeresgruppen Nord und Mitte zur Wiederherstellung einer Landverbindung nach Süden verlegt wurden. Der deutsche Gegenangriff begann am 16. August 1944. Wegen eines Mangels an Luftunterstützung, Treibstoff und Infanterieverbänden zur Flankensicherung stockte der deutsche Vormarsch jedoch am 19. August bei Schagarren und vor Schaulen, ohne dass eines der Ziele erreicht worden wäre. Nur durch eine von der sowjetischen Führung nicht vorhergesehene Attacke einer Ad-hoc-Panzereinheit unter der Führung von Generalmajor Hyazinth Graf Strachwitz (Gruppe von Strachwitz) konnten die Deutschen am 20. August 1944 eine Landverbindung zur Heeresgruppe Nord öffnen, die als „Kemern-Korridor“ bezeichnet wurde. Die Rückeroberung von Mitau und Schaulen, das von der hauptsächlich aus Litauern bestehenden sowjetischen 16. Schützendivision verteidigt wurden, scheiterte hingegen.

#### Kaunaser Operation

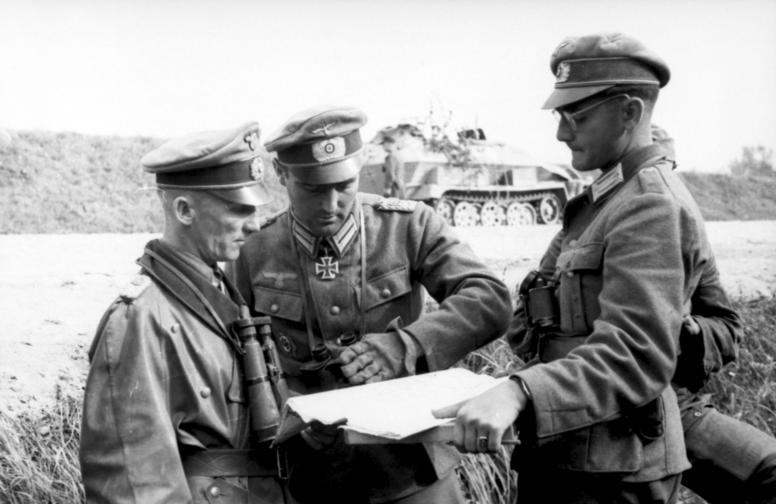
Generalleutnant Hasso von Manteuffel mit Offizieren der Panzergrenadier-Division „Großdeutschland“ während der Kämpfe bei der litauischen Ortschaft Wilkowischken (lit.:Vilkaviškis) (Anfang August 1944)

Nach dem Ende der Schlacht um Vilnius stabilisierte die deutsche 3. Panzer-Armee ab dem 15. Juli 1944 den in Litauen befindlichen Frontsektor und wehrte die Angriffe der 3. Weißrussischen Front zunächst ab. Zugute kamen den Deutschen dabei die noch von den Litauern errichteten Befestigungen von Kaunas. Nachdem sie in den vorangegangenen Tagen Verstärkungen erhalten hatten, begannen am 28. Juli 1944 die Truppen der 3. Weißrussischen Front erneut konzentrierte Angriffe auf die deutschen Verteidigungslinien. Am Abend des 29. Juli waren die sowjetischen Soldaten 5 bis 17 Kilometer weit nach Westen vorgestoßen. Am Folgetag brach der deutsche Widerstand an den Zugängen zum Fluss Memel zusammen. Im Sektor der sowjetischen 33. Armee stieß der 2. Garde-Panzer-Korps bis nach Wilkowischken vor, das sich wenige Kilometer vor der ostpreußischen Grenze befand. Dadurch gerieten die deutschen Truppen in Kaunas in Gefahr, erneut eingeschlossen zu werden. Daraufhin gaben sie die Stadt am 1. August 1944 auf. Auf der bis zu 50 Kilometer weiter westlich befindlichen Linie von Wilkowischken nach Raseinen errichteten die Deutschen neue Verteidigungsstellungen, die sie gegen die weiteren sowjetischen Angriffe hielten. Bei Schirwindt erreichten die sowjetischen Soldaten erstmals die ostpreußische Grenze. Bis zum endgültigen Abbruch der Offensive am 29. August 1944 gelang den sowjetischen Truppen in Litauen kein weiterer bedeutender Vorstoß nach Westen.
Der Vormarsch der Roten Armee löste bei der deutschen Bevölkerung Ostpreußens Panik aus. Trotz eines durch Erich Koch, den Gauleiter der NSDAP in Ostpreußen, ausgesprochenen strikten Verbots setzten sich erste Flüchtlingstrecks in Richtung Westen in Bewegung.

#### Lublin-Brester Operation

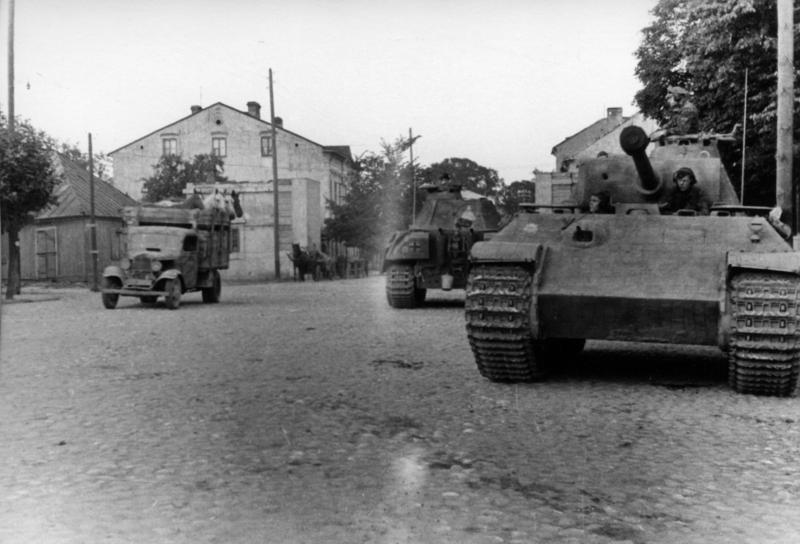
Panther der SS-Division „Totenkopf“ in Siedlce (25. bis 29. Juli 1944)

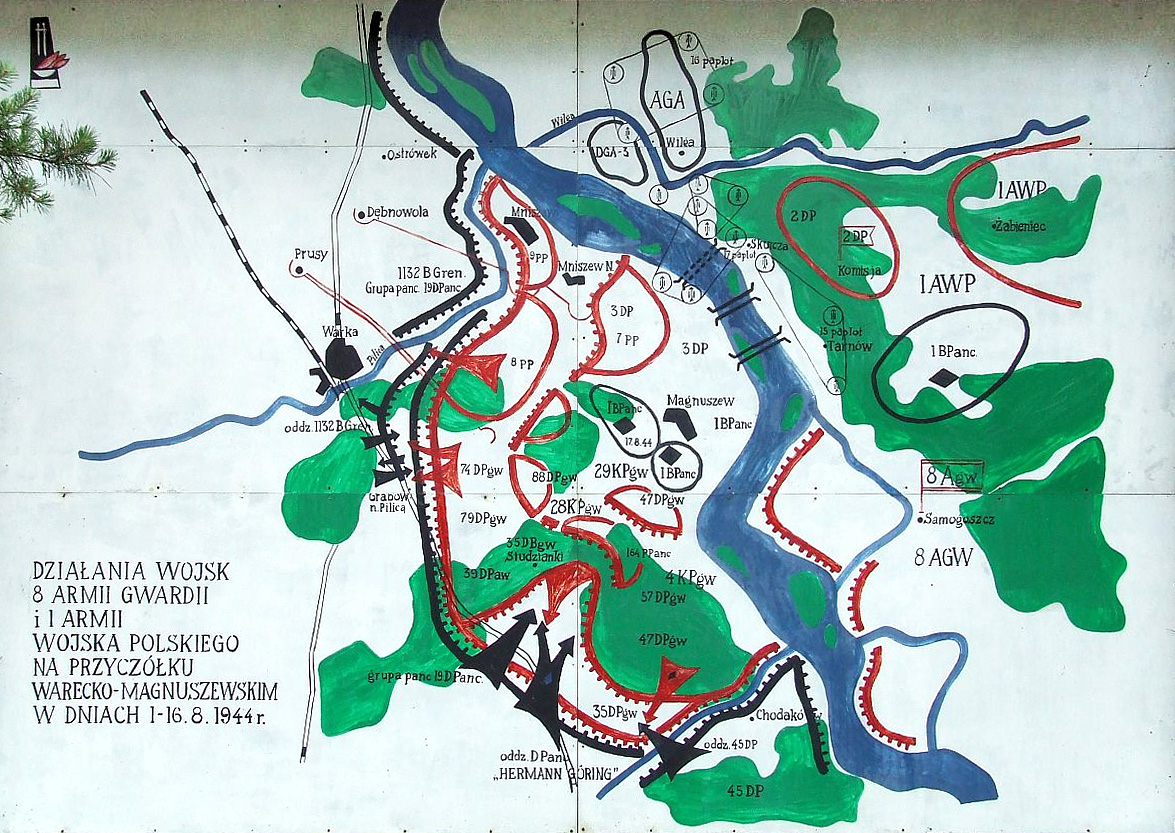
Kämpfe um den Brückenkopf bei Magnuszew

Am 18. Juli begann der bis dahin passiv gebliebene südliche Flügel der 1. Weißrussischen Front im polnischen Frontabschnitt bei der Stadt Kowel anzugreifen. Da die deutschen Truppen diesen Frontabschnitt am besten gesichert hatten, setzte die Rote Armee besonders viele Artilleriegeschütze ein. Das Artilleriebombardement übertraf deswegen noch die in Belarus erfolgten Angriffe an Intensität. Zwar hatte Generalfeldmarschall Model bereits bis zum 8. Juli die deutschen Truppen aus dem unhaltbaren Frontvorsprung bei Kowel in vorteilhaftere Stellungen westlich der Stadt abziehen lassen, trotzdem hatten sie aufgrund der massiven Übermacht der Roten Armee keine Möglichkeit, den sowjetischen Angriff aufzuhalten. Die sowjetische 47. Armee und die 8. Garde-Armee drangen tiefer in das ehemalige polnische Staatsgebiet ein und erreichten den westlichen Bug am 21. Juli. Lublin wurde am 24. Juli von der Roten Armee eingenommen.
Zeitgleich griff der nördliche Flügel der 1. Weißrussischen Front die deutsche 2. Armee frontal an, die sich hauptsächlich in einem vorgeschobenen Frontbogen in den Pripjetsümpfen vor der Stadt Brest-Litowsk befand, und drängte sie auf die zum „festen Platz“ erklärte Stadt zurück. Die sowjetische 70. Armee stieß aus südlicher Richtung auf den Ort vor. Am 25. Juli wurden zwei deutsche Divisionen in Brest-Litowsk eingeschlossen und sollten den Ort laut einem Befehl von Adolf Hitler „bis zur Vernichtung der Besatzung“ verteidigen.
Um den geordneten Rückzug der 2. Armee zu ermöglichen, startete die deutsche Seite zwei Gegenangriffe. Bei der Ortschaft Kleszcele stoppten die deutsche 4. Panzer-Division und die 5. SS-Panzer-Division „Wiking“ einen Angriff sowjetischer Panzerverbände. Bei Siedlce wurde ein sowjetischer Vorstoß durch die 3. SS-Panzer-Division „Totenkopf“ abgewehrt. Im Oberkommando der Wehrmacht überredete Generalfeldmarschall Model Hitler dazu, einen Ausbruch der eingeschlossenen deutschen Kräfte aus Brest-Litowsk zu genehmigen. Bis zum 29. Juli zogen sich daraufhin die deutschen Einheiten unter erheblichen Verlusten aus Brest-Litowsk zurück.
Der Verlust der Stadt hatte Symbolkraft: Der Ort war am Beginn des Deutsch-Sowjetischen Krieges als erster angegriffen worden. Sämtliche von den deutschen Truppen erzielten Gebietsgewinne waren nach ihrer Rückeroberung durch die Rote Armee verlorengegangen.
An das Ostufer der Weichsel gelangten die sowjetischen Truppen erstmals am 25. Juli. Die 69. Armee überquerte den Fluss und errichtete am 29. Juli einen Brückenkopf bei Puławy. Am 27. Juli 1944 begann die sowjetische 2. Panzer-Armee mit etwa 800 gepanzerten Fahrzeugen aus dem Raum Puławy auf die polnische Hauptstadt Warschau vorzustoßen. Unterstützt wurde sie dabei von der 8. Garde-Armee unter Wassili Iwanowitsch Tschuikow sowie der von der Sowjetunion aufgebauten 1. polnischen Armee unter dem Kommando von General Zygmunt Berling, die nicht zu den Verbänden der Armia Krajowa zählte. Die sowjetischen Truppen beabsichtigten den Warschauer Vorort Praga aus der Bewegung heraus zu nehmen und weiter im Norden die Narew-Brücken von Zegrze und Serock zu sichern. Am 1. August 1944 bildete die 8. Garde-Armee am Dorf Magnuszew einen zweiten Brückenkopf über die Weichsel.

#### Kämpfe im Raum Warschau
Unter dem Eindruck, dass sowjetische Panzer bereits den Stadtteil Praga östlich der Weichsel erreicht hätten, gab der Chef der AK in Polen, General Bór-Komorowski, im Einvernehmen mit der Delegation der Exilregierung aus London, den Befehl, den Aufstand in Warschau durchzuführen. Am 1. August um 17:00 begann die polnische Heimatarmee (Armia Krajowa) den Warschauer Aufstand um die Hauptstadt selbst zu befreien. Analog zu den vorangegangenen kleineren Erhebungen bei Vilnius, Lemberg und Lublin sollte vor der Roten Armee die Kontrolle über die polnische Hauptstadt erlangt werden. Die polnischen Kämpfer bekamen große Teile der Stadt in ihre Hand, die jedoch nicht zusammenhängend waren. Strategisch wichtige Positionen blieben in deutscher Hand.
Zur gleichen Zeit kam es im Raum nordwestlich der Stadt zur entscheidenden Panzerschlacht vor Warschau. Das sowjetische 3. Panzer-Korps war Ende Juli bis in die Umgebung der Stadt Radzymin durchgedrungen. Durch den Einsatz von Teilen der eilig herangeführten Fallschirm-Panzer-Division 1 Hermann Göring zusammen mit der 73. Infanterie-Division verteidigten die deutschen Truppen am 28. und 29. Juli Praga. Die 19. Panzer-Division und die SS-Panzer-Division „Totenkopf“ führten am Abend des 1. August einen Zangenangriff auf die polnische Ortschaft Okuniew und schlossen das sowjetische 3. Panzer-Korps ein. Nach dem Eintreffen der deutschen 4. Panzer-Division wurde Radzymin zurückerobert. Bis zum 4. August wurde das sowjetische 3. Panzer-Korps von den deutschen Truppen aufgerieben. Damit war nördlich von Warschau wieder eine deutsche Abwehrfront entstanden. Der Angriff vor Warschau war die letzte erfolgreiche Großoperation deutscher Panzerverbände während des Deutsch-Sowjetischen Krieges. Durch die erfolgreiche Verteidigung wurde ein sowjetischer Vorstoß in Richtung Ostsee bis zum Januar 1945 verhindert. Die sowjetischen Truppen waren wegen des deutschen Gegenangriffs in den ersten Augusttagen nicht in der Lage, den polnischen Aufständischen in Warschau zu Hilfe zu kommen.
Ab dem 8. August begannen die Fallschirm-Panzer-Division und die 19. Panzer-Division mit Gegenattacken, um die sowjetischen Brückenköpfe an der Weichsel südlich von Warschau zu eliminieren. Dies gelang den deutschen Truppen weder bei Puławy noch bei Magnuszew, wo bei dem Dorf Studzianki besonders heftige Kämpfe stattfanden. Die sowjetischen Truppen hatten zusätzliche Pontonbrücken über den Fluss geschlagen, diese mit Flak gegen Luftangriffe geschützt und ausreichenden Nachschub in die Brückenköpfe geführt. Am 16. August brachen die deutschen Truppen ihre Angriffsversuche ab und gingen zur Verteidigung über. Auch die sowjetischen Kräfte bauten ihre Stellungen in der Folgezeit aus und führten keine weiteren Angriffsoperationen südlich von Warschau durch. Die deutsche Front war anderthalb Monate nach dem Beginn der sowjetischen Offensive im Bereich der Heeresgruppe Mitte und Nord wieder stabilisiert.

#### Ossowezer Operation und die Kontroverse über den Warschauer Aufstand

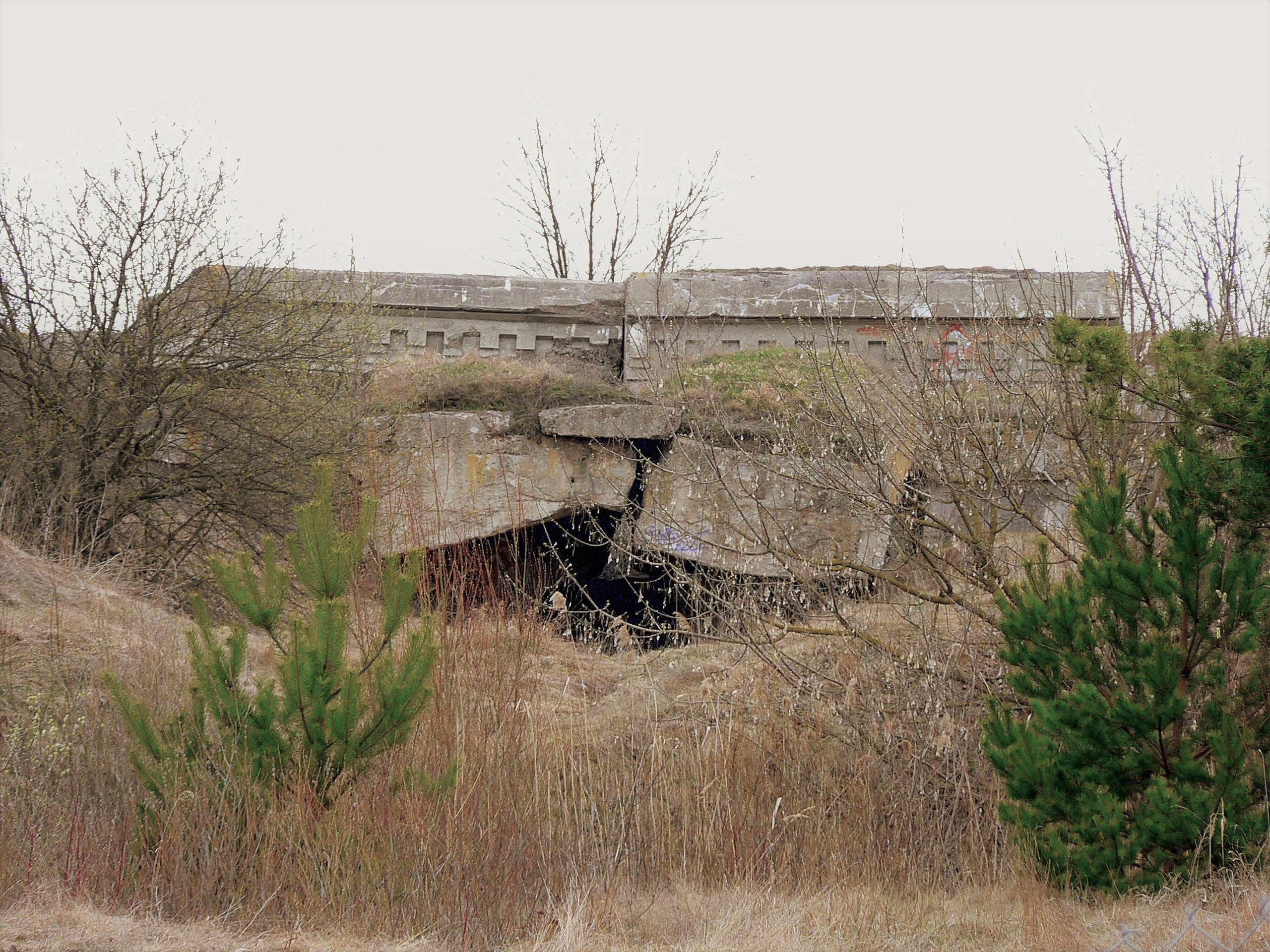
Fort 2 der Befestigungsanlagen von Osowiec. Die alten Befestigungsanlagen wurden im August 1944 in die deutsche Verteidigungsstellung am Narew einbezogen.

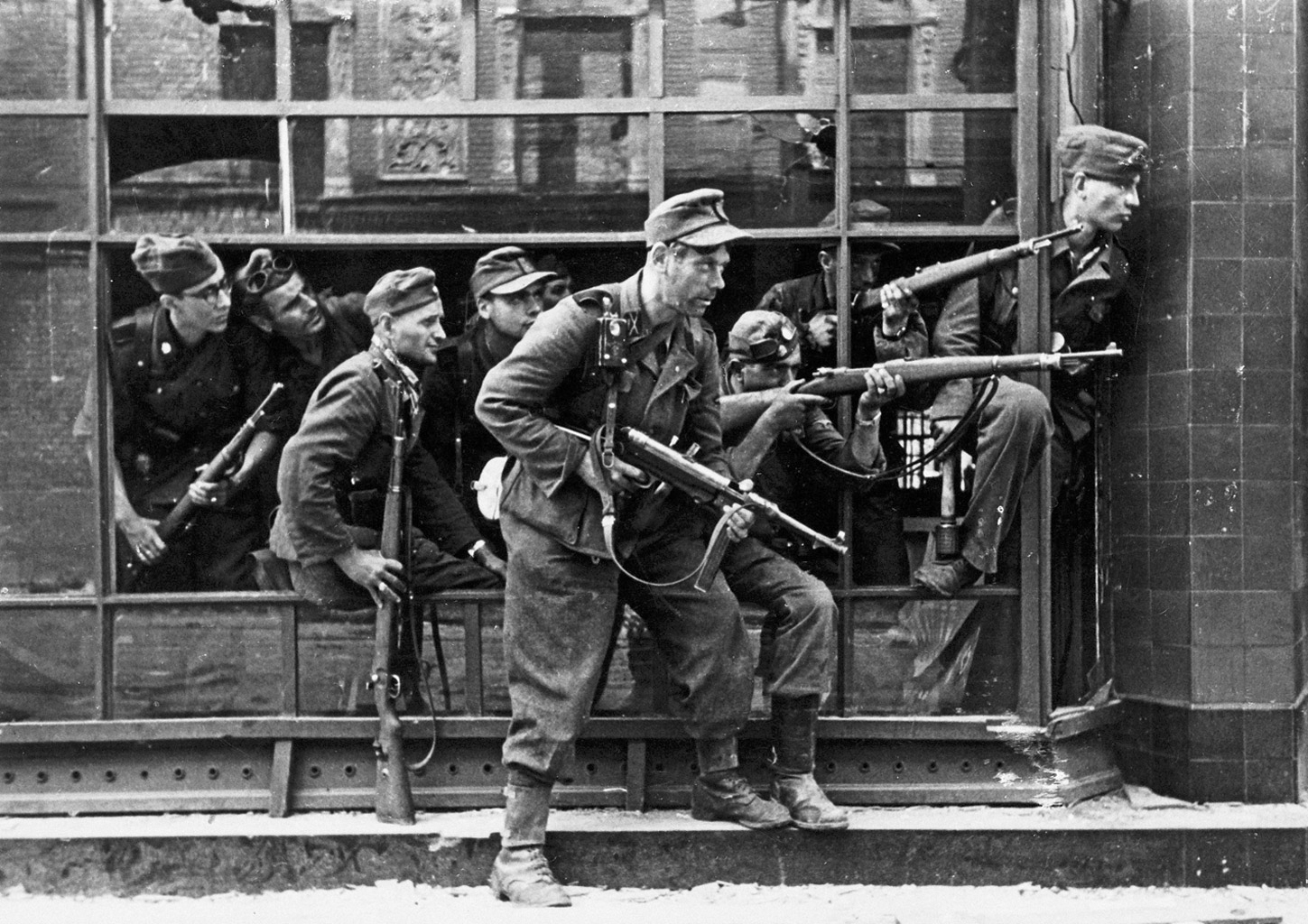
Soldaten der Dirlewanger-Brigade während des Warschauer Aufstands (Anfang August 1944)

In der Zwischenzeit hatte die deutsche 2. Armee entlang des Narew neue Stellungen bezogen. Diese Stellungen umfassten auch die alte Festung Osowiec (russ.: Ossowez), die noch aus der Zeit des russischen Zarenreiches stammte. Die von der sowjetischen 49. Armee ab dem 6. August 1944 vorgetragene Offensive hatte das Ziel, diese Positionen zu erobern und weitere Zugänge in Richtung Ostpreußen zu öffnen. Gegen die gut geschützten deutschen Stellungen kam der Angriff nur langsam voran. Erst nach einem heftigen Luftangriff gelang den sowjetischen Truppen am 14. August 1944 die Einnahme der südlichen Teile der Festung Ossowez. Weitere, bis zum 29. August 1944 vorgetragene sowjetische Angriffe erzielten aufgrund der deutschen Gegenwehr ebenfalls geringe Geländegewinne und die sowjetischen Truppen erlitten schwere Verluste. Der Kommandeur der sowjetischen 343. Schützen-Division Generalmajor Jakimowitsch kam dabei ums Leben. Die sowjetischen Angriffe wurden als selbständige Operation bis zum 30. Oktober 1944 fortgesetzt.
Zur gleichen Zeit fanden in Warschau Kämpfe zwischen der deutschen Besatzung unter dem Kommando des aus Vilnius entkommenen Rainer Stahel und den polnischen Aufständischen statt. Viele deutsche SS-Einheiten, die wenige Wochen zuvor noch zur „Bandenbekämpfung“ in Belarus eingesetzt worden waren, wurden nach Warschau verlegt. Darunter befanden sich berüchtigte Verbände wie die Kaminski-Brigade und die SS-Sondereinheit Dirlewanger. Die unter dem Befehl von SS-Gruppenführer Heinz Reinefarth stehenden Einheiten, zu denen auch ein Bataillon des Sonderverbands Bergmann gehörte, begingen gleich in den ersten Tagen des Aufstands ein Massaker, dem zwischen 20.000 und 50.000 polnische Zivilisten zum Opfer fielen. Das brutale Vorgehen der Deutschen wurde trotz einiger Interventionen in den weiteren Augusttagen fortgesetzt. Die polnischen Aufständischen, die mit der Hilfe der Alliierten gerechnet hatten, waren auf sich selbst gestellt.
Nach dem Abflauen der Kämpfe vor Warschau begannen die sowjetischen Truppen weitere Verstärkungen heranzuführen, ohne jedoch weitere Offensiven im Bereich der umkämpften polnischen Hauptstadt zu starten. Eigenmächtige Versuche der unter sowjetischem Kommando stehenden 1. polnischen Armee, am 16. September 1944 die Aufständischen zu unterstützen, wurden schnell durch die Stawka unterbunden. Bis heute besteht eine Kontroverse über die Frage, ob die Rote Armee die Niederschlagung des Aufstandes durch die Deutschen bewusst in Kauf genommen hat. Diese lässt sich abschließend nur durch die Einsicht von derzeit immer noch unter Verschluss stehenden Akten der Stawka beantworten. Für diese These spricht das Verhalten der sowjetischen Truppen nach der Einnahme von Vilnius und dass es der Roten Armee möglich gewesen wäre, die bei der mäßig erfolgreichen Ossowezer Operation gebundenen Kräfte auch für einen Angriff auf Warschau einzusetzen. Ein Gegenargument ist die schlechte Versorgungslage, in der sich die sowjetischen Truppen befanden, nachdem die Front sich innerhalb von anderthalb Monaten 500 Kilometer weit nach Westen verschoben hatte. Hinzu kommt, dass der durch die Ossowezer Operation beseitigte Frontbogen eine gute Ausgangsposition für einen erneuten deutschen Gegenangriff wie bei Radzymin bot, sodass sowjetische, auf Warschau vorstoßende Kräfte womöglich wiederum eingeschlossen worden wären. Marschall Rokossowski (dessen Schwester in Warschau lebte) bestritt in seinen Memoiren, die Mittel für eine Unterstützung des Warschauer Aufstands gehabt zu haben.

## Ergebnisse

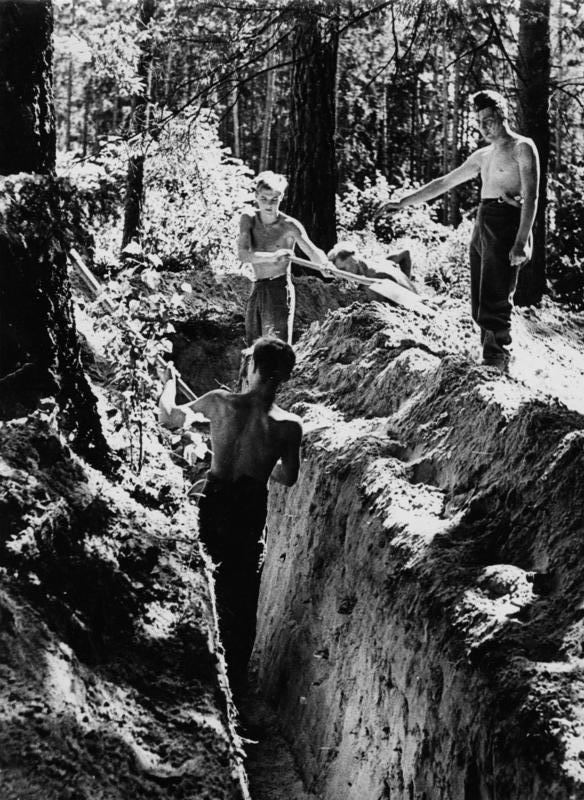
Angehörige des RAD errichten Stellungen in der Nähe der ostpreußischen Grenze (11. August 1944). Im Sommer 1944 erreichte die Ostfront die Grenze des Deutschen Reichs.

Die Operation Bagration wurde auf einer Frontbreite von 1100 Kilometern vorgetragen, der Vorstoß erreichte eine Tiefe von bis zu 600 Kilometern. Sie öffnete der Roten Armee den Weg zur Bucht von Riga, nach Ostpreußen sowie an die mittlere Weichsel und nach Warschau.
Die Heeresgruppe Nord, ein Drittel des Ostheeres, wurde durch den Durchbruch der sowjetischen Einheiten zur Ostsee zeitweise von allen Landverbindungen abgeschnitten. Nur mit viel Glück konnte die Wehrmacht eine Verbindung mit dem Kemern-Korridor wiederherstellen. Aufgrund der Weigerung Hitlers, die Heeresgruppe Nord vollständig aus dem Baltikum zurückzuziehen, wurde dieser Großverband später endgültig auf die Halbinsel Kurland abgedrängt (→ Unternehmen Aster, Baltische Operation, Kurland-Kessel).
Bedingt durch die katastrophalen Verluste verlor die Wehrmacht ihre operative Handlungsfähigkeit an der Ostfront vollständig und war in der Folgezeit nur noch zu hinhaltendem Widerstand gegenüber der Roten Armee fähig. Es war nur noch eine Frage der Zeit, bis die Rote Armee in das Deutsche Reich eindringen würde.
Nachdem Ende August 1944 der sowjetische Vormarsch vor Warschau zu einem vorläufigen Stillstand gekommen war, verlagerte das sowjetische Oberkommando den Schwerpunkt seiner Angriffe nach Süden. Am 20. August begann die Rote Armee auf dem Gebiet der rumänisch-deutschen Front mit einer weiteren, auf sowjetischer Seite mit Operation Jassy-Kischinew bezeichneten Offensive. Der Zusammenbruch der Heeresgruppe Südukraine ermöglichte der Roten Armee das Vordringen nach Südosteuropa.
Die strategische Gesamtlage des Zweiten Weltkrieges änderte sich dahingehend, dass die bereits vorher vorhandene materielle Überlegenheit der Sowjetunion und der Alliierten gegenüber dem Deutschen Reich weiter wuchs. Deswegen stellt die Operation Bagration keinen militärischen Wendepunkt wie die Schlachten bei Moskau, Stalingrad oder Kursk dar, sondern markierte zusammen mit der Operation Overlord, den Beginn der Endphase des Dritten Reiches, denn die totale militärische Niederlage war damit unabwendbar und ein Remisfrieden unerreichbar geworden.
Andreas Kunz konstatierte 2007, dass bis heute die Größenordnung der sowjetischen Operation und ihr Anteil an der Niederringung des Nationalsozialismus in der Wahrnehmung einer westlich orientierten Öffentlichkeit keinen angemessenen Stellenwert erhalten hat und im Schatten der Invasion in der Normandie verharrt.
Das Resultat der sowjetischen Offensive war aufgrund der schweren strategisch-politischen Fehler der obersten deutschen politischen und militärischen Führung nur folgerichtig. Militärisch hatten die schwachen Kräfte der Heeresgruppe Mitte im Juni 1944 keine Chance, den Angriff der Roten Armee aufzuhalten. Auch verzweifelte Gegenmaßnahmen wie der Versuch, Stalin zu ermorden (→ Unternehmen Zeppelin), änderten an dieser Situation nichts.

### Verlustzahlen
Seriöse Beiträge über die Verluste beider Hauptkriegsparteien wurden erst lange nach dem Ende der Kampfhandlungen in den 1990er- und 2000er-Jahren veröffentlicht. Während von deutscher Seite bis in die 1990er-Jahre hinein keine wissenschaftlichen Arbeiten über die sowjetische Großoffensive zur Verfügung standen, übertrieben die sowjetischen Historiker die Stärke der Heeresgruppe Mitte und das Ausmaß der deutschen Verluste. Dies änderte sich erst nach dem Ende des Kalten Krieges. Maßgeblich für den heutigen Forschungsstand sind die Arbeiten der Historiker Kriwoschejew und Frieser.
Nach Kriwoschejew betrugen die Gesamtverluste der Roten Armee 765.815 Soldaten. Davon waren 178.507 Gefallene und Vermisste. 587.308 Soldaten der Roten Armee wurden als verwundet gemeldet.
Die Verluste der Wehrmacht durch die Operation Bagration betrugen nach der Forschungsarbeit des Historikers Frieser insgesamt 399.102 Soldaten. Davon waren im Sommer 1944 gemeldete 26.397 Gefallene, 262.929 Gefangene und Vermisste und 109.776 Verwundete. Die tatsächliche Anzahl der auf deutscher Seite gefallenen Soldaten ist nicht mehr exakt feststellbar. Da laut Frieser die Anzahl der sogenannten Rückkämpfer auf etwa 9.000 und die der Kriegsgefangenen auf ungefähr 150.000 zu veranschlagen ist, kann die Anzahl der während der Kämpfe gefallenen deutschen Soldaten auf etwa 131.000 geschätzt werden.
Laut dem Militärhistoriker Rolf-Dieter Müller seien die deutschen Gesamtverluste „nach neuesten Zahlen“ auf 250.000 Gefallene, Verwundete und Vermisste zu veranschlagen, die sowjetischen – bis Ende Juli – auf 440.879. Müllers Angaben stellen eine Untergrenze möglicher Verlustzahlen beider Seiten dar.
Nach sowjetischen Angaben, die im Zuge der Kompilierung des Geschichtswerks История второй мировой войны 1939–1945 гг. (Geschichte des Zweiten Weltkrieges 1939–1945) in den späten 1970er-Jahren in der Sowjetunion erstellt wurden, starben vom 22. Juni bis zum 22. Juli 1944 381.000 deutsche Soldaten und 158.480 gerieten in Gefangenschaft; 2.735 Panzer, 631 Flugzeuge, 8.702 Geschütze und 57.152 Kraftfahrzeuge seien vernichtet oder erbeutet worden. Die sich daraus ergebende Gesamtzahl von 539.480 Soldaten übersteigt jedoch die Zahl der bei der Heeresgruppe Mitte eingesetzten Soldaten, die am 20. Juni 1944 lediglich 486.493 betrug. Die Zahl von 2.735 angeblich zerstörten deutschen Panzern ist sogar 4,7-mal höher als die Zahl von 570 tatsächlich vorhandenen Panzern.
Über die Verluste der Kämpfer der polnischen Armia Krajowa können keine genauen Angaben gemacht werden. Ebenso wenig sind Zahlen über die Opfer in der belarussischen, litauischen und polnischen Zivilbevölkerung bekannt, die direkt durch die Kämpfe der Operation Bagration verursacht wurden. In den drei Jahren der deutschen Besatzung verloren ungefähr 1,4 Millionen Menschen, also ein Viertel der belarussischen Zivilbevölkerung, ihr Leben.

### Ende des Holocaust auf dem Gebiet der Sowjetunion
Bereits vor der sowjetischen Sommeroffensive war ein Großteil der jüdischen Bevölkerung in Belarus, Litauen und Ostpolen durch deutsche Einsatzgruppen, die Kampfgruppe von Gottberg oder in Vernichtungslagern systematisch ermordet worden. Die Ghettos in den belarussischen Städten wurden liquidiert. Beispielsweise wurden die letzten 2000 Einwohner des Minsker Ghettos am 21. Oktober 1943 im Vernichtungslager Maly Trostinez von SS-Polizeieinheiten umgebracht. Die Juden, die 1944 noch am Leben waren, leisteten entweder als Partisanen in den Wäldern Widerstand oder wurden als Arbeitskräfte in verschiedenen Lagern der Wehrmacht und SS ausgebeutet.

#### Auflösung der deutschen Konzentrationslager auf sowjetischem Boden
Der Vormarsch der Roten Armee beendete die Vernichtung der jüdischen Bevölkerung durch die Deutschen. Er bedeutete aber meist für die noch in den Lagern gefangenen Juden den Tod oder die Verschleppung in das westwärts gelegene Reichsgebiet, da die Lager durch die abziehenden Wachmannschaften und Sonderkommandos der SS vor dem Eintreffen der sowjetischen Soldaten hastig zerstört wurden. Teilweise wurden die Lager auch irrtümlich durch die sowjetischen Truppen angegriffen, was zu weiteren Opfern führte. Das Lager Maly Trostinez wurde zum Beispiel am 28. Juni 1944 durch sowjetische Schlachtflugzeuge beschossen.
Aufgrund der Gründlichkeit der SS hatten die Soldaten der Roten Armee keine Chance, die Lager rechtzeitig zu erreichen und ihre Insassen zu befreien. Meist fanden die Soldaten der Roten Armee wie in Maly Trostinez nur noch verbrannte Gebäude und die verkohlten Leichen der letzten Häftlinge vor. Lagerinsassen konnten sich nur dann retten, wenn es ihnen gelang, sich in Verstecken vor dem Zugriff durch die Deutschen in Sicherheit zu bringen oder im letzten Moment zu fliehen. In nennenswerter Zahl überlebten auf diese Weise und durch die Hilfe des deutschen Majors Karl Plagge Häftlinge im Lager des Heereskraftfahrparks (HKP) 562 Ost in Vilnius.

#### Schicksal der überlebenden Juden
Die Befreiung durch die Rote Armee bedeutete für die traumatisierten Überlebenden, dass sie sich zum ersten Mal seit dem Sommer 1941 frei bewegen konnten. Die jüdischen Partisanen kehrten aus den Wäldern in ihre Heimatorte zurück. Dabei kam es zu Fällen von Selbstjustiz gegenüber ehemaligen Nachbarn, die mit den Deutschen kollaboriert und Verwandte oder Bekannte an die SS ausgeliefert hatten. Viele der ehemaligen Partisanen meldeten sich wenig später freiwillig zum Dienst in der Roten Armee oder wurden eingezogen. In einigen Fällen wurden jüdische Häftlinge von den sowjetischen Soldaten als Kollaborateure behandelt und wiederum eingesperrt. Dies geschah beispielsweise mit einer Gruppe von etwa 20 Häftlingen, denen es gelungen war, am 28. Juni 1944 aus Maly Trostinez zu fliehen und die am 4. Juli durch Soldaten der Roten Armee entdeckt wurden. Sie wurden in Lager nach Sibirien verschleppt und von dort erst 1946 entlassen.

### Beginn der Aufarbeitung des Holocaust

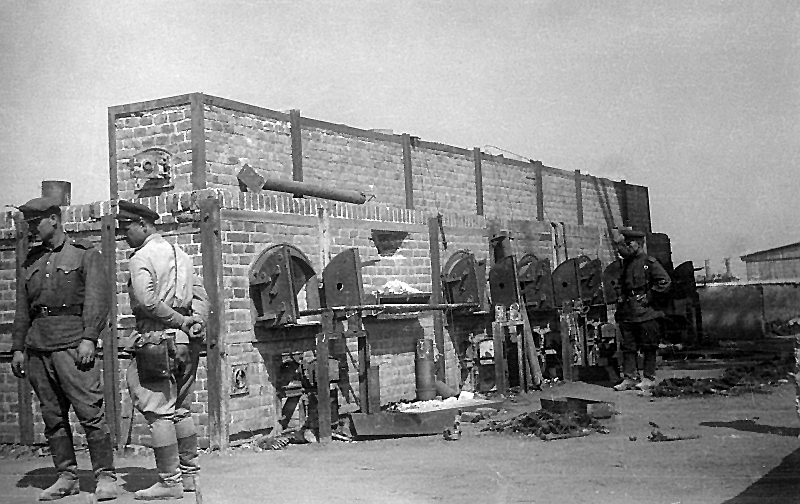
Sowjetische Soldaten bei den Verbrennungsöfen im Vernichtungslager Majdanek. Undatierte Aufnahme von Abraham Pisarek.

Das ganze Ausmaß nationalsozialistischer Gräueltaten kam infolge der Operation Bagration erstmals an das Licht der Weltöffentlichkeit, da Gebiete befreit wurden, in denen sich deutsche Konzentrations- und Vernichtungslager hauptsächlich befanden. Wegen der Häufung der Berichte über die Hinrichtungsstätten richtete die Sowjetunion Sonderkommissionen ein, die mit der Untersuchung der deutschen Verbrechen befasst waren. Trotz der Bemühungen der SS, die Existenz der Lager zu vertuschen, gelang es den im August und September 1944 tätigen Kommissionen, aufgrund der Aussagen Überlebender auch bereits unkenntlich gemachte Orte wie das Vernichtungslager Sobibor aufzufinden. Sowjetische Journalisten wie Wassili Grossman berichteten erstmals in den sowjetischen Medien über die ehemaligen deutschen Lager. Die Nachrichten und Untersuchungsergebnisse wurden auch an die westlichen Alliierten weitergeleitet. Dies hatte zur Folge, dass die Alliierten auf der Konferenz von Jalta im Februar 1945 neben der Entmilitarisierung auch die durchgehende „Entnazifizierung“ Deutschlands für die Zeit nach ihrem Sieg vereinbarten.
Die Bekanntmachung der deutschen Gräueltaten in der Sowjetunion hatte zur Folge, dass sich die Wut der sowjetischen Soldaten auf alles Deutsche weiter verstärkte. Dies führte in Kombination mit der sowjetischen Hasspropaganda zu den Kriegsverbrechen, die ab Januar 1945 von der Roten Armee auf deutschem Territorium begangen wurden.

### Öffentliche Zurschaustellung gefangener deutscher Soldaten in Moskau

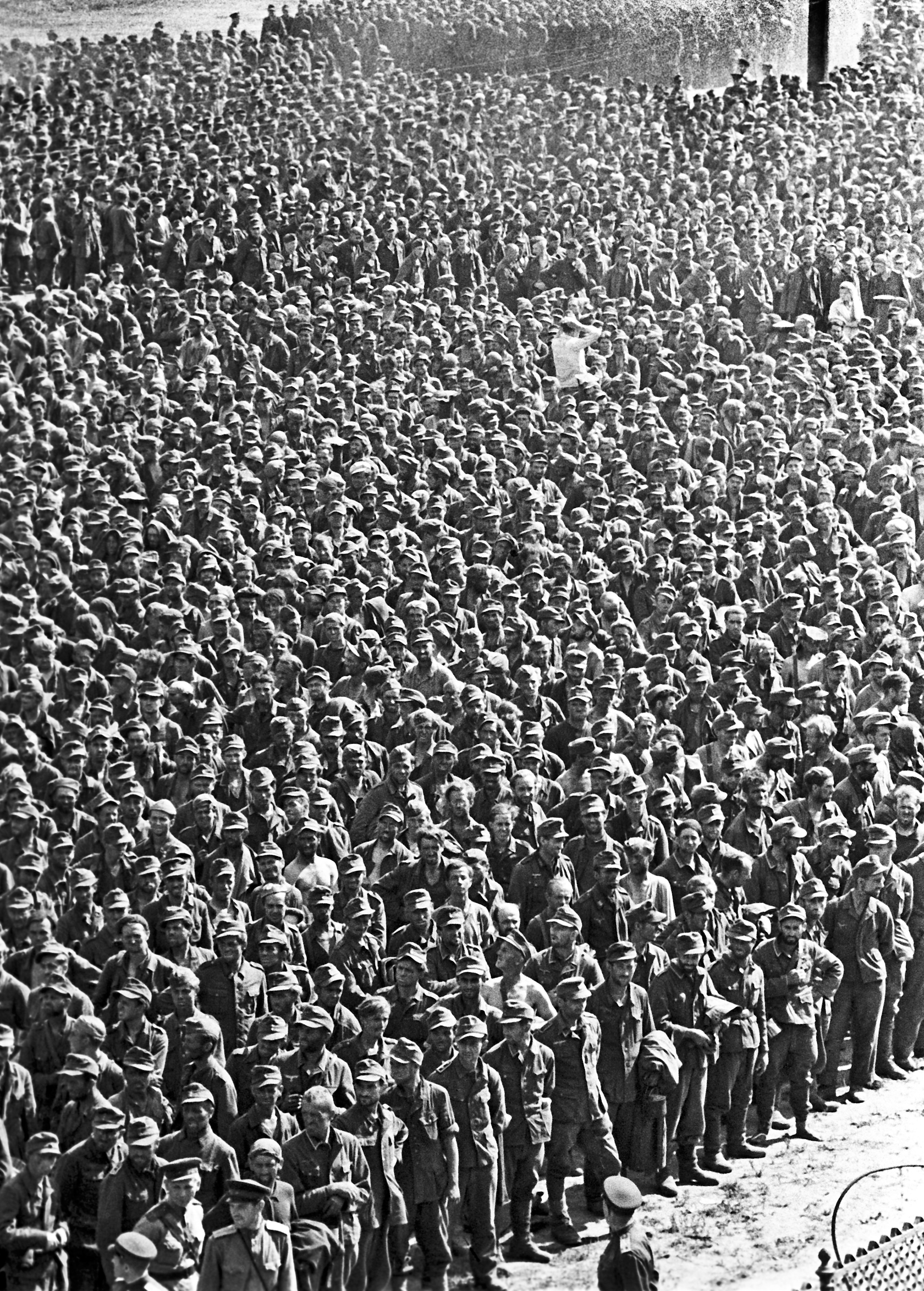
Deutsche Kriegsgefangene am 17. Juli 1944 in Moskau

Um das Ausmaß des sowjetischen Sieges in Belarus der Weltöffentlichkeit zu präsentieren, befahl Stalin, dass die während der Vernichtung der deutschen 4. Armee gefangen genommenen deutschen Soldaten in einer Parade durch Moskau geführt werden sollten. Der Grund hierfür war, die noch mit dem Deutschen Reich verbündeten Regierungen Finnlands, Rumäniens und Ungarns zu einem Seitenwechsel zu veranlassen und den verbündeten Briten und Amerikanern die Stärke der Roten Armee vor Augen zu führen. Die von Stalin befohlene Parade fand am 17. Juli 1944 statt. 57.000 gefangene deutsche Soldaten wurden in zwei getrennten Kolonnen durch Moskau getrieben. An der Spitze der größeren Kolonne marschierten die gefangen genommenen Befehlshaber der Heeresgruppe Mitte zusammen mit weiteren Offizieren und Unteroffizieren. Die Gefangenen wurden beschimpft und zum Teil mit Gegenständen beworfen. Die zur Bewachung abkommandierten sowjetischen Soldaten hatten jedoch strikten Befehl, keine Übergriffe der aufgebrachten Menge zuzulassen. Da die Gefangenen, die zuvor oft tagelang nicht versorgt worden waren, am Abend des 16. Juli reichlich Kascha und mit Schmalz bestrichene Brote zu essen bekommen hatten, litten viele von ihnen während des Marsches an Durchfall. Entsprechend wurden die Straßen, nachdem der Zug der Gefangenen die Stadt passiert hatte, mit Reinigungsmaschinen gesäubert.
Von Moskau aus wurden große Teile der Deutschen in Arbeitslager bei Karaganda, Kuibyschew, Stalingrad, in der Ukraine sowie bei Tscherepowez verschickt. (→ Liste sowjetischer Kriegsgefangenenlager des Zweiten Weltkriegs) Die deutschen Generäle wurden nach dem Marsch durch die Stadt vom Rest der Gefangenen getrennt und in das Moskauer Butyrka-Gefängnis gebracht.
Von den etwa 150.000 gefangen genommenen deutschen Soldaten starben schätzungsweise 20 bis 25 Prozent während des Transports in die sowjetischen Gefangenenlager. Das ist im Vergleich zu anderen Operationen des Deutsch-Sowjetischen Krieges ein besonders hoher Wert. Diese Verluste sind durch allgemeinen Mangel an Verpflegung, extreme klimatische Verhältnisse und durch kraftraubende lange Fußmärsche verursacht worden. Es existieren in heute zugänglichen sowjetischen Akten keinerlei Hinweise darauf, dass diese Verluste von sowjetischer Seite vorsätzlich herbeigeführt worden sind.

### Operation Bagration und das Attentat vom 20. Juli 1944
Der rasche Vormarsch der Roten Armee und die immer ungünstiger werdende Lage der deutschen Truppen in der Normandie waren für die Mitglieder der Widerstandsgruppe um Claus Schenk Graf von Stauffenberg schockierend. Der Oberleutnant der Reserve Heinrich Graf von Lehndorff-Steinort richtete im Auftrag von Stauffenbergs die Frage an Henning von Tresckow, ob ein militärischer Umschwung überhaupt noch einen praktischen Zweck habe. Von Tresckow, der als Stabschef der 2. deutschen Armee besser als alle anderen Widerständler über die tatsächliche Lage an der deutschen Ostfront Bescheid wusste, antwortete jedoch hierauf:

„Das Attentat muss erfolgen, coûte que coûte [Anm.: frz. für ,Koste es, was es wolle’]. Sollte es nicht gelingen, so muss trotzdem in Berlin gehandelt werden. Denn es kommt nicht nur auf den praktischen Zweck an, sondern darauf, dass die deutsche Widerstandsbewegung vor der Welt und vor der Geschichte den entscheidenden Wurf gewagt hat. Alles andere ist daneben gleichgültig.“

Von Tresckow plante, sofort nach dem Gelingen des Putsches die deutsche Westfront den Truppen der Alliierten zu öffnen. Die dadurch freigewordenen deutschen Einheiten sollten dann umgehend an die Ostfront verlegt werden, um ein weiteres sowjetisches Vordringen nach Westen und somit eine sowjetische Besatzung Deutschlands zu verhindern. Gleichzeitig sollten auch mit der Sowjetunion Verhandlungen über einen Waffenstillstand begonnen werden. Nach der katastrophalen Niederlage in Belarus hatte das Deutsche Reich jedoch gegenüber der Sowjetunion keinen Verhandlungsspielraum mehr, wenn die von Tresckow vorgeschlagenen Maßnahmen nicht wirksam wurden.
Nicht alle Widerständler teilten von Tresckows Meinung. Der Generalfeldmarschall Günther von Kluge hatte als Oberbefehlshaber West bereits resigniert und unterstützte die Bestrebungen Tresckows und Georg Boeselagers nicht mehr, mit den Alliierten Verhandlungen aufzunehmen.
Die Mehrheit der Offiziere des militärischen Widerstands setzte ihre Bemühungen fort, und die Vorbereitungen eines Attentats auf Hitler erreichten einen letzten Höhepunkt. Am 18. Juli 1944 begann Philipp Freiherr von Boeselager auf Weisung seines Bruders Georg mit der Verlegung von sechs Schwadronen des Kavallerie-Regiments 31 von der deutschen Front im östlichen Teil Polens in Richtung Berlin. Die sechs Schwadronen erreichten Brest-Litowsk, das soeben zu einem „Festen Platz“ erklärt worden war, und durchquerten ohne Pause die Stadt. Sie ritten auch die Nacht über weiter und erreichten nach einer Strecke von über 200 Kilometern das polnische Dorf Lachówka (Powiat Siemiatycki). Dort erhielten die Schwadronchefs einen Hinweis auf „einen möglichen Einsatz im Reich in unter Umständen bürgerkriegsähnlicher Lage“. Die Einheit sollte nach Berlin-Tempelhof geflogen werden. Von dort aus sollte sie unverzüglich in das Reichssicherheitshauptamt und das Propagandaministerium vordringen, um dort Heinrich Himmler und Joseph Goebbels festzunehmen und zu liquidieren.
Die Schwadronen bereiteten gerade die Verladung auf LKW und einen späteren Lufttransport vor, als die Nachricht vom Misslingen des Attentats auf Hitler am späten Nachmittag über Radio bekannt wurde. Georg von Boeselager und sein Bruder verlegten daraufhin die Schwadronen umgehend an die deutsche Ostfront zurück. Diese Bewegungen fielen allerdings niemandem auf, sodass allen Beteiligten aus dem Kreis des Kavallerie-Regiments 31 eine Untersuchung und Verhaftung durch die Geheime Staatspolizei erspart blieb.
Henning von Tresckow selbst nahm sich, nachdem er vom Scheitern des Attentats auf Hitler erfahren hatte, am Morgen des 21. Juli an der Front bei Brest das Leben.
Im Gegensatz zu den wenigen direkt Beteiligten empfand die Mehrheit der noch kämpfenden Soldaten der Heeresgruppe Mitte das Attentat auf Hitler als Verrat, da man den Zeitpunkt aufgrund der überaus kritischen Frontlage als denkbar ungünstig ansah. So äußerte sich Peter von Butler, zum Zeitpunkt des Attentats Verbindungsoffizier für die 14. Panzer-Division im Generalstab, in einem später gegebenen Interview wie folgt: „[…] Meine erste Reaktion war: „Um Himmels Willen, jetzt in dieser Lage ein Chaos hervorrufen, das geht nicht“.“ Das Attentat wurde als „Dolchstoß in den Rücken der kämpfenden Soldaten“ betrachtet und führte in keiner Weise zu einer Auflehnung der Deutschen gegenüber ihren Vorgesetzten. Die Befehlshaber der Wehrmacht begannen damit zu rechnen, dass es zu Kämpfen mit Einheiten der Waffen-SS kommen würde, bis schließlich Nachrichten vom endgültigen Scheitern des Putschversuches eintrafen.
Die Nachricht von dem Putschversuch entfachte auch neue Aktivitäten des NKFD und des BdO. 17 von der Roten Armee gefangen genommene deutsche Generäle der Heeresgruppe Mitte wandten sich unter der Federführung des durch die Ereignisse im Minsker Kessel verbitterten Vincenz Müller in einem Aufruf an jeden „deutschen General und Offizier“, der später auch von Generalfeldmarschall Friedrich Paulus unterzeichnet wurde. In diesem Aufruf wurde gefordert, das Regime der NSDAP mit Gewalt zu stürzen. Tatsächlich wurde dieser Aufruf aber vom deutschen Offizierskorps als ein opportunistischer Versuch der daran beteiligten Generäle betrachtet, ihre eigene Haut zu retten. Die Wirkung dieses und späterer Aufrufe war aus diesem Grund äußerst gering.

### Spätfolgen
Die durch die von den Deutschen angewandte Taktik der verbrannten Erde und sowjetischen Artilleriebeschuss verursachten Zerstörungen in Belarus und im Baltikum waren enorm. In nahezu allen während der Operation Bagration umkämpften Städten waren über 70 Prozent der Häuser unbewohnbar oder dem Erdboden gleichgemacht worden. Teilweise mussten Städte komplett wieder aufgebaut werden. Dies traf insbesondere auf Babrujsk, Mahiljou, Wizebsk, Minsk, Brest-Litowsk, Šiauliai und Jelgava zu. Eine Ausnahme hiervon ist die litauische Hauptstadt Vilnius, deren Altstadt bedingt durch den polnischen Aufstand am 7. Juli 1944 weitgehend intakt blieb.
Während der Wiederaufbaumaßnahmen der ersten Nachkriegsjahre wurden die Städte in Belarus bevorzugt behandelt. Dies bedeutete, dass die belarussische Landbevölkerung teilweise noch bis in die 1950er-Jahre hinein in provisorischen Erdbehausungen lebte, die noch während des Krieges entstanden waren.
Die ehemals ostpolnischen Gebiete wurden nach dem sowjetischen Sieg dauerhaft in das Territorium der Weißrussischen SSR eingegliedert. Die polnische Bevölkerung sollte später vollständig nach Westen in ehemals deutsche Gebiete deportiert werden. Ein Teil der polnischen Bevölkerung verblieb aber in der Weißrussischen SSR. (→Zwangsumsiedlung von Polen aus den ehemaligen polnischen Ostgebieten 1944–1946) Ethnische Spannungen zwischen Weißrussen und der polnischen Minderheit im Westen von Belarus sind bis heute nicht gelöst und führen gegenwärtig neben anderen politischen Faktoren zu einem angespannten Verhältnis zwischen Belarus und Polen. (→Russischer Überfall auf die Ukraine seit 2022)
Bedingt durch den massiven Einsatz von Landminen durch die Wehrmacht wie auch durch die Rote Armee wurde Belarus bis in das Jahr 2007 mit der Räumung undokumentierter Minenfelder aus der Zeit des Zweiten Weltkrieges belastet. Besonders in den Regionen um Minsk, Witebsk und Gomel, die lange Zeit Frontgebiet waren, bestand bis zu diesem Zeitpunkt weiter Minengefahr. Zwischen 1944 und Februar 2006 wurden 6171 Minenunfälle dokumentiert. Dabei verloren 2665 Menschen ihr Leben.

## Sonstiges
Die Operation wurde vom sowjetischen Oberkommando Stawka nach dem Namen des Generals Pjotr Iwanowitsch Bagration benannt, der in der Schlacht von Borodino 1812 gegen die napoleonischen Truppen gefallen war.
Der die Operation Bagration umfassende Zeitraum wird in der von Percy Ernst Schramm edierten Version des Kriegstagebuchs des Wehrmachtführungsstabes mit der Begründung ausgespart, dass die Kriegsführung auf diesem Schauplatz unter der alleinigen Verantwortung von Adolf Hitler und dem Generalstab des Heeres gelegen habe. Die Unterlagen des OKH sollen bis auf Ausnahmen verloren gegangen sein.

## Dokumentarfilme
- Dokumentarreihe Hitlers Krieg im Osten (orig. Titel The War of the Century), Teil 4: Die Vergeltung, Produktion von BBC und NDR, 1996
- Folge 1944 – Marschall Rokossowski der Dokumentarreihe Historische Chroniken von Nikolai Swanidse, Produktion des Fernsehkanals Rossija 1, 2006, Hauptseite der Dokumentationen (russisch)